# Збірна України з футболу
Збі́рна Украї́ни з футбо́лу — національна збірна команда України з футболу, яка виступає під егідою Української асоціації футболу.
Найвище досягнення в офіційних міжнародних змаганнях — вихід до 1/4 фіналу чемпіонату світу 2006 року та 1/4 фіналу чемпіонату Європи 2020 року.
Станом на 3 квітня 2025 посідає 25-e місце у рейтингу футбольних збірних світу.

## Історія

### До здобуття незалежності
Футбол з'явився в Україні наприкінці XIX століття. Згодом окремі уродженці України виступали у складі збірної команди Російської імперії (одесит Григорій Богемський), Польщі (Ян Васевич, Мечислав Бач, Мечислав Вишневський, Спіридіон Альбанський; всього 29 футболістів), Румунії (Роберт Садовський, Альфред Айзенбайссер, Станіслав Міцинський, Йосиф Клайн), Чехо-Словаччини та Угорщини (в обох випадках Геза Калочаї). У складі збірної команди Польщі на Олімпіадах 1924 року та 1936 року і чемпіонаті світу 1938 року було по два уродженці України, а Роберт Садовський брав участь у ЧС-1938 у складі Румунії. Уродженець Одеси Льоня Дворін зіграв за збірну команду Палестини у 1930-х. Володимир (Волтер) Чижович був гравцем і, згодом, тренером збірної команди США у 1960—1970-х роках.

Пам'ятний знак на місці першого в Україні футбольного матчу. Львів (Стрийський парк)

У 1930-х роках збірна УСРР провела два товариські матчі проти збірної Туреччини — 12 серпня 1933 року у Харкові (3:2) і 20 серпня 1934 року у Києві (4:3), а окрім них — ще кілька ігор проти футбольних клубів. Починаючи з 1950-х збірна команда УРСР брала участь у I Всесоюзній спартакіаді 1928 року (друге місце) та у Спартакіадах народів СРСР (золото 1986, бронза 1956 та 1979, четверте місце 1983). Деякі учасники тих змагань від УРСР пізніше виступали за збірну команду СРСР та збірну команду України. Втім, ця збірна ніколи не була членом ФІФА та не могла проводити зустрічей з членами ФІФА: турецька збірна виступала під назвою «Збірна народних домів Туреччини».
Серед футболістів з України в збірній команді СРСР: Лобановський, Блохін, Бєланов, Дем'яненко, Бессонов, Протасов, Буряк та ін. Особливо значним українське представництво у збірній команді СРСР було 1988 року, коли команда виграла Олімпіаду і здобула срібло чемпіонату Європи.

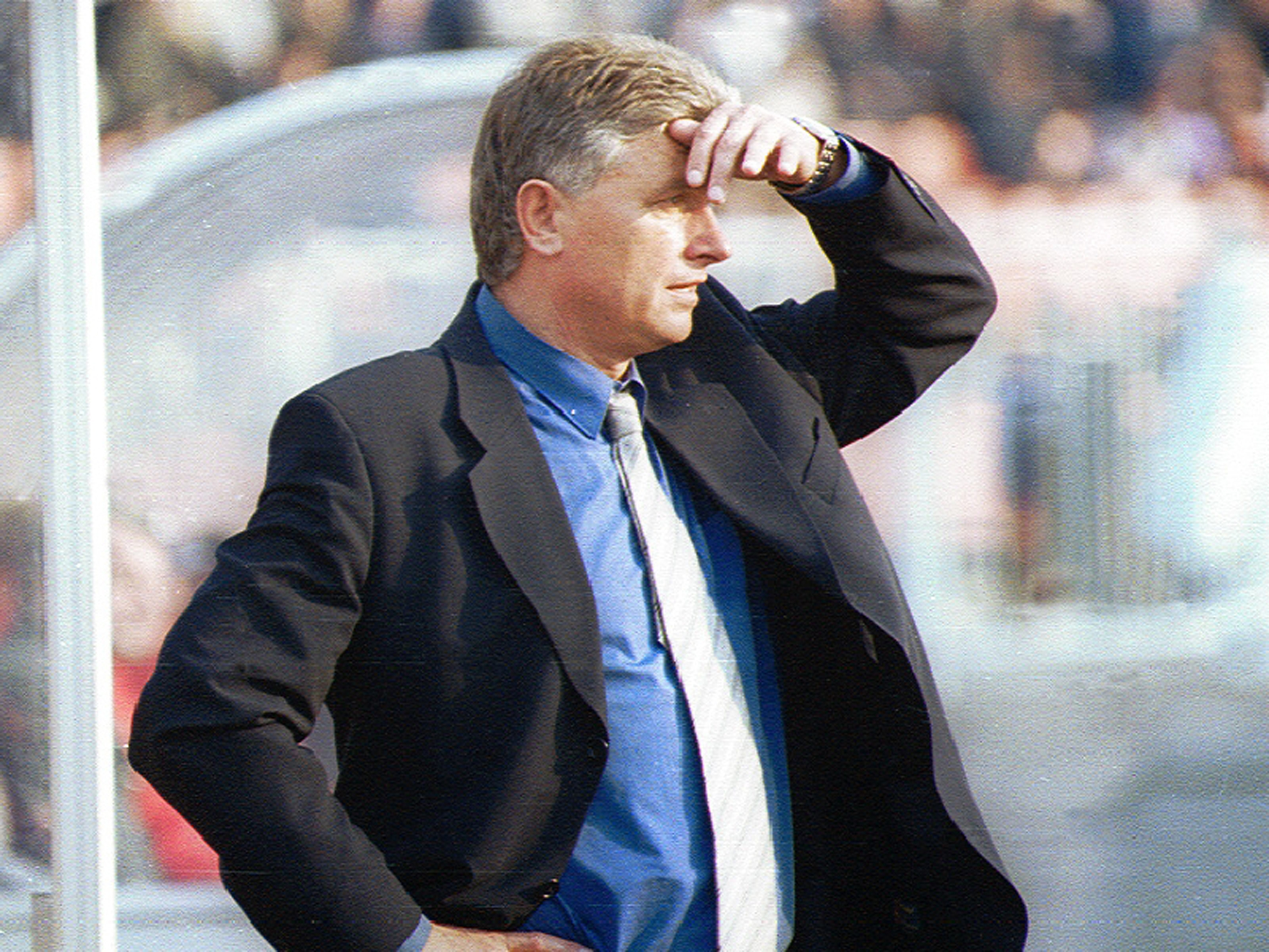
Віктор Прокопенко

Найвідомішим уродженцем України у збірній команді Польщі був Казімеж Гурський. Як гравець він зіграв за збірну лише один матч, але на посаді тренера привів Польщу до олімпійського золота 1972 року, здобув срібні медалі (третє місце) чемпіонату світу 1974 року та срібні медалі Олімпіади 1976 року.

### Перші кроки 1991—1992
Федерація футболу України заснована 13 грудня 1991 року. Першим її головою було обрано Віктора Баннікова. У наступному, 1992 році, ФФУ стала членом УЄФА та ФІФА. Саме тоді розпочалася підготовка до першого матчу збірної. Спочатку, головним тренером команди планувалось призначити Валерія Лобановського, який на той час був тренером збірної ОАЕ, та його чинний контракт з арабами завадив цьому. Таким чином, першого наставника національної команди довелося обирати з-поміж членів тренерської ради, до якої увійшли: Анатолій Пузач («Динамо»), Євген Кучеревський («Дніпро»), Євген Лемешко («Торпедо»), Юхим Школьников («Буковина») і Віктор Прокопенко («Чорноморець»). Трохи пізніше до них приєднався і донеччанин Валерій Яремченко («Шахтар»). Але в кінці коло претендентів звузилося до прізвищ трьох фахівців: Пузача, Яремченка і Прокопенка, останній з яких і став головним.
Першу гру було домовлено провести між збірними командами України та Угорщини 22 квітня 1992 року в Києві на Республіканському стадіоні. Проте через фінансові труднощі федерації, гру перенесли ближче до кордону — в Ужгород. Отож, 29 квітня 1992 року на стадіоні Авангард в Ужгороді вперше в історії збірна України зіграла свій поєдинок. На дебютний матч з угорцями були викликані: воротарі — Кутепов («Динамо»), Гришко («Чорноморець»), захисники — Лужний, Мороз («Динамо»), Никифоров, Третяк («Чорноморець»), Драгунов («Шахтар»), Беженар («Дніпро»), півзахисники — Анненков, Ковалець, Заєць («Динамо»), Шелепницький, Сак, Цимбалар («Чорноморець»), Погодін («Шахтар»), Дудник («Металург» З), нападники — Саленко («Динамо»), Гецко, Гусєв («Чорноморець»), Щербаков («Шахтар»).
Підготовка до поєдинку практично не проводилася. Лише 27 квітня всі «першовідкривачі» зібралися в Києві, щоб наступного дня літаком вирушити до Ужгорода. Тим часом суперник, хоч і не пробився до фінальної частини європейської першості 1992 року, все ж таки тримав у голові відбірковий цикл наступного чемпіонату світу.
Щодо самого матчу, то українські гравці в першому таймі діяли старанно, майже ні в чому не поступаючись супернику. Ще до перерви підопічні Віктора Прокопенка могли й відкрити рахунок. Це Шелепницький на 15-й хвилині завдав удару по воротах Брокгаузера, однак гостей врятувала штанга. А потім білоруський арбітр Вадим Жук не призначив пенальті за фол проти Щербакова в межах штрафного майданчика угорців. Після перерви запал господарів суттєво впав. Тоді, використавши помилки українських захисників, Шаллої й Кіпріц перехилили чашу терезів на свою користь: арбітр призначив 11-метровий у ворота Кутепова, а все той же Кіпріц його реалізував. Проте, під кінець зустрічі Іван Гецко ударом зі штрафного розпечатав ворота угорців, ставши автором першого голу в історії національної збірної України. Під орудою Віктора Прокопенка команда провела ще дві гри — 27 червня на виїзді, проти команди США (0:0) та 26 серпня проти тих же угорців, який знову завершився поразкою 1:2.

### 1993—1994

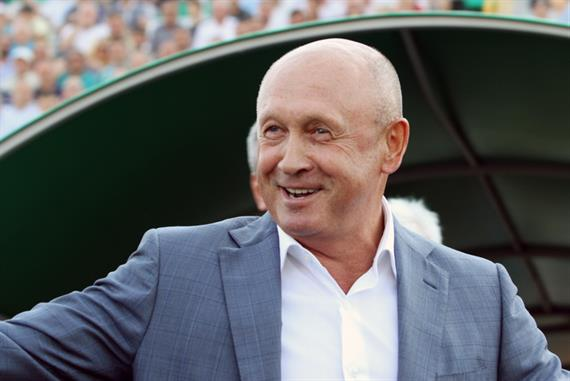
Микола Павлов

28 жовтня 1992 року збірну команду України на зустріч з Білоруссю у Мінську вже виводив дует тренерів Микола Павлов/Леонід Ткаченко. На Мінському стадіоні Динамо збірна команда України першою пропустила гол (на 49-й хвилині відзначився Гоцманов), та за пів години Юрій Максимов зрівняв рахунок і встановив остаточний результат зустрічі 1:1. Таким чином, за перший рік свого існування, збірна України провела 4 гри (2 нічиї й 2 поразки), забила 3 і пропустила 6 м'ячів та змінила 2 тренерів. Новий, 1993 рік, команда зустріла вже з новим, повноцінним тренером, яким став Олег Базилевич.
27 квітня 1993 року новий тренер дебютував в Одесі в матчі з командою Ізраїлю. Пропустивши першими (Харазі, 55'), збірна команда України змогла відігратись — на 78 хвилині відзначився Сергій Коновалов, матч так і завершився внічию 1:1. 18 травня 1993 року збірна команда України здобула свою першу перемогу. В товариській грі у Вільнюсі команда Базилевича вже на 4 хвилині пропустила м'яч (Зданчюс), та в період з 18 по 22 хвилину Віктор Леоненко та Дмитро Михайленко переламали хід поєдинку і принесли перемогу українській команді з рахунком 2:1. На період тренерства Базилевича припала і перша домашня перемога України. У Києві на Республіканському стадіоні в присутності 12 тисяч глядачів 25 травня 1994 року у товариській грі проти Білорусі українці пропустили першими — Валентин Белькевич на 45 хвилині розпечатав ворота Дмитра Тяпушкіна (Нива (Тернопіль)). Вже у другому таймі, на 62 хвилині Віктор Леоненко зрівнює рахунок; за 3 хвилини, з пенальті, збірну України вивів вперед Сергій Беженар; остаточну ж, переможну крапку в цій грі, поставив Дмитро Михайленко — 3:1, перемога України. Базилевич також став першим тренером, котрий вивів збірну України на офіційний матч. Україна була заявлена на кваліфікацію до ЄВРО-1996 і потрапила у 4 відбірну групу разом з збірними командами Хорватії, Італії, Литви, Естонії та Словенії. Відбір на чемпіонат Європи українці розпочинали 7 вересня 1994 року в Києві проти литовців, але українська команда поступилася 0:2. Після цієї гри Базилевич пішов з посади очільника збірної команди України.

### Епоха Сабо 1994—1999

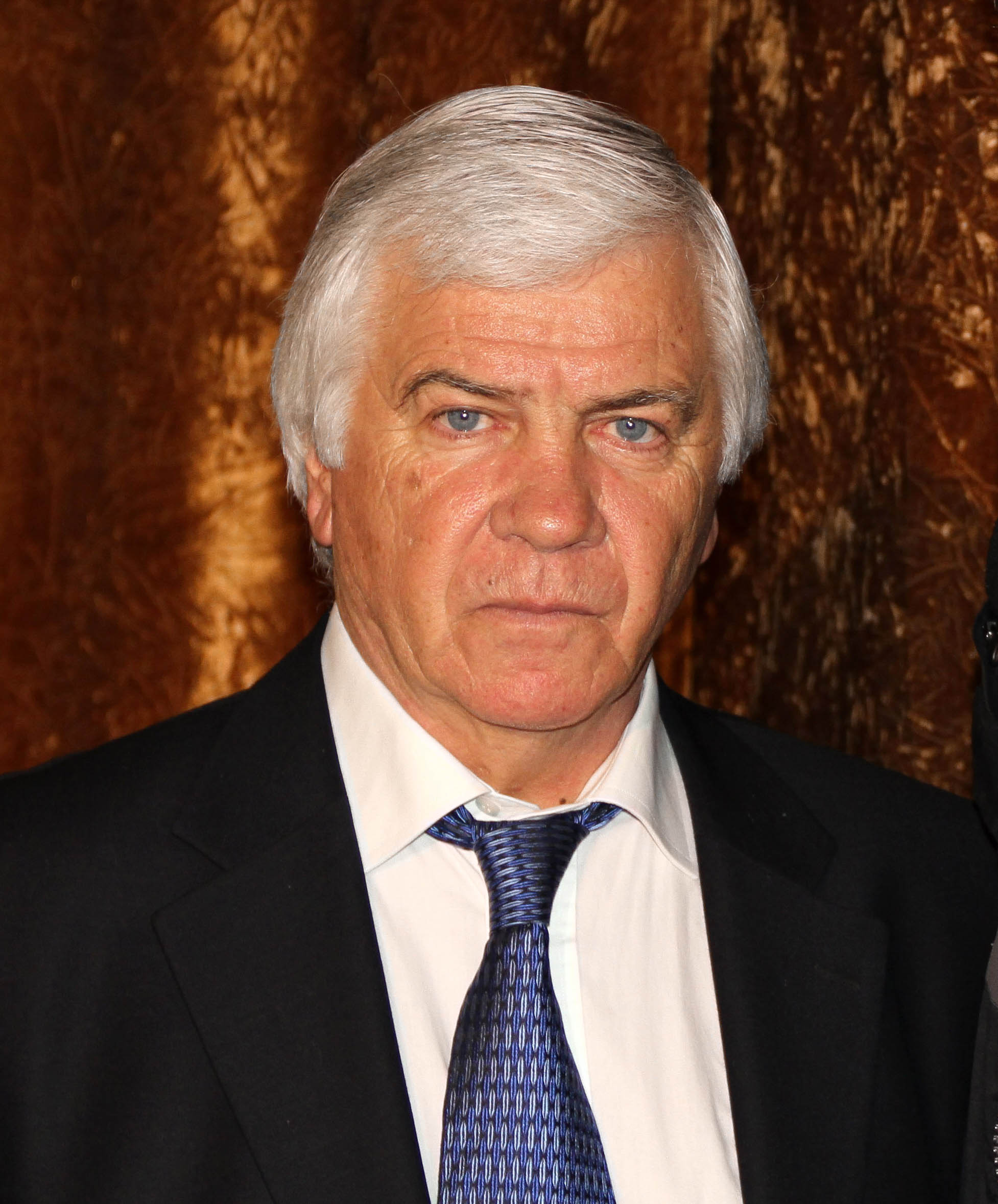
Володимир Мунтян

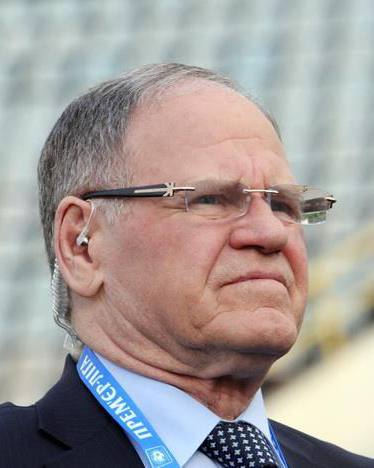
Йожеф Сабо

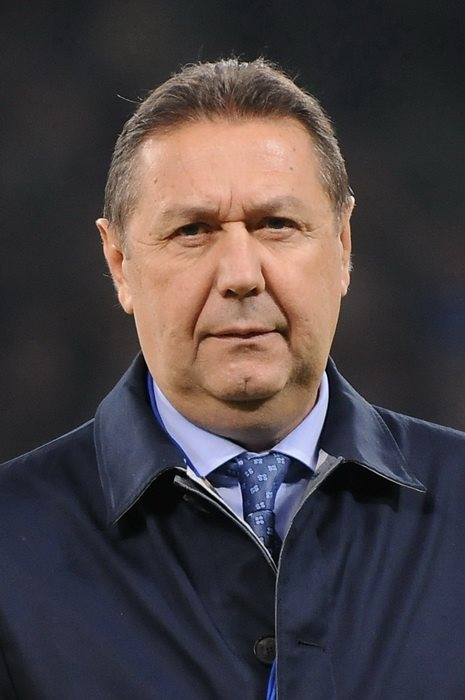
Анатолій Коньков

Після відходу від збірної Олега Базилевича федерація знову призначила дует в.о., цього разу до Миколи Павлова долучився Володимир Мунтян. Під їх орудою команда провела лише два матчі: 11 та 13 вересня 1994 року національна збірна зіграла з збірною командою Південної Кореї і обидва рази поступилась 0:1 та 0:2.
Та вже до наступних офіційних матчів у відборі до ЧЄ-1996 збірну команду почав готувати Йожеф Сабо. Його офіційний дебют відбувся 12 жовтня 1994 року у Києві в матчі відбору проти збірної команди Словенії, гра завершилася внічию 0:0. Уже в наступній грі відбору проти Естонії Й.Сабо отримав свою першу перемогу, як тренер національної збірної команди — 3:0. Та Й.Сабо-тренер вийшов тимчасовим явищем, вже в 1995 році до керма збірної став Анатолій Коньков. Дебют нового тренера виявився дуже невдалим — 0:4 на «Максимирі» в Загребі від збірної команди Хорватії. Національна збірна команда у решті відбірних матчах на чемпіонат Європи, провела 7 матчів, в яких тричі перемогла і чотири рази зазнала поразки. Відбір на чемпіонат Європи збірна команда завершила на 4-му місці у групі, після чого Конькова було звільнено з посади головного тренера.
Було вирішено, що команду у відборі на ЧС-1998 очолить старий-новий тренер Йожеф Сабо. Повернення Й.Сабо відбулося 9 квітня 1996 року в Кишиневі в товариській грі проти Молдови, яку збірна команда України завершила внічию 2:2, ведучи по ходу зустрічі 2:0. Шлях на ЧС команда України розпочала 31 серпня 1996 року з виїзної перемоги над збірною командою Північною Ірландією (1:0). Цей відбір загалом став для національної збірної команди України початком її успіхів, команду почали сприймати як міцного середняка світового футболу. Становлення збірної команди Й.Сабо, збіглося з найбільшими успіхами київського Динамо кінця 90-х, гравці якого і складали основу збірної команди. Загалом це вилилось у відмінні результати у відбірній групі — перемога над Португалією 2:1, домашня нічия з чинними чемпіонами Європи — німцями 0:0. Упродовж усього циклу відбору національна збірна команда претендувала на вихід із групи з першого місця.
Проте через своєрідний календар матчів станом на 20 серпня 1997 року українці, зігравши 9 матчів, набрали 17 пунктів, а от основні конкуренти німці — лише 7 матчів із 15 пунктами (тобто мали дві гри в запасі перед вирішальною заочною боротьбою з українцями в 10-му матчі). «Бундестім», лишалися певний час у тіні України як лідера групи, ставила під загрозу лідерство синьо-жовтих. Для переможного виходу українцям необхідно було переграти Вірменію на виїзді та сподіватися на втрату пунктів німцями в трьох останніх матчах. І лише в останньому турі Україна, попри перемогу 0:2, таки пропустила поперед себе Німеччину (1:1 — Португалія, 4:0 — Вірменія, 4:3 — Албанія). Таким чином, Україна стала другою у відборі і здобула право позмагатись за вихід у фінальну стадію в матчах плей-оф.
Суперником команди Сабо стали добре знайомі за відбором ЄВРО-1996 хорвати. В першій грі українці поступилися 0:2. 15 листопада 1997 року в матчі-відповіді на Олімпійському українська збірна команда дуже швидко відіграла два м'ячі (Шевченко, Косовський), проте гол останнього норвезький арбітр скасував, вважаючи, що було положення поза грою, а на 27-й хвилині гри Ален Бокшич зрівняв рахунок 1:1. Так матч і завершився, національна збірна команда України не кваліфікувалася на чемпіонат світу, проте гучно заявила про себе у футбольному світі.
Наступним етапом для збірної команди Сабо став відбір на ЧЄ-2000. Волею жереба, українська команда потрапила у відбірну групу з чинним на той час чемпіоном світу — Францією, знову Вірменією, та командами Росії, Ісландії, й Андорри. Відбір на чемпіонат Європи, збірна команда України розпочала вдома з надпринципового поєдинку проти росіян — 5 вересня 1998 року на переповненому Олімпійському, вже на 25 хвилині, Україна вела в рахунку 2:0 (Попов, 14', Скаченко, 25'). На 66 хвилині гри Варламов скоротив перевагу в рахунку, проте українці домінували на полі, наслідком чого став фол останньої надії воротаря росіян Харіна і його вилучення. Призначений за це пенальті реалізував Сергій Ребров на 74 хв, і хоч Онопко на 87 хвилині зробив рахунок 3:2, збірна України тріумфувала. В наступних двох турах національна збірна команда України з однаковим рахунком 2:0 перемогла Андорру на виїзді та Вірменію вдома, та завершила 1998 рік на першому місці у відбірній групі з максимально можливими 9 очками.
Новий, 1999 рік, для збірної команди розпочався з серйозного поєдинку проти чемпіонів світу — Франції у Парижі, де команда Сабо продемонструвала якісний футбол, і була ближча до перемоги аніж французи, проте матч завершився внічию 0:0. З таким же рахунком завершивсь і домашній поєдинок України проти Франції. Та й узагалі, на противагу попередній кваліфікації, цього разу команда Й.Сабо як ніколи наблизилася до виходу з групи — перед останнім туром завдяки виїзній перемозі Росії над Францією 2:3, українці лідирували у своїй відбірній групі, на одне очко випереджаючи й французів (3-тє місце), і росіян (2-ге).

Гол Андрія Шевченка збірній Росії, Москва, 1999

Саме з росіянами зустрічалася команда Й.Сабо на Лужниках у Москві 9 жовтня 1999 року. Для збереження будь-яких шансів на вихід росіянам була необхідна лише перемога, в той час, як українців улаштовувала і нічия за умови, що Франція не переможе Ісландію — за цих обставин Україна могла б зберегти поточне 1-ше місце в групі. З початку гри збірна Росії розпочала активно діяти, проте їм нічого не вдавалось, але на 75 хвилині Карпін усе ж забив гол. Росія вже відчувала смак перемоги, адже в діях українців не відчувалось упевненості та практично нічого не виходило.
Переломним моментом стало порушення правил росіянами практично в центрі поля на 88 хвилині. Штрафний пішов виконувати Андрій Шевченко, всі очікували на його подачу, проте форвард Мілана замість навісу на голови несподівано пробив по воротах, воротар росіян Філімонов, намагаючися дістати м'яч із-під перекладини, відправив його до своїх воріт. Так народилася знаменита «точка Шевченка». Гра завершилася з рахунком 1:1.
Хоча неодноразово говорилося про відсутність політики цього протистояння, проте, обидві гри з Росією сприймались однаково заполітизовано як у Росії, так і в Україні. Матч у Києві у 1998 році став фактично першою грою, коли стадіон виконував гімн України й уболівальники масово використовували національну символіку, нічия ж у Москві у 1999 році сприйнялась росіянами як національна трагедія.
Зважаючи на те, що Франція обіграла Ісландію 3:2, збірна команда України з 20 очками опинилася на другому місці у групі, та здобула право виступати в матчах плей-оф, отримавши в суперники Словенію. 13 листопада 1999 в Любляні команда Сабо поступилась у першій грі плей-оф словенцям 1:2; хоча на 33 хвилині Шевченко відкрив рахунок, проте спочатку Златко Захович його зрівняв, а потім, через помилку Олександра Шовковського, ударом із центра поля Ачимович встановив остаточний рахунок. Зберігаючи непогані шанси на вихід на чемпіонат Європи, у Києві команда Й.Сабо не змогла здобути перемоги — 1:1, таким чином удруге поспіль українці не пробилися на футбольний форум через сито плей-оф.
Йожеф Сабо через сильне нервування пішов у відставку. Та, попри це, саме за ці дві відкриті кваліфікації ЧС-1998 та ЧЄ-2000 з тренером-універсалом збірна України, крок за кроком пробиваючися нагору, стала силою футбольної Європи, з якою довелося рахуватись.

### 2000—2003

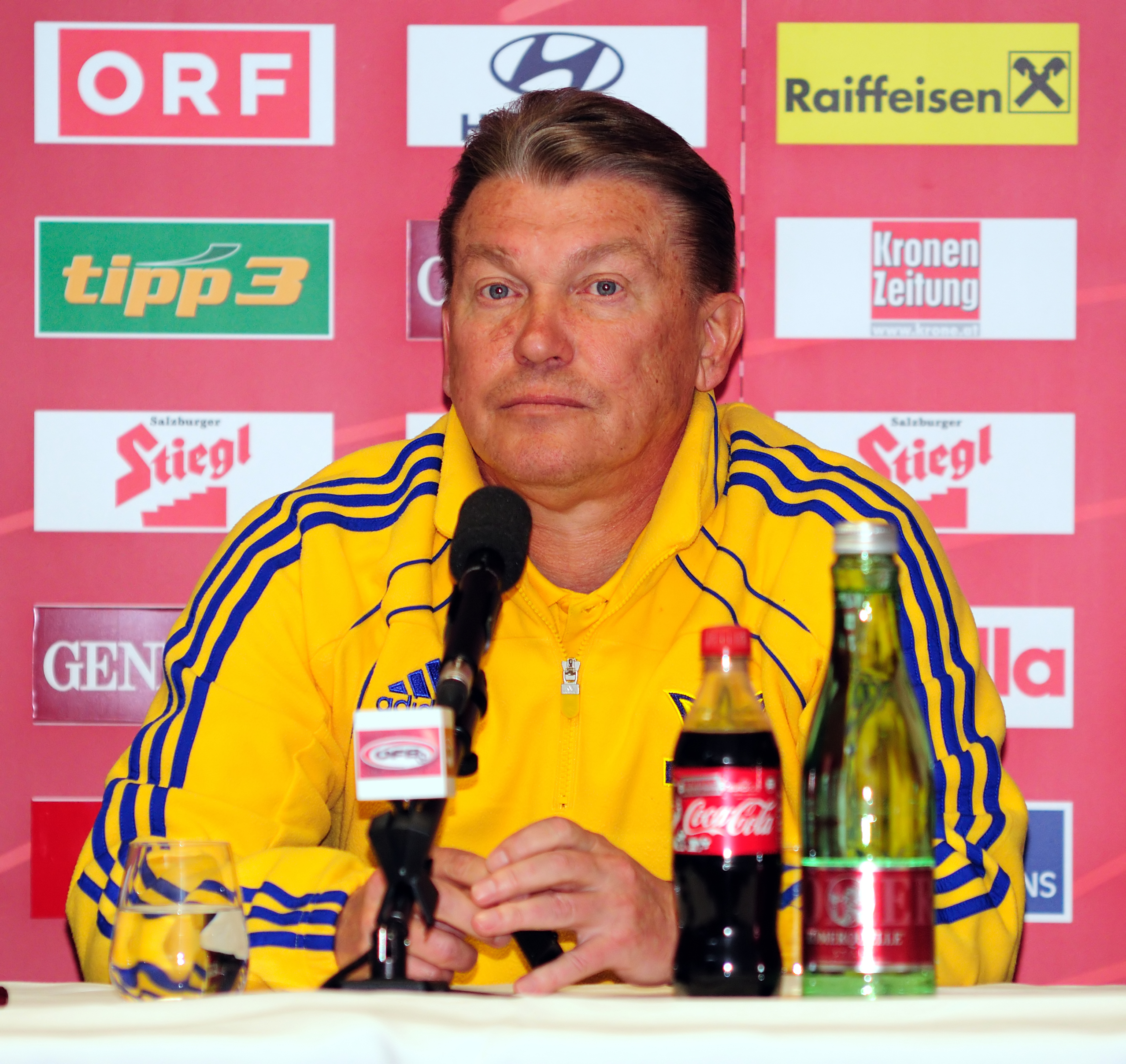
Олег Блохін

Зважаючи на потужні результати київського «Динамо» на європейській арені, ФФУ ухвалила рішення запросити на вакантну посаду тренера збірної Валерія Лобановського.

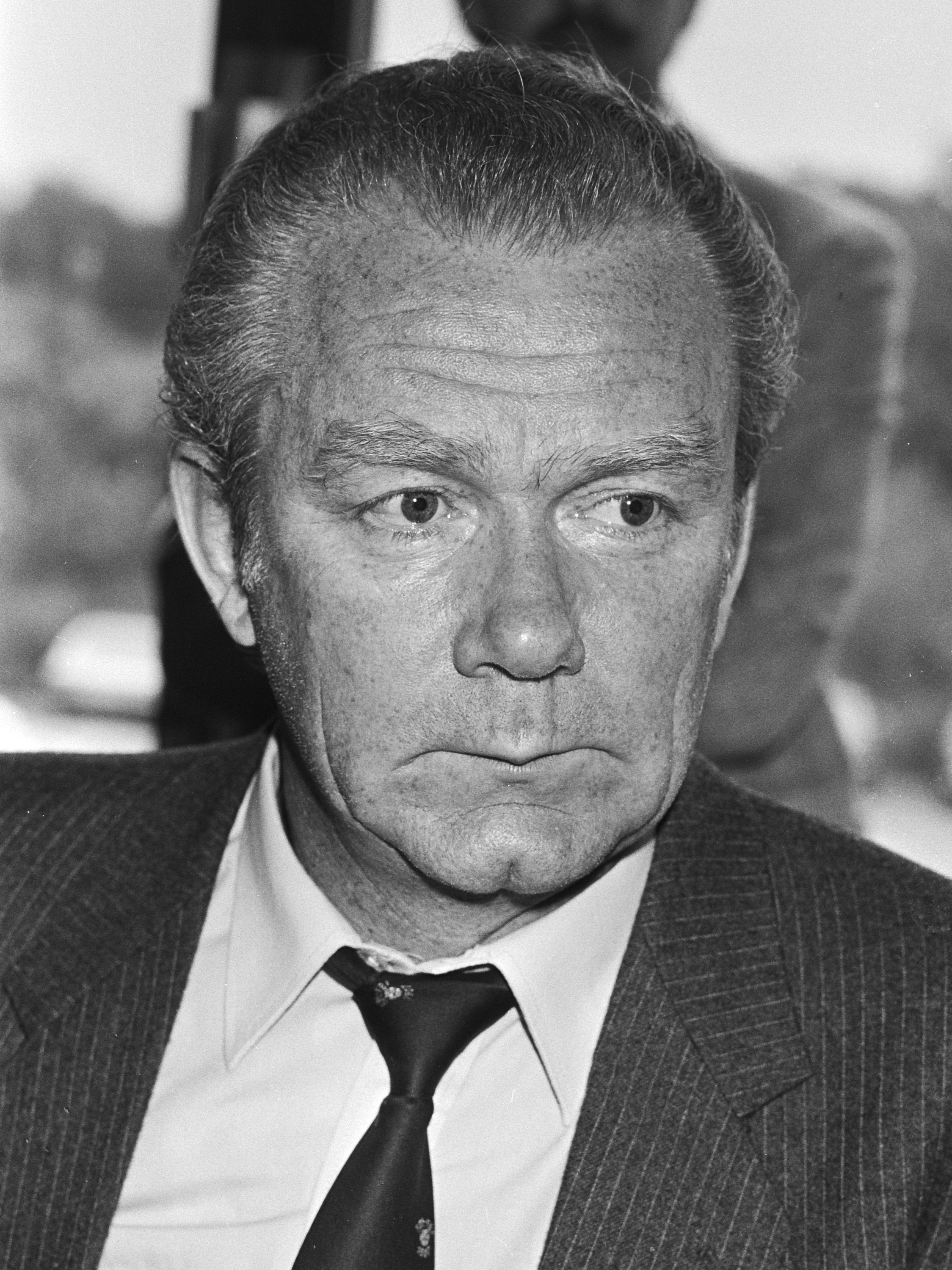
Валерій Лобановський

Той погодився, і став поєднувати посади в «Динамо» та збірній. Дебют Лобановського в збірній відбувся 26 квітня 2000 року в товариській грі з командою Болгарії, в якій українці перемогли 1:0.
Восени 2001 року стало відомо, що чотири футболісти вищого футбольного дивізіону Аргентини (Дієго Клімович, Патрісіо Кампс, Хуліан Кмет і Хосе Чатрук) виявили бажання виступати за збірну України, бо всі вони мають українське коріння і хочуть допомогти українській збірній пробитися на Чемпіонат світу 2002 року. Але в ФФУ залишили ідею запрошення південноамериканців без розгляду. Трохи пізніше Олег Блохін не виключав запрошення Климовича до лав збірної, але вже сам футболіст, непогано проявивши себе в Німеччині, вирішив боротися за виклик в «Альба-Селеста».
Завданням для Лобановського став вихід України на ЧС-2002 з відбірної групи № 5. Розпочала свій шлях команда з домашньої поразки від поляків 1:3. Загалом, весь відбір команда пройшла не дуже впевнено, обігравши вдома лише Вірменію 3:0, та зігравши тричі внічию (0:0 з Білоруссю та Норвегією, 1:1 з Уельсом). Виїзні результати були трохи кращими (3 перемоги та 2 нічиї), що дозволило команді Лобановського зайняти 2 місце у групі й втретє поспіль вийти до раунду плей-оф. Цього разу суперником українців став несподіваний учасник плей-оф — збірна Німеччини.

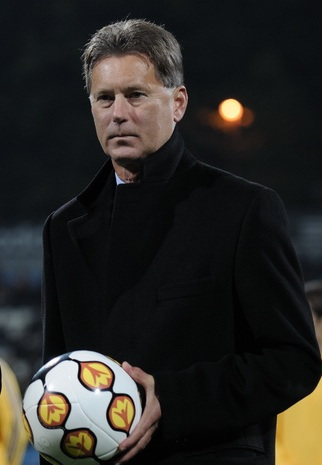
Леонід Буряк

В домашньому поєдинку українці зуміли нав'язати іменитому супернику боротьбу і вже на 18 хвилині Геннадій Зубов відкрив рахунок, та через 13 хвилин Міхаель Баллак його зрівняв, так матч і завершився. Все мало вирішитися у матчі — відповіді, і попри пропущений гол вдома, українці сподівалися на позитивний результат, проте у Дортмунді бундес-машина за перші 15 хвилин вирішила долю протистояння 3:0 (Баллак ‘4, Нойвілль ‘11, Ремер ‘15), все той же Баллак на 54 хвилині робить рахунок 4:0, на 90 хвилині Андрій Шевченко, завдяки індивідуальній майстерності зумів забити гол, 4:1, Україна знову не їде на ЧС.
Після цієї поразки, та зважаючи на стан здоров'я, Лобановський покинув збірну. Новий відбір, цього разу вже до Євро-2004, команда розпочала з новим тренером — Леонідом Буряком. Свою першу гру Буряк провів 21 березня 2002 року з господарями ЧС-2002 — японцями, збірна України поступилась 0:1. До початку відбору на Євро, команда Буряка провела ще п'ять товариських ігор (2 перемоги, 3 поразки), а 7 вересня 2002 року стартувала з нічиєї 2:2 у Єревані, у відборі. Цей відбір команда провела вкрай невдало, хоч і зуміла перемогти майбутніх чемпіонів Європи 2004 — греків 2:0, загалом команда не показала очікуваного результату, та й гри, і завершила свою групу на 3 місці (2 перемоги, 4 нічиї та 2 поразки). Після такого результату Буряк залишив команду, все гучніше лунали заклики залучити у збірну іноземного спеціаліста, проте ФФУ знайшла інший шлях.

### Ера Олега Блохіна

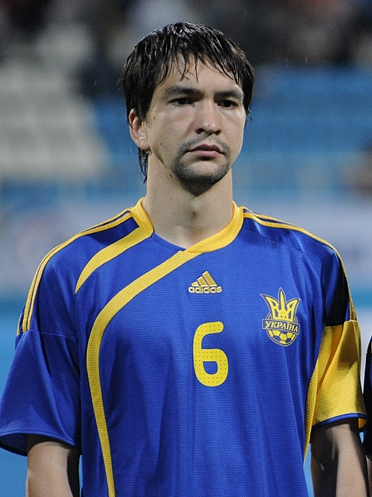
Андрій Русол — автор першого голу збірної України на Чемпіонатах світу

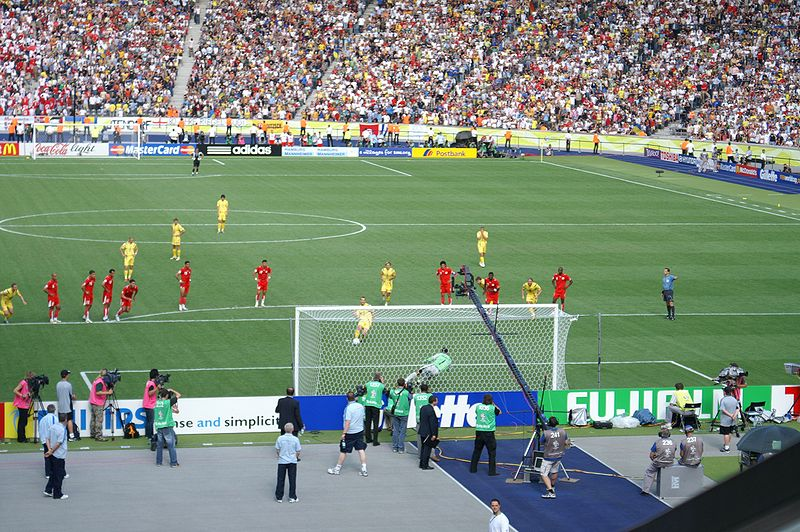
Андрій Шевченко забиває пенальті у ворота збірної Тунісу на ЧС-2006. 23 червня 2006 року

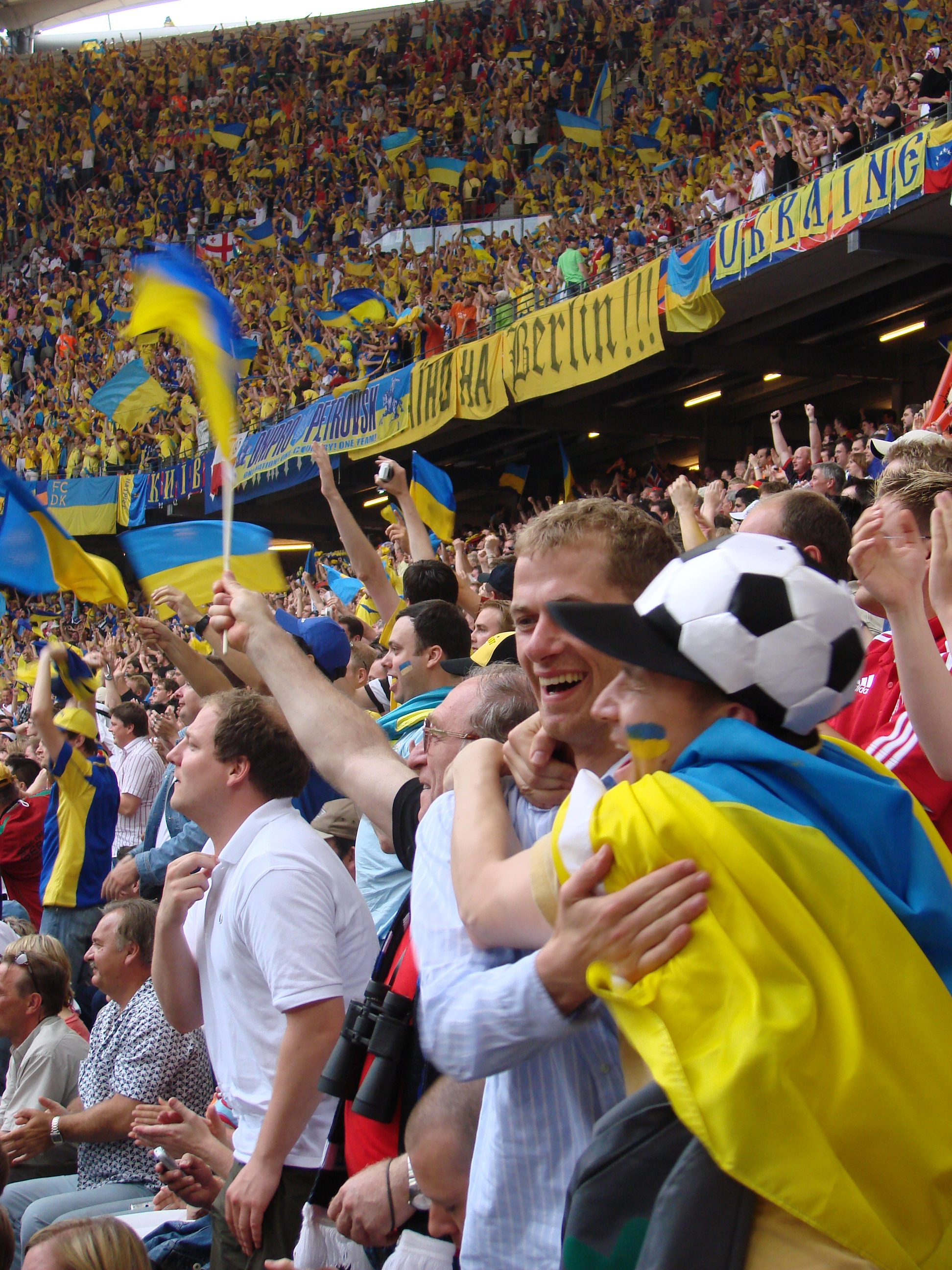
Українські вболівальники на матчі з Саудівською Аравією

18 вересня 2003 року на пресконференції у Києві, Григорій Суркіс представив нового тренера збірної — Олега Блохіна, який одразу ж заявив про те, що виведе Україну на ЧС-2006 з першого місця у відбірній групі.

#### Товариські матчі
Ці слова Блохіна, який до того не мав надто успішної тренерської кар'єри в грецькому АЕКу, викликали хвилю скептичних відгуків у пресі, серед спеціалістів та вболівальників. Проте, тренер був призначений і 11 жовтня 2003 року товариською грою з командою Македонії Блохін розпочав свій «похід до мрії». Та скептицизм, що висловлювали до Блохіна, розростався з кожною новою товариською грою збірної під його керівництвом. Нічия з Лівією, поразка від Македонії, нічия зі словаками, поразка від французів та розгром від Англії, не додавали впевненості в успішності Блохіна-тренера.

#### Відбір дочемпіонату світу 2006 року
Проте всі чекали на офіційний старт відбору, і 4 вересня 2004 року в Копенгагені Україна взяла своє перше очко у відборі — 1:1 з Данією. Далі були перемоги над Казахстаном та Грузією, домашня нічия з чемпіонами Європи 2004 греками. Проте про серйозність намірів Блохіна почали говорити після блискучої виїзної перемоги України над Туреччиною 3:0. Потім були перемоги над Албанією, Данією та Казахстаном. 8 червня 2005 року команда Блохіна, завдяки голу Андрія Гусіна на 82 хвилині, здобула перемогу, і вже в наступній грі могла здобути путівку на ЧС-2006. 3 вересня 2005 року, майже за 2 роки після прийняття збірної, Блохін мав усі шанси аби стати першим, кому вдалося вивести Україну на ЧС, для цього потрібно було на виїзді обіграти Грузію.
На 43 хвилині Руслан Ротань зробив перший крок до цієї мети — 1:0, проте на 89 хвилині Георгі Гахокідзе зрівняв рахунок, і здавалось, відклав на довший термін святкування українців, адже тепер справа виходу на ЧС переносилась на наступну гру з Туреччиною. Та додому, в Київ, збірна України вже прилетіла першим учасником ЧС-2006 від Європи, адже збірна Данії на 93 хвилині зустрічі зрівняла рахунок у грі з турками (2:2), чим зробила українців недосяжними для суперників. Блохін виконав свою обіцянку, і тепер став головним тріумфатором України, яка вперше в історії їхала на Чемпіонату світу.
Вшанування команди та Блохіна відбулося 7 вересня 2005 року, коли на заповненому «Олімпійському», попри поразку від Туреччини 0:1, свою команду вітали понад 65 тис. вболівальників. Завершили відбір українці нічиєю з Албанією 2:2. У тому ж 2005 році розпочалась підготовка національної збірної до виступу на полях Німеччини, в товариській грі в Києві була обіграна Японія 1:0. Перед чемпіонатом команда зіграла ще п'ять товариських матчів, здобула 3 перемоги та 2 матчі звела унічию.

#### Чемпіонат світу 2006 року
Збірна України дебютувала на чемпіонатах світу 14 червня 2006 року у Лейпцигу на Ред Булл Арені. Попри скептичні погляди експертів щодо дебютанта, та найнижче місце рейтингу FIFA серед учасників групи H (Іспанія — 5, Туніс — 21, Саудівська Аравія — 34, Україна — 45), українцям пророчили вихід услід за іспанцями.
Суперник початкового матчу, збірна Іспанії вже на 17-й хвилині вела в рахунку 2:0 (Алонсо ’13, Вілья ‘17). До кінця тайму українці заспокоїлись, і хоча особливих моментів не створили, проте гру вирівняли. Однак на початку другого тайму, швейцарський арбітр Бузакка, трактував дії Владислава Ващука в межах штрафного майданчика як фол останньої надії, вилучив його та призначив пенальті. На 48-й хвилині Вілья робить рахунок 3:0. На 81-й хвилині Фернандо Торрес забив четвертий гол. Таким чином Україна поступилася 0:4.
Через п'ять днів — 19 червня, збірна України з командою Саудівської Аравії провела свій другий поєдинок на ЧС. У порівнянні з попереднім матчем, саудитам протистояла абсолютно протилежна команда. На 3-й хвилині зустрічі, після подачі кутового, гравець дніпропетровського «Дніпра», Андрій Русол забив перший гол України на чемпіонатах світу. На 36-й хвилині відзначився Сергій Ребров, на 46-й хвилині — Андрій Шевченко, остаточний рахунок на 84-й хвилині встановив Максим Калиниченко — 4:0.
23 червня у Берліні на Олімпійському стадіоні українці зіграли зі збірною Тунісу. Команди намагалися грати обережно, адже перемога в цьому матчі була на вагу золота. Однак, матч було насичено покаранням жовтими картками за часті порушення. Без «жертв» не обійшлося: наприкінці 1-го тайму Туніс залишивсь у меншості — на 45-й хвилині було вилучено Зіяда Жазірі. На 70-й хвилині Андрій Шевченко реалізував пенальті, це допомогло Україні перемогти та вийти в 1/8 фіналу турніру з другого місця в групі.
26 червня в Кельні Україна зустрілася з переможцем групи G, Швейцарією. Боротьба була доволі рівною, і що швидше наближався кінець поєдинку, то більше він нагадував воротарське протистояння Базеля в особі Паскаля Цубербюлера та Динамо в особі Олександра Шовковського. Як наслідок, основний час матчу завершивсь унічию 0:0. А наприкінці 3-го тайму тренер швейцарців Якоб Кун узагалі натякнув Олегу Блохіну «негласно завершити ці страждання», проте український тренер просто пішов до роздягальні через сильне нервування — справа перейшла до серії пенальті. Швейцарія здійснила цікаве досягнення, не пропустивши жодного м'яча в основний час протягом чемпіонату, але це не допомогло вистояти до кінця. Олександр Шовковський став першим в історії чемпіонатів світу і другим за всю історію міжнаціональних пенальті-баталій (після Ахмада Рези Абедзаде з Ірану на Кубку Азії 1988), хто зберіг ворота в недоторканості. Завдяки успішним діям Шовковського й ударам Мілевського, Реброва та Гусєва Україна перемогла 3:0 і увійшла до вісімки найкращих команд світу.
| Україна          | Рахунок | Швейцарія           |
| ---------------- | ------- | ------------------- |
| Андрій Шевченко  | 0:0     | Марко Штреллер      |
| Артем Мілевський | 1:0     | Транквілло Барнетта |
| Сергій Ребров    | 2:0     | Рікардо Кабаньяс    |
| Олег Гусєв       | 3:0     |                     |

30 червня 2006 року на АОЛ Арені в Гамбурзі команда України зустрілась в 1/4 фіналу зі збірною Італії. На 6-й хвилині Дзамбротта відкрив рахунок, а на 59-й та 69-й хвилині точними ударами відзначився італійський нападник Лука Тоні, на що українці відповісти не змогли. Матч завершився перемогою Італії з рахунком 3:0, що означало виліт збірної України з турніру.

#### Відбір до Євро-2008
У відборі до Євро-2008 команда знову зустрілась з італійцями (дві поразки), а взагалі команда Блохіна здобула п'ять перемог, двічі зіграла внічию, та п'ять раз програла, здобула 17 очок, та зайняла 4 місце у відбірній групі, випередивши Литву, Грузію та Фарери та пропустивши перед собою команди Шотландії, Франції та Італії.
Відбір був проведений явно невдало, і Олег Блохін залишив посаду тренера.

### 2008—2009

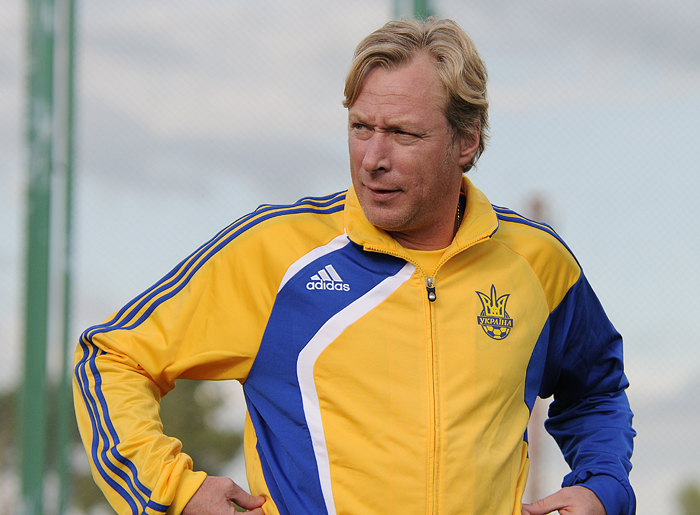
Олексій Михайличенко

Рішенням ФФУ на посаду головного тренера вирішено призначити Олексія Михайличенка, який у 2006 році привів молодіжну збірну України до срібних медалей Чемпіонату Європи. 6 лютого 2008 року Михайличенко дебютував у товариській грі з Кіпром нічиєю (1:1). У відборі на ЧС-2010 команда під орудою Олексія Михайличенка стартувала з важкої перемоги у Львові на «Україні» над командою Білорусі, завдяки голу Шевченка з пенальті, на 94 хвилині.
Вирішальним у відборі для України став домашній матч проти команди Англії 10 жовтня 2009 року на Дніпро-Арені. Англійці вже кваліфікувалися на ЧС, а збірна України посідала третє місце, програючи хорватам 2 очки, в останньому турі Хорватії грала з Казахстаном, а українці з Андоррою, таким чином матч з англійцями став для збірної Михайличенка вирішальним і лише перемога практично гарантувала друге місце в групі й участь у плей-оф. У матчі вже на 12 хвилині через фол останньої надії вилучено голкіпера британців Роберта Гріна. Пробивання пенальті взяв на себе капітан — Андрій Шевченко, проте влучив у штангу. Та вже на 30 хвилині Сергій Назаренко ударом з-за меж штрафного майданчика відкрив рахунок 1:0. Ані Україна, ані Англія більше не забивала й Україна здобула свою історичну перемогу, адже вперше за майже 20 років свого існування команда перемогла збірну з топдесятки.
В останньому турі, як і передбачалося, українці та Хорватія здобули перемоги, та завдяки виграшу над Англією Україна в результаті, здобула на одне очко більше, і вийшла в плей-оф. Доля путівки на ЧС вирішувала наша команда у двобої з греками. Багато хто вважав, що греки — найлегший суперник з плей-оф, проте, перша гра в Афінах, не виявила переможця (0:0). Все ж вирішилось 18 листопада 2009 року на «Донбас Арені» в Донецьку. На 31 хвилині переможний гол за збірну Греції забив Дімітріс Салпінгідіс, Україна поступилась 0:1, і вчетверте у своїй історії не змогла пройти сито плей-оф. Найважче такий результат зустрічі сприйняв Андрій Шевченко, оскільки це був його останній шанс зіграти на чемпіонаті світу. Фотографія Шевченка, який після матчу плаче в обіймах вболівальника облетіла весь світ. Для Олексія Михайличенка цей матч став останнім на посаді головного тренера збірної.

### Домашнє Євро-2012

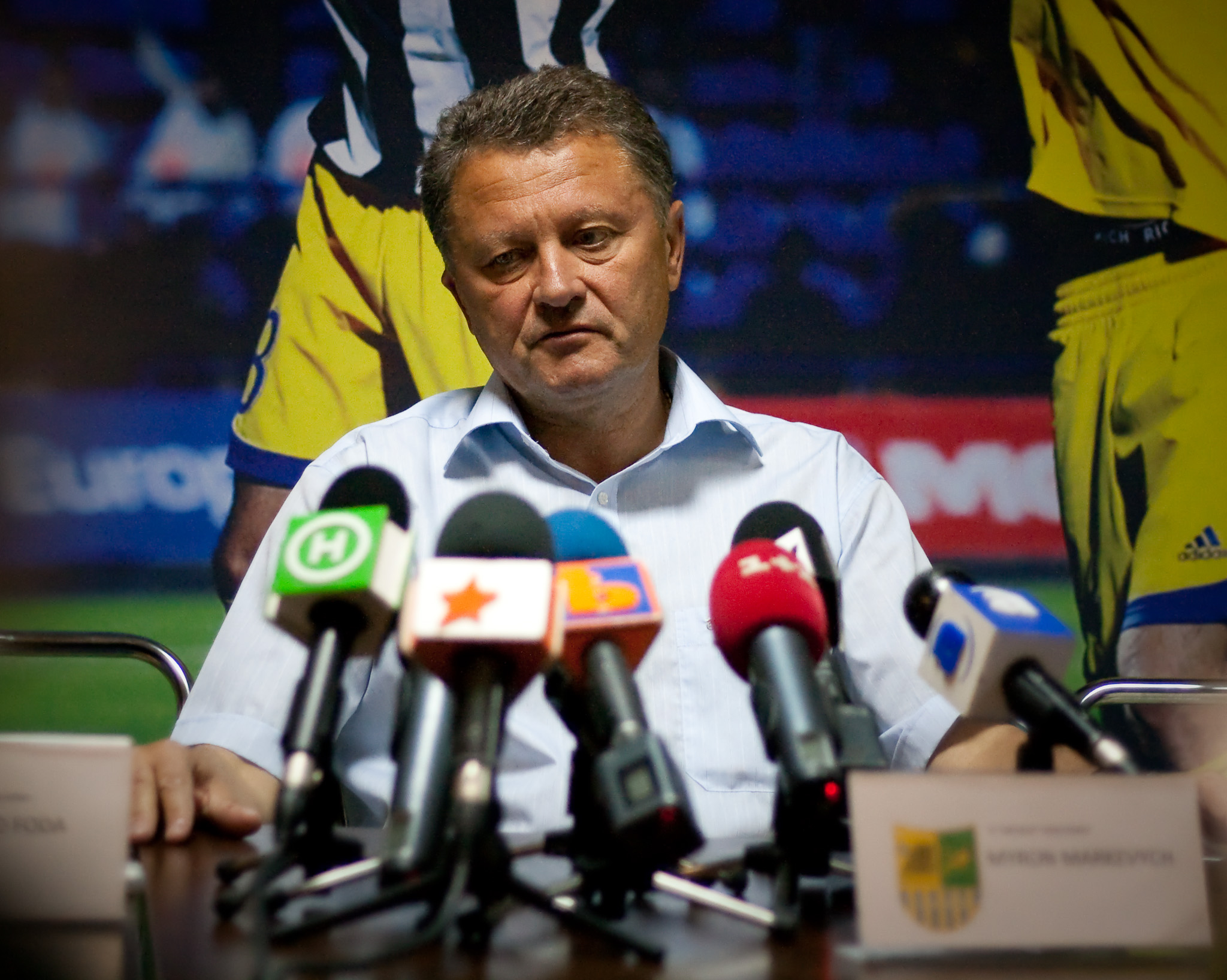
Мирон Маркевич

1 лютого 2010 на посаду головного тренера збірної був призначений Мирон Маркевич — тренер харківського «Металіста». Фахівці та вболівальники позитивно сприйняли цю кандидатуру, адже успіхи Маркевича в «Металісті» були беззаперечними, і всі схилялись до думки, що саме цей спеціаліст впорається з підготовкою до домашнього Євро. Нову посаду Мирон Маркевич суміщав з роботою в «Металісті». Першу гру тренер провів 25 травня 2010 року у Харкові проти Литви. Дублі Алієва ('10,'16) і Шевченка ('69,'79) принесли українцям перемогу 4:0. Далі були перемоги над Румунією у Львові 3:2 і Норвегією в Осло 1:0. 11 серпня під орудою Маркевича Україна зіграла внічию 1:1 з Голландією. Однак, вже 21 серпня Мирон Маркевич заявив, що покидає пост № 1 в збірній, як повідомив він сам, причиною цього рішення стала дискримінація ФФУ харківського «Металіста» і самого Маркевича. Саме в цей час ФФУ визнала матч 2008 року Металіст (Харків) — Карпати (Львів) (4:0) договірним, і постановила зняти по 9 очок з обох команд. Таким чином команда залишилась без наставника, 25 серпня в.о. головного тренера було призначено помічника Маркевича, Юрія Калитвинцева.
І він, вже 4 вересня у Лодзі на товариську гру проти поляків вивів збірну України (1:1). До кінця 2010 року під керівництвом Калитвинцева Україна провела ще 4 товариські матчі (одна перемога, одна поразка та дві нічиї). Увесь цей час ФФУ переносила дату оголошення нового тренера. Так Калитвинцев зі збірною провів ще три гри у 2011 році (дві перемоги й поразка). На 21 квітня 2011 року федерація футболу призначила пресконференцію, на якій обіцяла оголосити ім'я нового наставника збірної. Серед спеціалістів та вболівальників розглядалися різні версії — від призначення головним все того ж Калитвинцева, до іноземних фахівців. Проте 21 квітня було оголошено, що команду до Євро-2012 готуватиме Олег Блохін. Повернення Блохіна відбулося 1 червня в Києві з перемоги над Узбекистаном 2:0. Практично в кожній наступній грі Олег Блохін виставляв експериментальний склад, який не давав повного уявлення про збірну Блохіна. Хороше враження на фахівців та вболівальників склав матч-відкриття, після реконструкції, Олімпійського стадіону в Києві 11 листопада 2011 року.

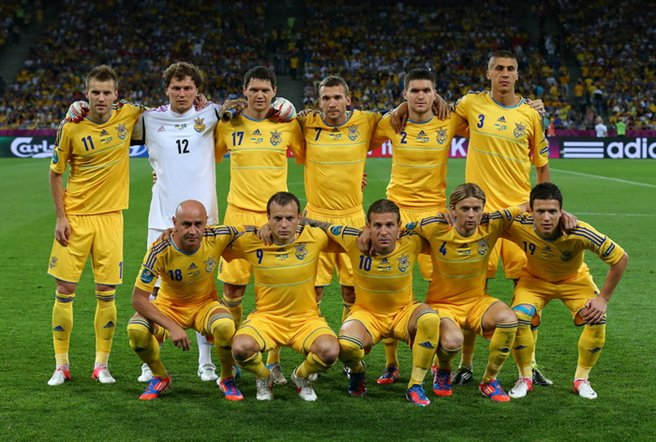
Перед грою зі Швецією на чемпіонаті Європи 2012

Українці продемонструвала видовищний та нападний футбол, і після першого тайму вели в рахунку в матчі з Німеччиною 3:1. Та в другій половині гри пропустили два м'ячі, і завершили гру 3:3. Вже за чотири дні, у матчі — відкритті ще однієї арени для Євро, львівського стадіону, Україна продемонструвала характер, і у меншості, на останній хвилині гри, здобула перемогу над Австрією 2:1. До початку Євро українці зіграли ще чотири товариські матчі (дві перемоги, дві поразки) і 11 червня 2012 року в Києві на переповненому Олімпійському дебютували на Чемпіонатах Європи. Дебют видався феєричним. За рівної гри зі Швецією, українці у другому таймі на 55 хвилині пропустили м'яч від Златана Ібрагімовича, та вже за чотири хвилини, капітан та лідер України Андрій Шевченко зрівняв рахунок, а на 62-й хвилині зробивши дубль приніс перемогу команді Блохіна
Збірна України після першого туру очолила свою групу. 15 червня Україна на Донбас-Арені зустрічалась з командою Франції. Українці розпочали діяти активно та впевнено, проте на 5 хвилині зустрічі, головний арбітр матчу, був змушений зупинити гру, у зв'язку з сильною грозою у Донецьку. Гра відновилась лише за годину. Перші 20 хвилин команда Блохіна діяла досить активно, і Андрій Шевченко міг відкрити рахунок, проте вже у другій половині гри українці були тінню самих себе і на 53-й хвилині Жеремі Менез відкрив рахунок, а через три хвилини Йоан Кабай поставив крапку в матчі 0:2. В останній грі групового турніру на Донбас Арені українці зустрічались з Англією. Для виходу в плей-оф команда Блохіна повинна була здобути перемогу.
Синьо-жовті розпочали активно, та впродовж всього першого тайму контролювали гру. Проте, знову початок другого тайму призвів до гола. Простріл з флангу, м'яч проходить під рукою Пятова і на 48-й хвилині Вейн Руні забиває в порожні ворота. Та Україна продовжувала тиснути на ворота англійців, і на 62-й хвилині Марко Девич пробив по воротах Джо Гарта і м'яч по дузі опустився у ворота, Джон Террі не дав йому торкнутись землі, вибивши його, проте, м'яч в повітрі перетнув лінію воріт.
Однак, бригада арбітрів, на чолі з угорцем Віктором Кашшаї, це взяття воріт не зафіксувала. Цей момент ще довго обговорювався після гри, УЄФА та сам Кашшаї визнали помилку, проте деякі фахівці звертають увагу на те, що ця гольова атака українців розпочалася з паса Євгена Селіна на Артема Мілевського, який знаходився в положенні поза грою. У підсумку Україна програла 0:1, і завершила свої виступи на домашньому Євро на третьому місці в групі. Після Євро збірну України покинув багаторічний лідер і найкращий гравець незалежного українського футболу Андрій Шевченко. Прощальним матчем, 15 серпня 2012 року, проти Чехії у Львові, припинив свої виступи у збірній Андрій Воронін. У вересні 2012 про завершення ігор за збірну заявив і голкіпер-легенда збірної Олександр Шовковський.

### Відбір до чемпіонату світу з футболу 2014

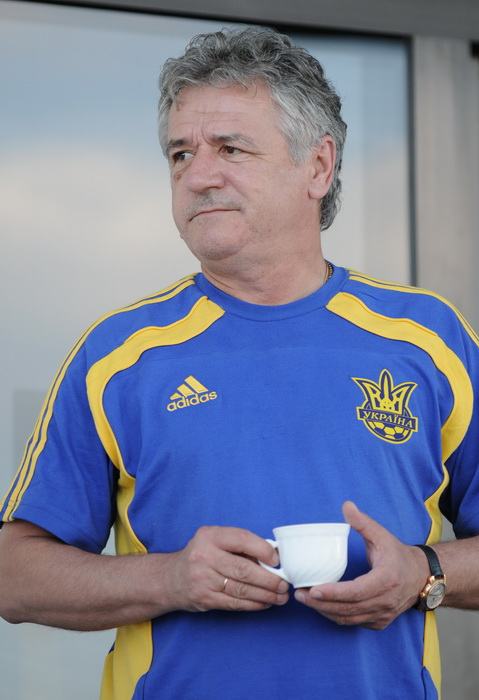
Андрій Баль

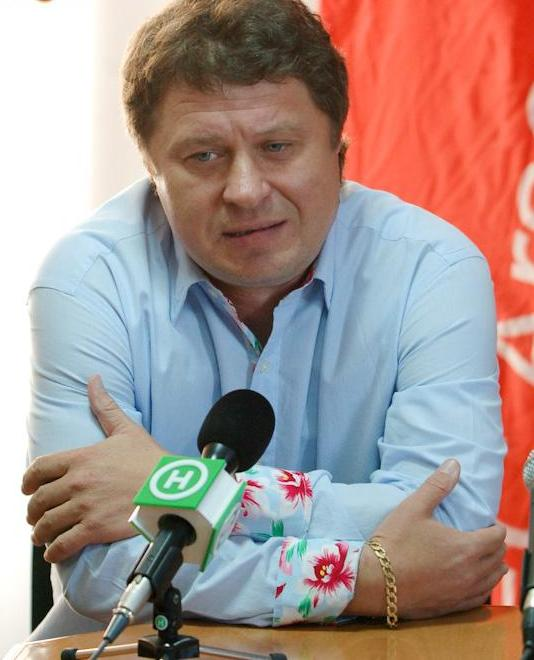
Олександр Заваров

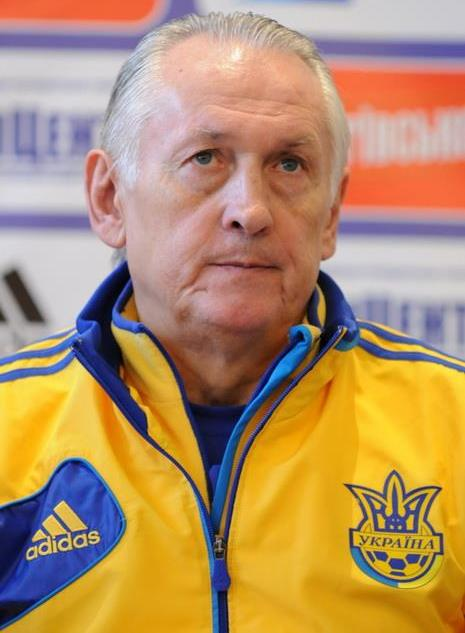
Михайло Фоменко

Першу гру відбору до ЧС-2014, проти Англії на Вемблі підопічні Блохіна провели достатньо впевнено і завершили матч внічию 1:1. 25 вересня 2012 Олег Блохін очолив київське «Динамо», і за домовленістю з ФФУ мав підготувати збірну до двох наступних поєдинків відбору проти Молдови та Чорногорії. Проте, 5 жовтня 2012 Блохін був госпіталізований до лікарні з діагнозом гіпертонічний криз, його було прооперовано через тромбоз лівої сонної артерії, і на два тижні він вибув з футболу. На місце в.о. головного тренера призначили помічника Блохіна — Андрія Баля, саме він керував жовто-синіми у двох наступних поєдинках відбору. Обидва матчі команда провела вкрай невдало, спочатку зігравши внічию 0:0 з командою Молдови, а потім 16 жовтня взагалі програла вдома команді Чорногорії 0:1. Таким чином, осінню частину відбору у своїй групі Україна з 2 очками завершила на передостанньому, п'ятому місці, випереджаючи лише команду Сан-Марино. Перед останнім матчем у 2012 році — товариською грою проти команди Болгарії ФФУ призначила в.о. головного тренера Олександра Заварова. Під його орудою команда України здобула перемогу з рахунком 1:0.
Президент ФФУ Анатолій Коньков запропонував Андрієві Шевченку очолити команду, але він після тижня роздумів відмовився від цієї пропозиції. Також проводилися переговори з англійським тренером Гаррі Реднаппом, але той отримав і прийняв пропозицію від клубу «Квінз Парк Рейнджерс». 26 грудня 2012 на засіданні виконкому ФФУ вирішувалось питання призначення головного тренера команди. Основними претендентами були швед Свен-Йоран Ерікссон та український фахівець Михайло Фоменко. Одноголосно тренером вирішено призначити Михайла Фоменка. В першій грі під його орудою, збірна України, 6 лютого 2013 року здобула перемогу над командою Норвегії 2:0. Офіційно ж, Михайло Фоменко стартував зі збірною у надважливому матчі відбору у Варшаві проти команди Польщі 22 березня 2013 року. На Народовому стадіоні команда України вже в перші 8 хвилин забила два м'ячі (Ярмоленко (2), Гусєв (7)). Поляки змогли відіграти 1 гол на 18 хвилині (Піщек) і протягом першого тайму активно намагалися вирівняти рахунок, проте гол Романа Зозулі на 45 хвилині зафіксував остаточний результат. Таким чином Україна перемогла 3:1 і повернулася у боротьбу за путівку на турнір. В наступній грі, Україна, перемогла в Одесі команду Молдови 2:1 і після половини зіграних матчів набрала 8 очок і займала 4 позицію у своїй відбірній групі. 7 червня 2013 відбувся матч між Чорногорією й Україною, в якому Україна розгромила суперників з рахунком 4:0. 6 вересня у Львові на Арені Львів збірна України встановила новий особистий рекорд, здобувши найбільшу перемогу в історії. Команда Фоменка розгромила Сан-Марино 9:0. Через 4 дні Україна знову зіграла внічию зі збірною Англії, виглядаючи краще свого суперника.
Через місяць збірна зіграла у Харкові проти Польщі та перемогла з рахунком 1:0. 15 жовтня 2013 року відбувся останній тур у відбірній групі, збірна України зберігала шанс на те, щоб зайняти перше місце у групі й напряму вийти на ЧС-2014, проте для цього, треба було не лише перемогти команду Сан-Марино, а й сподіватись на те, що поляки зможуть відібрати очки в Англії. Зі своїм завданням команда Фоменка впоралась — найбільша в історії виїзна перемога — 0:8. Крім того, перший в історії збірної хет-трик (у виконанні Марко Девича). А от поляки англійцям програли 0:2. Таким чином Англія завершила відбір на першому місці та автоматично здобула путівку на ЧС, збірна України — друга, і вп'яте в історії мала кваліфікуватися на футбольний чемпіонат через кваліфікаційні матчі.
21 жовтня у штаб-квартирі ФІФА в Цюриху пройшла церемонія жеребкування раунду плей-оф кваліфікації до Чемпіонату світу 2014. Згідно з жовтневим рейтингом ФІФА, збірна України ввійшла у 20 найсильніших футбольних збірних світу, тому потрапила в кошик сіяних команд. Серед потенційних суперників України були: Франція, Швеція, Хорватія та Ісландія. Українці пережили своєрідний флешбек 2001-го з Німеччиною, потрапивши знову на збірну-несподіванку — відомий у минулому нападник збірної Швейцарії з футболу Александер Фрай витягнув для збірної України кульку з національною командою Франції. Стикові матчі відбулися 15 та 19 листопада. Відповідно, перший поєдинок збірна України провела вдома.
У першому матчі Роман Зозуля відкрив рахунок на 61 хвилині, а на 82 хвилині ще й заробив пенальті, який забив Андрій Ярмоленко. Цей матч став для збірної України першою перемогою над збірною Франції. У матчі-відповіді збірна України поступилася французькій збірній з рахунком 3:0, погано зігравши як у захисті, так і в нападі. Таким чином, Україна вп'яте програла плей-оф за вихід на чемпіонати світу та Європи та стала першою європейською командою, яка не пройшла чемпіонат світу, маючи після першого матчу перевагу у два м'ячі.
У грудні 2013 року збірна України отримала від ФІФА звання найбільш поступальної команди року у світовому футболі. У ФІФА підрахували, що за рік команда піднялася в рейтингу на 29 позицій і вперше стала володарем призу «Прогрес року».

### Відбір до чемпіонату Європи 2016
Свій 23 сезон збірна України розпочала з товариського матчу 5 березня 2014 року проти збірної США. Він закінчився перемогою команди Фоменка з рахунком 2:0. Далі були товариські матчі проти збірних Нігеру та Молдови, що також закінчилися перемогами.

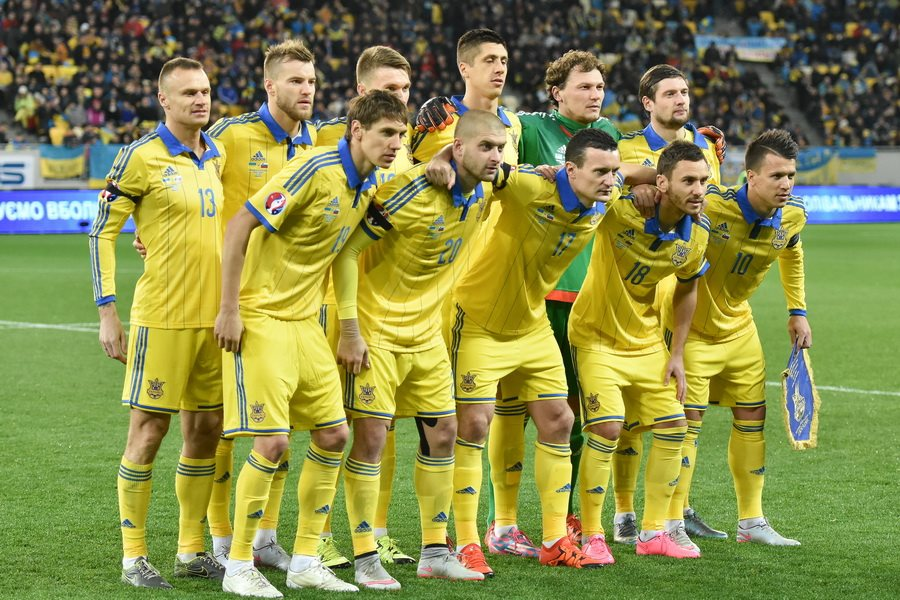
Гравці збірної України перед матчем зі Словенією

8 вересня збірна України зіграла перший відбірковий поєдинок і поступилася словакам з рахунком 0:1, унаслідок чого збірна України займала у групі передостаннє місце. Через місяць, 9 жовтня синьо-жовті перемогли на виїзді збірну Білорусі. Через три дні, збірна України перемогла у Львові збірну Македонії. 15 листопада, українці перемогли збірну Люксембургу з рахунком 0:3, продемонструвавши не дуже якісну гру. Однак, вдруге в історії збірної України, у виконанні Андрія Ярмоленка було забито хет-трик. 18 листопада було зіграно внічию товариський матч проти Литви з рахунком 0:0.
27 березня 2015 року синьо-жовті мінімально програли збірній Іспанії. Через 3 дні було зіграно внічию у товариському матчі з командою Латвії у Львові. 9 червня на стадіоні «Лінцер Стадіон» у Лінці (Австрія) було здобуто перемогу у товариському матчі з грузинами — 2:1. 14 червня збірна України перемогла у Львові збірну Люксембургу з рахунком 3:0.
Восени збірна України перемогла у Львові збірну Білорусі з рахунком 3:1. Далі, у Жиліні, Словаччина, синьо-жовті зіграли внічию зі збірною Словаччини.
За місяць, 9 жовтня у Скоп'є, столиці КЮР Македонії, команда Фоменка виграла у господарів з рахунком 0:2. Того ж дня, збірна Білорусі перемогла на виїзді збірну Словаччини, що дало збірній України шанс пройти на Євро без участі в плей-оф. Для цього потрібно було обіграти вдома збірну Іспанії й сподіватись на нічию в матчі Люксембург — Словаччина. Однак, через поразку вдома 0:1 і перемогу словаків 2:4 у грі з Люксембургом, синьо-жовті зайняли третє місце у групі й змушені були вкотре грати в плей-оф.
18 жовтня у швейцарському Ньйоні відбулося жеребкування плей-оф. Оскільки Україна потрапила до сіяних команд, її потенційними суперниками були: Норвегія, Словенія, Ірландія, Данія. Після жеребкування плей-оф суперником збірної України стала збірна Словенії (з якою вже були зустрічі 13 і 17 листопада 1999 року на відбір до Євро-2000). 14 листопада у Львові підопічні Фоменка виграли 2:0 — спочатку на 22 хвилині Андрій Ярмоленко відкрив рахунок, а на 60 хвилині забив Євген Селезньов. 17 листопада у словенському Мариборі була зафіксована нічия 1:1 — у першому таймі забив капітан господарів Боштян Цесар, але наприкінці гри, на 90+7 хвилині, Андрій Ярмоленко з передачі Артема Кравця зрівняв рахунок. Таким чином, за результатом двох матчів плей-оф, збірна України вдруге потрапляє на Чемпіонат Європи з футболу.

### Фінальний турнір чемпіонату Європи 2016 року
Жеребкування фінального турніру чемпіонату Європи відбулася 12 грудня 2015 року в Парижі.
Збірна України зіграла в групі C зі збірними Німеччини, Польщі та Північної Ірландії.
17 червня 2016 року збірна України з футболу втратила всі шанси на продовження боротьби на Євро-2016. Після програшу українських футболістів Північній Ірландії з рахунком 2:0, національні збірні Німеччини та Польщі зіграли внічию — 0:0. Таким чином, в групі C Німеччина і Польща заробили по 4 очки, Північна Ірландія — 3 очка. А збірна України посіла останнє місце і навіть наступна гра з Польщею вже не змінила б ситуацію. Українці стали найгіршою збірною на чемпіонаті Європи 2016 року.
20 червня 2016 року головний тренер національної збірної України з футболу Михайло Фоменко звернувся до вболівальників української команди й попросив у них пробачення за невдалий виступ «синьо-жовтих» на чемпіонаті Європи. 21 червня 2016 року національна збірна України програла збірній Польщі 0:1 в третьому турі групового турніру чемпіонату Європи з футболу у Франції. Українці розчарувалися в грі збірної України на футбольному чемпіонаті Євро-2016, і багато хто не прийшов вболівати за збірну під час останнього матчу на чемпіонаті.

### Відбір до чемпіонату світу 2018 року

Андрій Шевченко

Після невдалого виступу на Євро-2016 Михайло Фоменко очікувано подав у відставку, а новим керманичем команди став Андрій Шевченко, який входив до тренерського штабу Фоменка на Євро-2016. До тренерського штабу увійшли ряд іноземних фахівців: італійці Мауро Тассотті та Андреа Малдера, а також іспанець Рауль Ріанчо. Відбірний цикл збірна розпочала з двох нічиїх — з Ісландією (1:1) та Туреччиною (2:2), продовжила перемогами над аутсайдерами групи — Косово (3:0) та Фінляндією (1:0), завершивши осінній етап відбору на другій сходинці турнірної таблиці групи I, слідом за збірною Хорватії. Товариський матч з Сербією став останнім у році й теж переможним — 2:0.
2017 рік для збірної розпочався з мінімальної поразки від хорватів з рахунком 0:1. 6 червня, в товариському матчі зі збірною Мальти, українці встановили антирекорд, мінімально поступившись команді, яка на той момент посідала 182 сходинку рейтингу ФІФА. У наступній грі зі збірною Фінляндії прийшла перша перемога в сезоні (2:1). Осіння частина відбірного циклу розпочалася з впевненої перемоги над Туреччиною — 2:0, однак наступна поразка від Ісландії з таким же рахунком не дозволила підопічним Шевченка посісти першу сходинку в групі, і, як виявилося, стала вирішальною у провалі відбірної кампанії. В жовтні Україна перемогла аутсайдера групи Косово з рахунком 2:0 і в останньому матчі з Хорватією українців влаштовувала лише перемога. 9 жовтня 2017 року, попри підтримку переповненого НСК «Олімпійський», дубль хорвата Крамарича у другому таймі матчу вивів майбутнього фіналіста мундіалю до стадії плей-оф, тим самим знявши з порядку денного питання чи їхати збірній України на чемпіонат світу у Росії.

### Сезон Ліги націй 2018—2019
Попри невдачу у відборі на ЧС, Андрій Шевченко залишився тренером збірної. У новому турнірі УЄФА збірна України за становищем у рейтингу потрапила до Ліги В — другого за ієрархією дивізіону Ліги націй. Синьо-жовті потрапили до групи 1, де мали зіграти по дві гри зі збірними Чехії та Словаччини. 6 вересня збірна України обіграла у місті Угерске Градіште чехів з рахунком 1:2, а 9 вересня, граючи у Львові без глядачів, здолала словаків 1:0. 16 жовтня, знову обігравши Чехію 1:0, збірна України завчасно виграла групу і стала першою збірною в історії Ліги націй, яка гарантувала собі вихід до вищого дивізіону. У останньому матчі збірна України зазнала поразки 4:1 від збірної Словаччини, однак це ніяк не вплинуло на становище жовто-синіх у групі.

### Відбір до Євро-2020
Під час жеребкування кваліфікації Україна потрапила до другого кошика. За результатами жереба синьо-жовті потрапили до групи B, де їхніми суперниками стали збірні Португалії (чинний чемпіон Європи), а також Сербії, Литви та Люксембургу. Перший матч збірна України зіграла проти Португалії у Лісабоні. Попри скептичні погляди експертів, українці впевнено відіграли матч, який закінчився безгольовою нічиєю. За 3 дні збірна зіграла з Люксембургом. Суперник відкрив рахунок на 36 хвилині (відзначився нападник Давід Тюрпель), та ближче до кінця тайму Віктор Циганков зрівняв рахунок. У другому таймі, на останніх компенсованих хвилинах, після штрафного удару Руслана Маліновського нападник Люксембургу Жерсон Родрігес зрізав м'яча у власні ворота, встановивши рахунок 1:2.
Однак після цих матчів федерації футболу Португалії та Люксембургу подали позов до КДК УЄФА з вимогою зарахувати Україні технічні поразки, оскільки, на їхню думку, ФФУ порушила процедуру натуралізації нападника донецького «Шахтаря» Жуніора Мораеса, який був викликаний до збірної й зіграв у цих матчах. 3 травня КДК своїм рішенням відмовив у задоволенні позову. Однак це не задовольнило позивачів, і вони заявили про свої плани подати апеляції на це рішення.
7 червня 2019 року збірна України зіграла у Львові проти збірної Сербії. Синьо-жовті скористалися помилками суперника у схемі гри та обіграли з розгромним рахунком 5:0. 10 червня відбувся матч проти збірної Люксембургу, який закінчився мінімальною перемогою України — 1:0.
Восени відбірковий цикл продовжився. Перші два осінні матчі збірна України повинна була зіграти проти аутсайдера групи — збірної Литви. Перший матч відбувся 7 вересня 2019 року у Вільнюсі. Синьо-жовті впевнено обіграли суперника з рахунком 0:3. Наступна гра відбулась 11 жовтня у Харкові, яку українці виграли завдяки дублю Руслана Маліновського. Після цих матчів збірна України займала 1 місце у групі, маючи в активі 16 очок. Це давало синьо-жовтим шанси пройти на ЧЄ напряму. Для цього потрібно було не програти збірній Португалії.
Гра проти чинних чемпіонів Європи відбулась 14 жовтня 2019 року в Києві, на НСК «Олімпійський». Підопічні Андрія Шевченка вийшли вперед вже на 6 хвилині завдяки голу з добивання Романа Яремчука. Португальці грали досить активно в атаці, українці ж грали другим номером, намагаючись ловити суперника на контратаках. На 27-й хвилині Андрій Ярмоленко отримав вишукану передачу від Віталія Миколенка і розстріляв ворота португальців. У другій половині зустрічі гості почали атакувати ще більш активно, але Україна грамотно оборонялася. Однак на 72-й хвилині арбітр призначив сумнівний пенальті у ворота українців (який реалізував капітан португальців Кріштіану Роналду) і вилучив півзахисника Тараса Степаненка. Після цього португальці, користуючись кількісною перевагою, провели кілька блискавичних атак, але жодна з них не завершилась голом. У результаті збірна України перемогла з рахунком 2:1 і вперше в історії кваліфікувалась на чемпіонат Європи напряму. Ця перемога стала для збірної України шостою поспіль в офіційних поєдинках. Таким чином, ця серія повторила найкращу переможну серію збірної у відбірковій кампанії до Кубка світу 2006 року. Завершився відбір нічиєю із Сербією (2:2), котра в підсумку заочно програла Португалії боротьбу за другу путівку.

### Євро-2020
Наприкінці 2019 року у ЗМІ поширилися чутки, що головний тренер збірної України Андрій Шевченко міг покинути свою посаду, оскільки його послугами цікавився «Мілан», за який він колись виступав. Однак незабаром Шевченко спростував усі чутки про можливий перехід, а у червні 2020 року він і його тренерський штаб нібито підписали новий контракт з Українською асоціацією футболу до кінця 2022 року.
На початку 2020 року світ сколихнула пандемія COVID-19, яка поставила під загрозу проведення спортивних змагань, у тому числі Євро-2020. Більшість національних футбольних змагань були скасовані або перенесені. Після довготривалих переговорів з ВООЗ та національними асоціаціями футболу, УЄФА ухвалила рішення перенести чемпіонат Європи на наступний рік, з 11 червня по 11 липня 2021 року.
На чемпіонаті Європи з футболу 2020 збірної України потрапила до групи C разом зі збірними Нідерландів, Австрії та Північної Македонії. 13 червня 2021 року збірна України з футболу зазнала поразки від Нідерландів з рахунком 3:2, 17 червня здобула перемогу в матчі проти Північної Македонії (2:1), а 21 червня зазнала поразки від Австрії (0:1). Таким чином, Україна посіла третє місце у групі C та пройшла до плей-оф чемпіонату за рейтингом кращих команд, що посіли треті місця у своїх групах.
| Поз | Команда            | І | В | Н | П | ГЗ | ГП | РГ | О | Кваліфікація       |
| --- | ------------------ | - | - | - | - | -- | -- | -- | - | ------------------ |
| 1   | Нідерланди (H)     | 3 | 3 | 0 | 0 | 8  | 2  | +6 | 9 | Вихід в 1/8 фіналу |
| 2   | Австрія            | 3 | 2 | 0 | 1 | 4  | 3  | +1 | 6 | Вихід в 1/8 фіналу |
| 3   | Україна            | 3 | 1 | 0 | 2 | 4  | 5  | −1 | 3 | Вихід в 1/8 фіналу |
| 4   | Північна Македонія | 3 | 0 | 0 | 3 | 2  | 8  | −6 | 0 |                    |

У 1/8 фіналу Євро-2020 збірна України зіграла зі збірною Швеції та здобула перемогу в додатковий час з рахунком 2:1 (переможний гол на 120+1 хвилині забив Артем Довбик). У 1/4 фіналу Євро-2020 збірна України поступилась Англії 0:4.

### Сезон Ліги Націй 2020—2021
Завдяки перемозі у своїй групі в попередньому сезоні Ліги Націй, Україна піднялась до Ліги А. У новому розіграші турніру Україна потрапила до «групи смерті» під номером 4, де суперниками стали Іспанія, Німеччина, Швейцарія. Окрім того, планувалося провести 5 товариських матчів, з яких 2 на виїзді (проти Франції та Польщі) та 3 вдома (проти Північної Ірландії, Кіпру та Ізраїлю). Однак через пандемію частина матчів була скасована, решта — перенесена.
Перший матч нового сезону відбувся 3 вересня 2020 року у Львові, на «Арені Львів», проти Швейцарії за відсутності глядачів з міркувань безпеки здоров'я населення. Синьо-жовті першими відкрили рахунок на 14-й хвилині — гол забив Андрій Ярмоленко. На 41-й хвилині нападник швейцарців Сеферовіч зрівняв рахунок. У другому таймі українцям вдалося вийти вперед завдяки голу Олександра Зінченка на 68-й хвилині. В результаті Україна перемогла з рахунком 2:1.
Через декілька днів, другому турі збірна України, на виїзді зустрічалася зі збірною Іспанії і вчетверте в історії програла з антирекордом 4:0. Перед жовтневими матчами половину складу збірної «вибив» коронавірус. Українці не могли грати оптимальним складом, чим скористалася Франція: програш чинним чемпіонам світу 7:1 у товариському матчі 7 жовтня 2020 року оновив антирекорд виступів збірної України.
Частково перезавантажившись, українці налаштувалися хоча б на збереження місця в Лізі A Ліги Націй. І хоч поступились у Києві 1:2 Німеччині, втім, зіграли досить не погано. А вже через декілька днів, на НСК «Олімпійський» синьо-жовті створили сенсацію, вперше обігравши іспанців. Єдиний на увесь матч шанс реалізував Віктор Циганков — 1:0.
У листопаді Україна полетіла до німецького Лейпцига, на 5-й тур Ліги Націй УЄФА, щоб зіграти зі збірною Німеччини. Українцям вдалося відкрити рахунок, втім німці відігралися. В кінці першого тайму рахунок був 2:1 на користь господарів поля. На початку другого тайму, забив за німців Тімо Вернер, і зробив рахунок 3:1. Однак, українці не здавалися — мали три супермоменти — і три стійки.
Завершальний матч турніру у Швейцарії запам'ятався не забитими м'ячами. Перед матчем ще у трьох гравців української збірної виявили коронавірус, що поставило матч під питання (хоча, коли команда повернулася до Києва, у Мораеса та Кривцова тести були негативними, до того ж вони нещодавно перехворіли на COVID-19). Головний лікар кантону Люцерн Роджер Гарстолл заборонив проведення матчу, буцімто коронавірус загрожує усьому місту. Хоча дозволяв проводити матч швейцарської ліги, коли у складі команд були випадки захворювання. Збірна України заявляла, що вони готові грати у будь-якому складі. А швейцарцям могли присудити технічну поразку, оскільки це вони не дозволили зіграти. Але рішенням Арбітражного суду УЄФА, було вирішено приписати українцям технічну поразку 0:3. Хоча серед уболівальників вважалося за правильне дати технічну нічию 1:1, у зв'язку з наявністю вини обох команд. Це коштувало українцям місця у вищому дивізіоні, бо хоча Українська асоціація футболу й оскаржила рішення УЄФА, але 19 березня 2021 року Україна програла апеляцію у Спортивному арбітражному суді Лозанни з приводу присудження технічної поразки.

### Відбір до чемпіонату світу 2022 року

Олександр Петраков

У кваліфікації до чемпіонату світу 2022 року в Катарі збірна України потрапила до групи D разом зі збірними Боснії і Герцеговини, Казахстану, Фінляндії та Франції. У трьох стартових турах, що відбулися наприкінці березня 2021 року, збірна України всі три матчі зіграла внічию з однаковим рахунком 1:1 зі збірними Франції (в Сен-Дені), Фінляндії та Казахстану (обидва в Києві).
1 серпня 2021 року Андрій Шевченко повідомив, що залишає посаду головного тренера збірної у зв'язку з завершенням терміну його контракту з УАФ. 18 серпня 2021 року Олександра Петракова було призначено в.о. головного тренера збірної. Під орудою Петракова у відборі на ЧС-2022 збірна Україна: зіграла внічию зі збірною Франції (1:1) в Києві, у Львові розписала мирову зі збірною Боснії і Герцеговини (1:1), перемогла фінів у Гельсінкі (2:1) та здолала боснійців у Зениці (2:0). Саме ця перемога вивела збірну України в плей-оф, яке складалося з двох стадій.
Згідно з результатами жеребкування, збірна України потрапила до шляху А, де суперником у першому матчі стала збірна Шотландії, а в разі перемоги на неї чекав переможець матчу між збірними Уельсу та Австрії. Матчі за участі збірної України мали відбутися 24 та 29 березня, але через повномасштабне вторгнення Росії в Україну спочатку матчі перенесли на невизначений час, а потім повідомили, що півфінал плей-оф між командами Шотландії та України відбудеться 1 червня, а фінал — 5 червня (матч між збірними Уельсу та Австрії відбувся 24 березня і завершився перемогою Уельсу з рахунком 2:1).
У півфіналі плей-оф першого червня на стадіоні «Хемпден Парк» у Глазго збірна України подужала шотландців з рахунком 3:1, але за чотири дні в Кардіффі не змогла подужати Уельс, поступившись з рахунком 0:1. Таким чином, збірна України пропускатиме четвертий мундіаль поспіль.

### Сезон Ліги націй УЄФА 2022—2023
Після жеребкування 16 грудня 2021 року збірна України потрапила до квартету B1, в якому суперниками стали збірні Вірменії, Ірландії та Шотландії. Через повномасштабне вторгнення Росії в Україну всі домашні матчі були такими лише номінально, адже вони відбулися на нейтральному полі: матч із Шотландією — в польському Кракові, інші два матчі — в Лодзі. Після поразки від Уельсу в стикових матчах відбору на ЧС-2022, збірна Олександра Петракова перемогла в стартовому матчі Ліги націй у Дубліні (1:0). Потім у Лодзі здобула перемогу над вірменами (3:0). Там же 14 червня збірна України зіграла внічию з Ірландією (1:1).
Ці втрачені очки були дуже важливими у боротьбі з Шотландією за перше місце групи, яке дозволяло повернутися до Ліги А. Утім, у Глазго господарі взяли більш ніж переконливий реванш за поразку в стикових матчах (3:0). Далі команда Петракова розгромно перемогла в Еревані (5:0), але в Кракові не змогла переграти шотландців (0:0), і таким чином з 11 очками посіла друге місце групи В1 Ліги націй.
31 грудня 2022 року закінчилась угода Петракова з УАФ, сторони вирішили її не продовжувати.

### Відбір до Євро-2024
9 жовтня 2022 року в німецькому Франкфурті відбулося жеребкування, яке подарувало в суперники збірній України по відбору чинних фіналістів чемпіонату Європи: збірні Англії та Італії, а також команди Північної Македонії та Мальти.

### Євро-2024
Україна пройшла на Євро-2024 і опинилася в групі Е в якій з Україною були збірні Румунії, Словаччини та Бельгії.
У першому турі Україна зіграла з Румунією там де розгромно програла з рахунком 3:0. У другому турі Україна зіграла зі Словаччиною і переграла її з рахунком 2:1. У третьому турі зіграла внічию з Бельгією: 0:0. Таким чином Україна зайняла останнє місце у групі набравши 4 очки і маючи різницю м'ячів -2. Україна достроково вибула з чемпіонату.

### Ліга Націй 2024-2025
Україна опинилася в Лізі B, групі першій Ліги Націй разом з Чехією, Грузією та Албанією.
У першому турі зіграла з Албанією там де програла з рахунком 2:1. У другому турі зіграла з Чехією де програла 3:2. У третьому турі мінімально перемогла Грузію 1:0, у четвертому турі внічию зіграла з Чехією: 1:1. У п'ятому турі з Грузією: 1:1. І у шостому турі помстилася  Албанії з рахунком 2:1. 
Таким чином Україна зайняла другу сходинку у групі набравши 8 очок і маючи різницю м'ячів 0. Отримала право зіграти з Бельгією матчі плей-офф за право перейти у Лігу А. У першому, домашньому матчі, що відбувся в Мурсії, Іспанія. Україна виграла Бельгію з рахунком 3:1. У матчі-відповіді поступилася Бельгії з рахунком 3:0. Через це Україна лишилася в Лізі В, а Бельгія забезпечила собі місце в Лізі А на наступний сезон.

### Canadian Shield
У турнірі брали участь Україна, Канада, Кот-д'Івуар та Нова Зеландія. 
Перший матч Україна зіграла з Канадою де несподівано програла: 4:2. Другий матч провела з Новою Зеландією і виграла: 2:1. Таким чином зайняла третє місце в групі набравши 3 очки та мавши різницю м'ячів -1.

### Відбір на ЧС-2026
Україна за результатами жеребкувань опинилася в групі D відбору на Мундіаль в зоні Європи. Україна має зіграти двічі проти Франції, фіналіста минулого ЧС, проти  збірної Азербайджану та проти Ісландії.

## Тренерський штаб

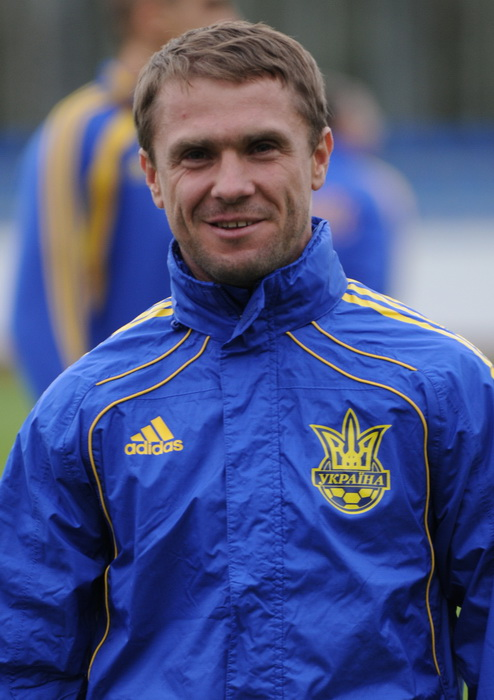
Сергій Ребров

З жовтня 2023 року
| Посада                     | Ім'я            |
| -------------------------- | --------------- |
| Головний тренер            | Сергій Ребров   |
| Асистент головного тренера | Вісенте Гомес   |
| Асистент головного тренера | Альберто Босх   |
| Асистент головного тренера | Гліб Платов     |
| Тренер воротарів           | Рустам Худжамов |
| Тренер з фізпідготовки     | Віталій Кулиба  |

## Поточний склад
Список гравців, викликаних на товариські матчі проти Канади та Нової Зеландії які відбудуться 7 та 10 червня 2025 року.
Кількість ігор і голів за збірну наведені станом на 10 червня 2025 року після матчу проти Нової Зеландії.
| №  | Поз. | Гравець                                | Дата народження (вік)        | Ігри | Голи | Клуб           |
| -- | ---- | -------------------------------------- | ---------------------------- | ---- | ---- | -------------- |
| 12 | ВР   | Анатолій Трубін                        | 1 серпня 2001 (23 роки)      | 20   | −25  | «Бенфіка»      |
| 1  | ВР   | Андрій Лунін                           | 11 лютого 1999 (26 років)    | 16   | −16  | «Реал Мадрид»  |
| 23 | ВР   | Дмитро Різник                          | 30 січня 1999 (26 років)     | 3    | −2   | «Шахтар»       |
|    |      |                                        |                              |      |      |                |
| 22 | ЗХ   | Микола Матвієнко (2-й віцекапітан)     | 2 травня 1996 (29 років)     | 77   | 0    | «Шахтар»       |
| 13 | ЗХ   | Ілля Забарний                          | 1 вересня 2002 (22 роки)     | 49   | 3    | «Борнмут»      |
| 18 | ЗХ   | Олександр Тимчик                       | 20 січня 1997 (28 років)     | 24   | 1    | «Динамо»       |
| 3  | ЗХ   | Богдан Михайліченко                    | 21 березня 1997 (28 років)   | 10   | 0    | «Полісся»      |
| 4  | ЗХ   | Максим Таловєров                       | 28 червня 2000 (25 років)    | 8    | 0    | «Плімут»       |
| 5  | ЗХ   | Валерій Бондар                         | 27 лютого 1999 (26 років)    | 5    | 0    | «Шахтар»       |
| 14 | ЗХ   | Євген Чеберко                          | 28 січня 1998 (27 років)     | 2    | 0    | «Коламбус Крю» |
| 2  | ЗХ   | Олександр Мартинюк                     | 25 листопада 2001 (23 роки)  | 1    | 0    | «Олександрія»  |
|    |      |                                        |                              |      |      |                |
| 17 | ПЗ   | Олександр Зінченко (2-ий віце-капітан) | 15 грудня 1996 (28 років)    | 73   | 12   | «Арсенал»      |
| 15 | ПЗ   | Віктор Циганков                        | 15 листопада 1997 (27 років) | 61   | 13   | «Жирона»       |
| 10 | ПЗ   | Микола Шапаренко                       | 4 жовтня 1998 (26 років)     | 43   | 2    | «Динамо»       |
| 20 | ПЗ   | Олександр Зубков                       | 3 серпня 1996 (28 років)     | 39   | 2    | «Трабзонспор»  |
| 8  | ПЗ   | Георгій Судаков                        | 1 вересня 2002 (22 роки)     | 29   | 3    | «Шахтар»       |
| 19 | ПЗ   | Олександр Піхальонок                   | 7 травня 1997 (28 років)     | 12   | 0    | «Динамо»       |
| 7  | ПЗ   | Олексій Гуцуляк                        | 25 грудня 1997 (27 років)    | 9    | 2    | «Полісся»      |
| 6  | ПЗ   | Іван Калюжний                          | 21 січня 1998 (27 років)     | 7    | 0    | «Олександрія»  |
| 25 | ПЗ   | Єгор Назарина                          | 7 липня 1997 (28 років)      | 4    | 0    | «Шахтар»       |
| 11 | ПЗ   | Владислав Кабаєв                       | 1 вересня 1995 (29 років)    | 3    | 0    | «Динамо»       |
| 21 | ПЗ   | Микола Михайленко                      | 22 травня 2001 (24 роки)     | 2    | 0    | «Динамо»       |
| 16 | ПЗ   | Артем Бондаренко                       | 21 серпня 2000 (24 роки)     | 0    | 0    | «Шахтар»       |
|    |      |                                        |                              |      |      |                |
| 9  | НП   | Роман Яремчук                          | 27 листопада 1995 (29 років) | 63   | 17   | «Олімпіакос»   |

### Останні виклики
Такі гравці викликалися до збірної протягом останніх 12 місяців.
| Поз. | Гравець                         | Дата народження (вік)       | Ігри | Голи | Клуб          | Останній виклик               |
| ---- | ------------------------------- | --------------------------- | ---- | ---- | ------------- | ----------------------------- |
| ВР   | Георгій Бущан                   | 31 травня 1994 (31 рік)     | 18   | −30  | «Аль-Шабаб»   | Канада, 7 червня 2025 РЕЗ     |
|      |                                 |                             |      |      |               |                               |
| ЗХ   | Владислав Дубінчак              | 1 листопада 1998 (26 років) | 0    | 0    | «Динамо»      | Канада, 7 червня 2025 УШК     |
| ЗХ   | Олександр Сваток                | 27 вересня 1994 (30 років)  | 9    | 0    | «Остін»       | Канада, 7 червня 2025 РЕЗ     |
| ЗХ   | Юхим Конопля                    | 26 серпня 1999 (25 років)   | 21   | 2    | «Шахтар»      | Канада, 7 червня 2025 РЕЗ     |
| ЗХ   | Віталій Миколенко               | 29 травня 1999 (26 років)   | 48   | 1    | «Евертон»     | Бельгія, 23 березня 2025      |
| ЗХ   | Олексій Сич                     | 1 квітня 2001 (24 роки)     | 2    | 0    | «Карпати»     | Бельгія, 23 березня 2025 УШК  |
| ЗХ   | Денис Попов                     | 17 лютого 1999 (26 років)   | 3    | 0    | «Динамо»      | Бельгія, 20 березня 2025 РЕЗ  |
|      |                                 |                             |      |      |               |                               |
| ПЗ   | Дмитро Криськів                 | 6 жовтня 2000 (24 роки)     | 3    | 0    | «Шахтар»      | Канада, 7 червня 2025 РЕЗ     |
| ПЗ   | Олександр Назаренко             | 1 лютого 2000 (25 років)    | 3    | 0    | «Полісся»     | Канада, 7 червня 2025 УШК     |
| ПЗ   | Андрій Ярмоленко (капітан)      | 23 жовтня 1989 (35 років)   | 124  | 46   | «Динамо»      | Бельгія, 20 березня 2025      |
| ПЗ   | Віталій Буяльський              | 6 січня 1993 (32 роки)      | 13   | 0    | «Динамо»      | Бельгія, 20 березня 2025      |
| ПЗ   | Єгор Ярмолюк                    | 1 березня 2004 (21 рік)     | 2    | 0    | «Брентфорд»   | Бельгія, 20 березня 2025 U21  |
| ПЗ   | Володимир Бражко                | 23 січня 2002 (23 роки)     | 9    | 0    | «Динамо»      | Грузія, 16 листопада 2024 U21 |
| ПЗ   | Михайло Мудрик                  | 5 січня 2001 (24 роки)      | 28   | 3    | «Челсі»       | Грузія, 16 листопада 2024 ВИБ |
| ПЗ   | Тарас Степаненко (віце-капітан) | 8 серпня 1989 (35 років)    | 87   | 4    | «Шахтар»      | Грузія, 16 листопада 2024 РЕЗ |
| ПЗ   | Руслан Маліновський             | 4 травня 1993 (32 роки)     | 66   | 7    | «Дженоа»      | Чехія, 10 вересня 2024        |
| ПЗ   | Сергій Сидорчук                 | 2 травня 1991 (34 роки)     | 62   | 3    | «Вестерло»    | Чехія, 10 вересня 2024        |
|      |                                 |                             |      |      |               |                               |
| НП   | Артем Довбик                    | 21 червня 1997 (28 років)   | 36   | 11   | «Рома»        | Бельгія, 20 березня 2025 УШК  |
| НП   | Владислав Ванат                 | 4 січня 2002 (23 роки)      | 11   | 2    | «Динамо»      | Бельгія, 20 березня 2025 U21  |
| НП   | Данило Сікан                    | 16 квітня 2001 (24 роки)    | 7    | 1    | «Трабзонспор» | Грузія, 16 листопада 2024 РЕЗ |

Примітки
- U21 — викликаний до молодіжної збірної України
- УШК — вибув з поточного складу через ушкодження
- ВИБ — вибув зі складу через причини, не пов’язані з ушкодженнями
- РЕЗ — резервний склад: замінює гравця збірної в разі його ушкодження тощо
- ЗАВ — завершив кар'єру в збірній

## Матчі

### Останні матчі
Список ігор за останні 12 місяців:
| Дата              | Турнір          | Місце проведення | Господарі     | Рахунок | Гості   | Голи господарів                              | Голи гостей                         |
| ----------------- | --------------- | ---------------- | ------------- | ------- | ------- | -------------------------------------------- | ----------------------------------- |
| 17 червня 2024    | ЧЄ 2024         | Мюнхен           | Румунія       | 3:0     | Україна | Станчу 29', Р. Марін 53', Дрегуш 57'         |                                     |
| 21 червня 2024    | ЧЄ 2024         | Дюссельдорф      | Словаччина    | 1:2     | Україна | Шранц 17'                                    | Шапаренко 54', Яремчук 80'          |
| 26 червня 2024    | ЧЄ 2024         | Штутгарт         | Україна       | 0:0     | Бельгія |                                              |                                     |
| 7 вересня 2024    | ЛН 2024-2025    | Прага            | Україна       | 1:2     | Албанія | Конопля 49'                                  | Ісмайлі 54', Асані 66'              |
| 10 вересня 2024   | ЛН 2024-2025    | Прага            | Чехія         | 3:2     | Україна | Шульц 21', 45+2', Соучек 80' (пен.)          | Ванат 37', Судаков 84'              |
| 11 жовтня 2024    | ЛН 2024-2025    | Познань          | Україна       | 1:0     | Грузія  | Мудрик 35'                                   |                                     |
| 14 жовтня 2024    | ЛН 2024-2025    | Вроцлав          | Україна       | 1:1     | Чехія   | Довбик 52' (пен.)                            | Черв 18'                            |
| 16 листопада 2024 | ЛН 2024-2025    | Батумі           | Грузія        | 1:1     | Україна | Мікаутадзе 76'                               | Кверквелія 7' (аг)                  |
| 19 листопада 2024 | ЛН 2024-2025    | Тирана           | Албанія       | 1:2     | Україна | Байрамі 75' (пен.)                           | Зінченко 5', Яремчук 10'            |
| 20 березня 2025   | ЛН 2024-2025 ПО | Мурсія           | Україна       | 3:1     | Бельгія | Гуцуляк 66', Ванат 73', Забарний 78'         | Лукаку 40'                          |
| 23 березня 2025   | ЛН 2024-2025 ПО | Генк             | Бельгія       | 3:0     | Україна | Де Кейпер 70', Лукаку 75', 86'               |                                     |
| 7 червня 2025     | ТМ              | Торонто          | Канада        | 4:2     | Україна | Д. Девід 4', 24', П. Девід 31', Б'юкенен 81' | Забарний 89', Зінченко 90+2' (пен.) |
| 10 червня 2025    | ТМ              | Торонто          | Нова Зеландія | 1:2     | Україна | Стаменич 59'                                 | Гуцуляк 54', Зінченко 75'           |

### Заплановані матчі
| Дата              | Турнір     | Місце проведення | Господарі   | Гості       |
| ----------------- | ---------- | ---------------- | ----------- | ----------- |
| 5 вересня 2025    | КР ЧС 2026 |                  | Україна     | Франція     |
| 9 вересня 2025    | КР ЧС 2026 | Баку             | Азербайджан | Україна     |
| 10 жовтня 2025    | КР ЧС 2026 | Коупавогюр       | Ісландія    | Україна     |
| 13 жовтня 2025    | КР ЧС 2026 |                  | Україна     | Азербайджан |
| 13 листопада 2025 | КР ЧС 2026 | Париж            | Франція     | Україна     |
| 16 листопада 2025 | КР ЧС 2026 |                  | Україна     | Ісландія    |

## Міжнародні турніри

### Чемпіонат світу
| Результати виступів на чемпіонатах світу | Результати виступів на чемпіонатах світу                                           | Результати виступів на чемпіонатах світу                                           | Результати виступів на чемпіонатах світу                                           | Результати виступів на чемпіонатах світу                                           | Результати виступів на чемпіонатах світу                                           | Результати виступів на чемпіонатах світу                                           | Результати виступів на чемпіонатах світу                                           | Результати виступів на чемпіонатах світу                                           |                                                                                    | Результати кваліфікації                                                            | Результати кваліфікації                                                            | Результати кваліфікації                                                            | Результати кваліфікації                                                            | Результати кваліфікації                                                            | Результати кваліфікації                                                            | Результати кваліфікації                                                            | Результати кваліфікації                                                            |
| Рік                                      | Стадія                                                                             | Місце                                                                              | І                                                                                  | В                                                                                  | Н*                                                                                 | П                                                                                  | ЗМ                                                                                 | ПМ                                                                                 | І                                                                                  | В                                                                                  | Н                                                                                  | П                                                                                  | ЗМ                                                                                 | ПМ                                                                                 | →                                                                                  | Результат                                                                          |                                                                                    |
| ---------------------------------------- | ---------------------------------------------------------------------------------- | ---------------------------------------------------------------------------------- | ---------------------------------------------------------------------------------- | ---------------------------------------------------------------------------------- | ---------------------------------------------------------------------------------- | ---------------------------------------------------------------------------------- | ---------------------------------------------------------------------------------- | ---------------------------------------------------------------------------------- | ---------------------------------------------------------------------------------- | ---------------------------------------------------------------------------------- | ---------------------------------------------------------------------------------- | ---------------------------------------------------------------------------------- | ---------------------------------------------------------------------------------- | ---------------------------------------------------------------------------------- | ---------------------------------------------------------------------------------- | ---------------------------------------------------------------------------------- | ---------------------------------------------------------------------------------- |
| 1930                                     | не брала участі, оскільки УРСР була частиною СРСР і не мала збірної, визнаної ФІФА | не брала участі, оскільки УРСР була частиною СРСР і не мала збірної, визнаної ФІФА | не брала участі, оскільки УРСР була частиною СРСР і не мала збірної, визнаної ФІФА | не брала участі, оскільки УРСР була частиною СРСР і не мала збірної, визнаної ФІФА | не брала участі, оскільки УРСР була частиною СРСР і не мала збірної, визнаної ФІФА | не брала участі, оскільки УРСР була частиною СРСР і не мала збірної, визнаної ФІФА | не брала участі, оскільки УРСР була частиною СРСР і не мала збірної, визнаної ФІФА | не брала участі, оскільки УРСР була частиною СРСР і не мала збірної, визнаної ФІФА | не брала участі, оскільки УРСР була частиною СРСР і не мала збірної, визнаної ФІФА | не брала участі, оскільки УРСР була частиною СРСР і не мала збірної, визнаної ФІФА | не брала участі, оскільки УРСР була частиною СРСР і не мала збірної, визнаної ФІФА | не брала участі, оскільки УРСР була частиною СРСР і не мала збірної, визнаної ФІФА | не брала участі, оскільки УРСР була частиною СРСР і не мала збірної, визнаної ФІФА | не брала участі, оскільки УРСР була частиною СРСР і не мала збірної, визнаної ФІФА | не брала участі, оскільки УРСР була частиною СРСР і не мала збірної, визнаної ФІФА | не брала участі, оскільки УРСР була частиною СРСР і не мала збірної, визнаної ФІФА | не брала участі, оскільки УРСР була частиною СРСР і не мала збірної, визнаної ФІФА |
| 1934                                     | не брала участі, оскільки УРСР була частиною СРСР і не мала збірної, визнаної ФІФА | не брала участі, оскільки УРСР була частиною СРСР і не мала збірної, визнаної ФІФА | не брала участі, оскільки УРСР була частиною СРСР і не мала збірної, визнаної ФІФА | не брала участі, оскільки УРСР була частиною СРСР і не мала збірної, визнаної ФІФА | не брала участі, оскільки УРСР була частиною СРСР і не мала збірної, визнаної ФІФА | не брала участі, оскільки УРСР була частиною СРСР і не мала збірної, визнаної ФІФА | не брала участі, оскільки УРСР була частиною СРСР і не мала збірної, визнаної ФІФА | не брала участі, оскільки УРСР була частиною СРСР і не мала збірної, визнаної ФІФА | не брала участі, оскільки УРСР була частиною СРСР і не мала збірної, визнаної ФІФА | не брала участі, оскільки УРСР була частиною СРСР і не мала збірної, визнаної ФІФА | не брала участі, оскільки УРСР була частиною СРСР і не мала збірної, визнаної ФІФА | не брала участі, оскільки УРСР була частиною СРСР і не мала збірної, визнаної ФІФА | не брала участі, оскільки УРСР була частиною СРСР і не мала збірної, визнаної ФІФА | не брала участі, оскільки УРСР була частиною СРСР і не мала збірної, визнаної ФІФА | не брала участі, оскільки УРСР була частиною СРСР і не мала збірної, визнаної ФІФА | не брала участі, оскільки УРСР була частиною СРСР і не мала збірної, визнаної ФІФА | не брала участі, оскільки УРСР була частиною СРСР і не мала збірної, визнаної ФІФА |
| 1938                                     | не брала участі, оскільки УРСР була частиною СРСР і не мала збірної, визнаної ФІФА | не брала участі, оскільки УРСР була частиною СРСР і не мала збірної, визнаної ФІФА | не брала участі, оскільки УРСР була частиною СРСР і не мала збірної, визнаної ФІФА | не брала участі, оскільки УРСР була частиною СРСР і не мала збірної, визнаної ФІФА | не брала участі, оскільки УРСР була частиною СРСР і не мала збірної, визнаної ФІФА | не брала участі, оскільки УРСР була частиною СРСР і не мала збірної, визнаної ФІФА | не брала участі, оскільки УРСР була частиною СРСР і не мала збірної, визнаної ФІФА | не брала участі, оскільки УРСР була частиною СРСР і не мала збірної, визнаної ФІФА | не брала участі, оскільки УРСР була частиною СРСР і не мала збірної, визнаної ФІФА | не брала участі, оскільки УРСР була частиною СРСР і не мала збірної, визнаної ФІФА | не брала участі, оскільки УРСР була частиною СРСР і не мала збірної, визнаної ФІФА | не брала участі, оскільки УРСР була частиною СРСР і не мала збірної, визнаної ФІФА | не брала участі, оскільки УРСР була частиною СРСР і не мала збірної, визнаної ФІФА | не брала участі, оскільки УРСР була частиною СРСР і не мала збірної, визнаної ФІФА | не брала участі, оскільки УРСР була частиною СРСР і не мала збірної, визнаної ФІФА | не брала участі, оскільки УРСР була частиною СРСР і не мала збірної, визнаної ФІФА | не брала участі, оскільки УРСР була частиною СРСР і не мала збірної, визнаної ФІФА |
| 1950                                     | не брала участі, оскільки УРСР була частиною СРСР і не мала збірної, визнаної ФІФА | не брала участі, оскільки УРСР була частиною СРСР і не мала збірної, визнаної ФІФА | не брала участі, оскільки УРСР була частиною СРСР і не мала збірної, визнаної ФІФА | не брала участі, оскільки УРСР була частиною СРСР і не мала збірної, визнаної ФІФА | не брала участі, оскільки УРСР була частиною СРСР і не мала збірної, визнаної ФІФА | не брала участі, оскільки УРСР була частиною СРСР і не мала збірної, визнаної ФІФА | не брала участі, оскільки УРСР була частиною СРСР і не мала збірної, визнаної ФІФА | не брала участі, оскільки УРСР була частиною СРСР і не мала збірної, визнаної ФІФА | не брала участі, оскільки УРСР була частиною СРСР і не мала збірної, визнаної ФІФА | не брала участі, оскільки УРСР була частиною СРСР і не мала збірної, визнаної ФІФА | не брала участі, оскільки УРСР була частиною СРСР і не мала збірної, визнаної ФІФА | не брала участі, оскільки УРСР була частиною СРСР і не мала збірної, визнаної ФІФА | не брала участі, оскільки УРСР була частиною СРСР і не мала збірної, визнаної ФІФА | не брала участі, оскільки УРСР була частиною СРСР і не мала збірної, визнаної ФІФА | не брала участі, оскільки УРСР була частиною СРСР і не мала збірної, визнаної ФІФА | не брала участі, оскільки УРСР була частиною СРСР і не мала збірної, визнаної ФІФА | не брала участі, оскільки УРСР була частиною СРСР і не мала збірної, визнаної ФІФА |
| 1954                                     | не брала участі, оскільки УРСР була частиною СРСР і не мала збірної, визнаної ФІФА | не брала участі, оскільки УРСР була частиною СРСР і не мала збірної, визнаної ФІФА | не брала участі, оскільки УРСР була частиною СРСР і не мала збірної, визнаної ФІФА | не брала участі, оскільки УРСР була частиною СРСР і не мала збірної, визнаної ФІФА | не брала участі, оскільки УРСР була частиною СРСР і не мала збірної, визнаної ФІФА | не брала участі, оскільки УРСР була частиною СРСР і не мала збірної, визнаної ФІФА | не брала участі, оскільки УРСР була частиною СРСР і не мала збірної, визнаної ФІФА | не брала участі, оскільки УРСР була частиною СРСР і не мала збірної, визнаної ФІФА | не брала участі, оскільки УРСР була частиною СРСР і не мала збірної, визнаної ФІФА | не брала участі, оскільки УРСР була частиною СРСР і не мала збірної, визнаної ФІФА | не брала участі, оскільки УРСР була частиною СРСР і не мала збірної, визнаної ФІФА | не брала участі, оскільки УРСР була частиною СРСР і не мала збірної, визнаної ФІФА | не брала участі, оскільки УРСР була частиною СРСР і не мала збірної, визнаної ФІФА | не брала участі, оскільки УРСР була частиною СРСР і не мала збірної, визнаної ФІФА | не брала участі, оскільки УРСР була частиною СРСР і не мала збірної, визнаної ФІФА | не брала участі, оскільки УРСР була частиною СРСР і не мала збірної, визнаної ФІФА | не брала участі, оскільки УРСР була частиною СРСР і не мала збірної, визнаної ФІФА |
| 1958                                     | не брала участі, оскільки УРСР була частиною СРСР і не мала збірної, визнаної ФІФА | не брала участі, оскільки УРСР була частиною СРСР і не мала збірної, визнаної ФІФА | не брала участі, оскільки УРСР була частиною СРСР і не мала збірної, визнаної ФІФА | не брала участі, оскільки УРСР була частиною СРСР і не мала збірної, визнаної ФІФА | не брала участі, оскільки УРСР була частиною СРСР і не мала збірної, визнаної ФІФА | не брала участі, оскільки УРСР була частиною СРСР і не мала збірної, визнаної ФІФА | не брала участі, оскільки УРСР була частиною СРСР і не мала збірної, визнаної ФІФА | не брала участі, оскільки УРСР була частиною СРСР і не мала збірної, визнаної ФІФА | не брала участі, оскільки УРСР була частиною СРСР і не мала збірної, визнаної ФІФА | не брала участі, оскільки УРСР була частиною СРСР і не мала збірної, визнаної ФІФА | не брала участі, оскільки УРСР була частиною СРСР і не мала збірної, визнаної ФІФА | не брала участі, оскільки УРСР була частиною СРСР і не мала збірної, визнаної ФІФА | не брала участі, оскільки УРСР була частиною СРСР і не мала збірної, визнаної ФІФА | не брала участі, оскільки УРСР була частиною СРСР і не мала збірної, визнаної ФІФА | не брала участі, оскільки УРСР була частиною СРСР і не мала збірної, визнаної ФІФА | не брала участі, оскільки УРСР була частиною СРСР і не мала збірної, визнаної ФІФА | не брала участі, оскільки УРСР була частиною СРСР і не мала збірної, визнаної ФІФА |
| 1962                                     | не брала участі, оскільки УРСР була частиною СРСР і не мала збірної, визнаної ФІФА | не брала участі, оскільки УРСР була частиною СРСР і не мала збірної, визнаної ФІФА | не брала участі, оскільки УРСР була частиною СРСР і не мала збірної, визнаної ФІФА | не брала участі, оскільки УРСР була частиною СРСР і не мала збірної, визнаної ФІФА | не брала участі, оскільки УРСР була частиною СРСР і не мала збірної, визнаної ФІФА | не брала участі, оскільки УРСР була частиною СРСР і не мала збірної, визнаної ФІФА | не брала участі, оскільки УРСР була частиною СРСР і не мала збірної, визнаної ФІФА | не брала участі, оскільки УРСР була частиною СРСР і не мала збірної, визнаної ФІФА | не брала участі, оскільки УРСР була частиною СРСР і не мала збірної, визнаної ФІФА | не брала участі, оскільки УРСР була частиною СРСР і не мала збірної, визнаної ФІФА | не брала участі, оскільки УРСР була частиною СРСР і не мала збірної, визнаної ФІФА | не брала участі, оскільки УРСР була частиною СРСР і не мала збірної, визнаної ФІФА | не брала участі, оскільки УРСР була частиною СРСР і не мала збірної, визнаної ФІФА | не брала участі, оскільки УРСР була частиною СРСР і не мала збірної, визнаної ФІФА | не брала участі, оскільки УРСР була частиною СРСР і не мала збірної, визнаної ФІФА | не брала участі, оскільки УРСР була частиною СРСР і не мала збірної, визнаної ФІФА | не брала участі, оскільки УРСР була частиною СРСР і не мала збірної, визнаної ФІФА |
| 1966                                     | не брала участі, оскільки УРСР була частиною СРСР і не мала збірної, визнаної ФІФА | не брала участі, оскільки УРСР була частиною СРСР і не мала збірної, визнаної ФІФА | не брала участі, оскільки УРСР була частиною СРСР і не мала збірної, визнаної ФІФА | не брала участі, оскільки УРСР була частиною СРСР і не мала збірної, визнаної ФІФА | не брала участі, оскільки УРСР була частиною СРСР і не мала збірної, визнаної ФІФА | не брала участі, оскільки УРСР була частиною СРСР і не мала збірної, визнаної ФІФА | не брала участі, оскільки УРСР була частиною СРСР і не мала збірної, визнаної ФІФА | не брала участі, оскільки УРСР була частиною СРСР і не мала збірної, визнаної ФІФА | не брала участі, оскільки УРСР була частиною СРСР і не мала збірної, визнаної ФІФА | не брала участі, оскільки УРСР була частиною СРСР і не мала збірної, визнаної ФІФА | не брала участі, оскільки УРСР була частиною СРСР і не мала збірної, визнаної ФІФА | не брала участі, оскільки УРСР була частиною СРСР і не мала збірної, визнаної ФІФА | не брала участі, оскільки УРСР була частиною СРСР і не мала збірної, визнаної ФІФА | не брала участі, оскільки УРСР була частиною СРСР і не мала збірної, визнаної ФІФА | не брала участі, оскільки УРСР була частиною СРСР і не мала збірної, визнаної ФІФА | не брала участі, оскільки УРСР була частиною СРСР і не мала збірної, визнаної ФІФА | не брала участі, оскільки УРСР була частиною СРСР і не мала збірної, визнаної ФІФА |
| 1970                                     | не брала участі, оскільки УРСР була частиною СРСР і не мала збірної, визнаної ФІФА | не брала участі, оскільки УРСР була частиною СРСР і не мала збірної, визнаної ФІФА | не брала участі, оскільки УРСР була частиною СРСР і не мала збірної, визнаної ФІФА | не брала участі, оскільки УРСР була частиною СРСР і не мала збірної, визнаної ФІФА | не брала участі, оскільки УРСР була частиною СРСР і не мала збірної, визнаної ФІФА | не брала участі, оскільки УРСР була частиною СРСР і не мала збірної, визнаної ФІФА | не брала участі, оскільки УРСР була частиною СРСР і не мала збірної, визнаної ФІФА | не брала участі, оскільки УРСР була частиною СРСР і не мала збірної, визнаної ФІФА | не брала участі, оскільки УРСР була частиною СРСР і не мала збірної, визнаної ФІФА | не брала участі, оскільки УРСР була частиною СРСР і не мала збірної, визнаної ФІФА | не брала участі, оскільки УРСР була частиною СРСР і не мала збірної, визнаної ФІФА | не брала участі, оскільки УРСР була частиною СРСР і не мала збірної, визнаної ФІФА | не брала участі, оскільки УРСР була частиною СРСР і не мала збірної, визнаної ФІФА | не брала участі, оскільки УРСР була частиною СРСР і не мала збірної, визнаної ФІФА | не брала участі, оскільки УРСР була частиною СРСР і не мала збірної, визнаної ФІФА | не брала участі, оскільки УРСР була частиною СРСР і не мала збірної, визнаної ФІФА | не брала участі, оскільки УРСР була частиною СРСР і не мала збірної, визнаної ФІФА |
| 1974                                     | не брала участі, оскільки УРСР була частиною СРСР і не мала збірної, визнаної ФІФА | не брала участі, оскільки УРСР була частиною СРСР і не мала збірної, визнаної ФІФА | не брала участі, оскільки УРСР була частиною СРСР і не мала збірної, визнаної ФІФА | не брала участі, оскільки УРСР була частиною СРСР і не мала збірної, визнаної ФІФА | не брала участі, оскільки УРСР була частиною СРСР і не мала збірної, визнаної ФІФА | не брала участі, оскільки УРСР була частиною СРСР і не мала збірної, визнаної ФІФА | не брала участі, оскільки УРСР була частиною СРСР і не мала збірної, визнаної ФІФА | не брала участі, оскільки УРСР була частиною СРСР і не мала збірної, визнаної ФІФА | не брала участі, оскільки УРСР була частиною СРСР і не мала збірної, визнаної ФІФА | не брала участі, оскільки УРСР була частиною СРСР і не мала збірної, визнаної ФІФА | не брала участі, оскільки УРСР була частиною СРСР і не мала збірної, визнаної ФІФА | не брала участі, оскільки УРСР була частиною СРСР і не мала збірної, визнаної ФІФА | не брала участі, оскільки УРСР була частиною СРСР і не мала збірної, визнаної ФІФА | не брала участі, оскільки УРСР була частиною СРСР і не мала збірної, визнаної ФІФА | не брала участі, оскільки УРСР була частиною СРСР і не мала збірної, визнаної ФІФА | не брала участі, оскільки УРСР була частиною СРСР і не мала збірної, визнаної ФІФА | не брала участі, оскільки УРСР була частиною СРСР і не мала збірної, визнаної ФІФА |
| 1978                                     | не брала участі, оскільки УРСР була частиною СРСР і не мала збірної, визнаної ФІФА | не брала участі, оскільки УРСР була частиною СРСР і не мала збірної, визнаної ФІФА | не брала участі, оскільки УРСР була частиною СРСР і не мала збірної, визнаної ФІФА | не брала участі, оскільки УРСР була частиною СРСР і не мала збірної, визнаної ФІФА | не брала участі, оскільки УРСР була частиною СРСР і не мала збірної, визнаної ФІФА | не брала участі, оскільки УРСР була частиною СРСР і не мала збірної, визнаної ФІФА | не брала участі, оскільки УРСР була частиною СРСР і не мала збірної, визнаної ФІФА | не брала участі, оскільки УРСР була частиною СРСР і не мала збірної, визнаної ФІФА | не брала участі, оскільки УРСР була частиною СРСР і не мала збірної, визнаної ФІФА | не брала участі, оскільки УРСР була частиною СРСР і не мала збірної, визнаної ФІФА | не брала участі, оскільки УРСР була частиною СРСР і не мала збірної, визнаної ФІФА | не брала участі, оскільки УРСР була частиною СРСР і не мала збірної, визнаної ФІФА | не брала участі, оскільки УРСР була частиною СРСР і не мала збірної, визнаної ФІФА | не брала участі, оскільки УРСР була частиною СРСР і не мала збірної, визнаної ФІФА | не брала участі, оскільки УРСР була частиною СРСР і не мала збірної, визнаної ФІФА | не брала участі, оскільки УРСР була частиною СРСР і не мала збірної, визнаної ФІФА | не брала участі, оскільки УРСР була частиною СРСР і не мала збірної, визнаної ФІФА |
| 1982                                     | не брала участі, оскільки УРСР була частиною СРСР і не мала збірної, визнаної ФІФА | не брала участі, оскільки УРСР була частиною СРСР і не мала збірної, визнаної ФІФА | не брала участі, оскільки УРСР була частиною СРСР і не мала збірної, визнаної ФІФА | не брала участі, оскільки УРСР була частиною СРСР і не мала збірної, визнаної ФІФА | не брала участі, оскільки УРСР була частиною СРСР і не мала збірної, визнаної ФІФА | не брала участі, оскільки УРСР була частиною СРСР і не мала збірної, визнаної ФІФА | не брала участі, оскільки УРСР була частиною СРСР і не мала збірної, визнаної ФІФА | не брала участі, оскільки УРСР була частиною СРСР і не мала збірної, визнаної ФІФА | не брала участі, оскільки УРСР була частиною СРСР і не мала збірної, визнаної ФІФА | не брала участі, оскільки УРСР була частиною СРСР і не мала збірної, визнаної ФІФА | не брала участі, оскільки УРСР була частиною СРСР і не мала збірної, визнаної ФІФА | не брала участі, оскільки УРСР була частиною СРСР і не мала збірної, визнаної ФІФА | не брала участі, оскільки УРСР була частиною СРСР і не мала збірної, визнаної ФІФА | не брала участі, оскільки УРСР була частиною СРСР і не мала збірної, визнаної ФІФА | не брала участі, оскільки УРСР була частиною СРСР і не мала збірної, визнаної ФІФА | не брала участі, оскільки УРСР була частиною СРСР і не мала збірної, визнаної ФІФА | не брала участі, оскільки УРСР була частиною СРСР і не мала збірної, визнаної ФІФА |
| 1986                                     | не брала участі, оскільки УРСР була частиною СРСР і не мала збірної, визнаної ФІФА | не брала участі, оскільки УРСР була частиною СРСР і не мала збірної, визнаної ФІФА | не брала участі, оскільки УРСР була частиною СРСР і не мала збірної, визнаної ФІФА | не брала участі, оскільки УРСР була частиною СРСР і не мала збірної, визнаної ФІФА | не брала участі, оскільки УРСР була частиною СРСР і не мала збірної, визнаної ФІФА | не брала участі, оскільки УРСР була частиною СРСР і не мала збірної, визнаної ФІФА | не брала участі, оскільки УРСР була частиною СРСР і не мала збірної, визнаної ФІФА | не брала участі, оскільки УРСР була частиною СРСР і не мала збірної, визнаної ФІФА | не брала участі, оскільки УРСР була частиною СРСР і не мала збірної, визнаної ФІФА | не брала участі, оскільки УРСР була частиною СРСР і не мала збірної, визнаної ФІФА | не брала участі, оскільки УРСР була частиною СРСР і не мала збірної, визнаної ФІФА | не брала участі, оскільки УРСР була частиною СРСР і не мала збірної, визнаної ФІФА | не брала участі, оскільки УРСР була частиною СРСР і не мала збірної, визнаної ФІФА | не брала участі, оскільки УРСР була частиною СРСР і не мала збірної, визнаної ФІФА | не брала участі, оскільки УРСР була частиною СРСР і не мала збірної, визнаної ФІФА | не брала участі, оскільки УРСР була частиною СРСР і не мала збірної, визнаної ФІФА | не брала участі, оскільки УРСР була частиною СРСР і не мала збірної, визнаної ФІФА |
| 1990                                     | не брала участі, оскільки УРСР була частиною СРСР і не мала збірної, визнаної ФІФА | не брала участі, оскільки УРСР була частиною СРСР і не мала збірної, визнаної ФІФА | не брала участі, оскільки УРСР була частиною СРСР і не мала збірної, визнаної ФІФА | не брала участі, оскільки УРСР була частиною СРСР і не мала збірної, визнаної ФІФА | не брала участі, оскільки УРСР була частиною СРСР і не мала збірної, визнаної ФІФА | не брала участі, оскільки УРСР була частиною СРСР і не мала збірної, визнаної ФІФА | не брала участі, оскільки УРСР була частиною СРСР і не мала збірної, визнаної ФІФА | не брала участі, оскільки УРСР була частиною СРСР і не мала збірної, визнаної ФІФА | не брала участі, оскільки УРСР була частиною СРСР і не мала збірної, визнаної ФІФА | не брала участі, оскільки УРСР була частиною СРСР і не мала збірної, визнаної ФІФА | не брала участі, оскільки УРСР була частиною СРСР і не мала збірної, визнаної ФІФА | не брала участі, оскільки УРСР була частиною СРСР і не мала збірної, визнаної ФІФА | не брала участі, оскільки УРСР була частиною СРСР і не мала збірної, визнаної ФІФА | не брала участі, оскільки УРСР була частиною СРСР і не мала збірної, визнаної ФІФА | не брала участі, оскільки УРСР була частиною СРСР і не мала збірної, визнаної ФІФА | не брала участі, оскільки УРСР була частиною СРСР і не мала збірної, визнаної ФІФА | не брала участі, оскільки УРСР була частиною СРСР і не мала збірної, визнаної ФІФА |
| 1994                                     | не брала участі, бо не набула членства в ФІФА на момент жеребкування кваліфікації  | не брала участі, бо не набула членства в ФІФА на момент жеребкування кваліфікації  | не брала участі, бо не набула членства в ФІФА на момент жеребкування кваліфікації  | не брала участі, бо не набула членства в ФІФА на момент жеребкування кваліфікації  | не брала участі, бо не набула членства в ФІФА на момент жеребкування кваліфікації  | не брала участі, бо не набула членства в ФІФА на момент жеребкування кваліфікації  | не брала участі, бо не набула членства в ФІФА на момент жеребкування кваліфікації  | не брала участі, бо не набула членства в ФІФА на момент жеребкування кваліфікації  | не брала участі, бо не набула членства в ФІФА на момент жеребкування кваліфікації  | не брала участі, бо не набула членства в ФІФА на момент жеребкування кваліфікації  | не брала участі, бо не набула членства в ФІФА на момент жеребкування кваліфікації  | не брала участі, бо не набула членства в ФІФА на момент жеребкування кваліфікації  | не брала участі, бо не набула членства в ФІФА на момент жеребкування кваліфікації  | не брала участі, бо не набула членства в ФІФА на момент жеребкування кваліфікації  | не брала участі, бо не набула членства в ФІФА на момент жеребкування кваліфікації  | не брала участі, бо не набула членства в ФІФА на момент жеребкування кваліфікації  | не брала участі, бо не набула членства в ФІФА на момент жеребкування кваліфікації  |
| 1998                                     | не пройшла кваліфікацію                                                            | не пройшла кваліфікацію                                                            | не пройшла кваліфікацію                                                            | не пройшла кваліфікацію                                                            | не пройшла кваліфікацію                                                            | не пройшла кваліфікацію                                                            | не пройшла кваліфікацію                                                            | не пройшла кваліфікацію                                                            |                                                                                    | 12                                                                                 | 6                                                                                  | 3                                                                                  | 3                                                                                  | 11                                                                                 | 9                                                                                  | 1998                                                                               | 2 місце в групі 9, програш Хорватії в плей-оф                                      |
| 2002                                     | не пройшла кваліфікацію                                                            | не пройшла кваліфікацію                                                            | не пройшла кваліфікацію                                                            | не пройшла кваліфікацію                                                            | не пройшла кваліфікацію                                                            | не пройшла кваліфікацію                                                            | не пройшла кваліфікацію                                                            | не пройшла кваліфікацію                                                            | 12                                                                                 | 4                                                                                  | 6                                                                                  | 2                                                                                  | 15                                                                                 | 13                                                                                 | 2002                                                                               | 2 місце в групі 5, програш Німеччині в плей-оф                                     |                                                                                    |
| 2006                                     | 1/4 фіналу                                                                         | 8                                                                                  | 5                                                                                  | 2                                                                                  | 1*                                                                                 | 2                                                                                  | 5                                                                                  | 7                                                                                  | 12                                                                                 | 7                                                                                  | 4                                                                                  | 1                                                                                  | 18                                                                                 | 7                                                                                  | 2006                                                                               | 1 місце в групі 2                                                                  |                                                                                    |
| 2010                                     | не пройшла кваліфікацію                                                            | не пройшла кваліфікацію                                                            | не пройшла кваліфікацію                                                            | не пройшла кваліфікацію                                                            | не пройшла кваліфікацію                                                            | не пройшла кваліфікацію                                                            | не пройшла кваліфікацію                                                            | не пройшла кваліфікацію                                                            | 12                                                                                 | 6                                                                                  | 4                                                                                  | 2                                                                                  | 21                                                                                 | 7                                                                                  | 2010                                                                               | 2 місце в групі 6, програш Греції в плей-оф                                        |                                                                                    |
| 2014                                     | не пройшла кваліфікацію                                                            | не пройшла кваліфікацію                                                            | не пройшла кваліфікацію                                                            | не пройшла кваліфікацію                                                            | не пройшла кваліфікацію                                                            | не пройшла кваліфікацію                                                            | не пройшла кваліфікацію                                                            | не пройшла кваліфікацію                                                            | 12                                                                                 | 7                                                                                  | 3                                                                                  | 2                                                                                  | 30                                                                                 | 7                                                                                  | 2014                                                                               | 2 місце в групі H, програш Франції в плей-оф                                       |                                                                                    |
| 2018                                     | не пройшла кваліфікацію                                                            | не пройшла кваліфікацію                                                            | не пройшла кваліфікацію                                                            | не пройшла кваліфікацію                                                            | не пройшла кваліфікацію                                                            | не пройшла кваліфікацію                                                            | не пройшла кваліфікацію                                                            | не пройшла кваліфікацію                                                            | 10                                                                                 | 5                                                                                  | 2                                                                                  | 3                                                                                  | 13                                                                                 | 9                                                                                  | 2018                                                                               | 3 місце в групі I                                                                  |                                                                                    |
| 2022                                     | не пройшла кваліфікацію                                                            | не пройшла кваліфікацію                                                            | не пройшла кваліфікацію                                                            | не пройшла кваліфікацію                                                            | не пройшла кваліфікацію                                                            | не пройшла кваліфікацію                                                            | не пройшла кваліфікацію                                                            | не пройшла кваліфікацію                                                            | 10                                                                                 | 3                                                                                  | 6                                                                                  | 1                                                                                  | 14                                                                                 | 10                                                                                 | 2022                                                                               | 2 місце в групі D, програш Уельсу в плей-оф                                        |                                                                                    |
| 2026                                     | кваліфікація не розпочиналася                                                      | кваліфікація не розпочиналася                                                      | кваліфікація не розпочиналася                                                      | кваліфікація не розпочиналася                                                      | кваліфікація не розпочиналася                                                      | кваліфікація не розпочиналася                                                      | кваліфікація не розпочиналася                                                      | кваліфікація не розпочиналася                                                      | кваліфікація не розпочиналася                                                      | кваліфікація не розпочиналася                                                      | кваліфікація не розпочиналася                                                      | кваліфікація не розпочиналася                                                      | кваліфікація не розпочиналася                                                      | кваліфікація не розпочиналася                                                      | кваліфікація не розпочиналася                                                      | кваліфікація не розпочиналася                                                      |                                                                                    |
| 2030                                     | кваліфікація не розпочиналася                                                      | кваліфікація не розпочиналася                                                      | кваліфікація не розпочиналася                                                      | кваліфікація не розпочиналася                                                      | кваліфікація не розпочиналася                                                      | кваліфікація не розпочиналася                                                      | кваліфікація не розпочиналася                                                      | кваліфікація не розпочиналася                                                      | кваліфікація не розпочиналася                                                      | кваліфікація не розпочиналася                                                      | кваліфікація не розпочиналася                                                      | кваліфікація не розпочиналася                                                      | кваліфікація не розпочиналася                                                      | кваліфікація не розпочиналася                                                      | кваліфікація не розпочиналася                                                      | кваліфікація не розпочиналася                                                      |                                                                                    |
| 2034                                     | кваліфікація не розпочиналася                                                      | кваліфікація не розпочиналася                                                      | кваліфікація не розпочиналася                                                      | кваліфікація не розпочиналася                                                      | кваліфікація не розпочиналася                                                      | кваліфікація не розпочиналася                                                      | кваліфікація не розпочиналася                                                      | кваліфікація не розпочиналася                                                      | кваліфікація не розпочиналася                                                      | кваліфікація не розпочиналася                                                      | кваліфікація не розпочиналася                                                      | кваліфікація не розпочиналася                                                      | кваліфікація не розпочиналася                                                      | кваліфікація не розпочиналася                                                      | кваліфікація не розпочиналася                                                      | кваліфікація не розпочиналася                                                      |                                                                                    |
| Усього                                   | 1/4 фіналу                                                                         | 1/7                                                                                | 5                                                                                  | 2                                                                                  | 1*                                                                                 | 2                                                                                  | 5                                                                                  | 7                                                                                  | 80                                                                                 | 38                                                                                 | 28                                                                                 | 14                                                                                 | 122                                                                                | 62                                                                                 |                                                                                    |                                                                                    |                                                                                    |

* Враховано матчі плей-оф, у яких переможця було визначено в серії післяматчевих пенальті.

### Чемпіонат Європи
| Результати виступів на чемпіонатах Європи | Результати виступів на чемпіонатах Європи                                          | Результати виступів на чемпіонатах Європи                                          | Результати виступів на чемпіонатах Європи                                          | Результати виступів на чемпіонатах Європи                                          | Результати виступів на чемпіонатах Європи                                          | Результати виступів на чемпіонатах Європи                                          | Результати виступів на чемпіонатах Європи                                          | Результати виступів на чемпіонатах Європи                                          |                                                                                    | Результати кваліфікації                                                            | Результати кваліфікації                                                            | Результати кваліфікації                                                            | Результати кваліфікації                                                            | Результати кваліфікації                                                            | Результати кваліфікації                                                            | Результати кваліфікації                                                            | Результати кваліфікації                                                            |
| Рік                                       | Стадія                                                                             | Місце                                                                              | І                                                                                  | В                                                                                  | Н                                                                                  | П                                                                                  | ЗМ                                                                                 | ПМ                                                                                 | І                                                                                  | В                                                                                  | Н                                                                                  | П                                                                                  | ЗМ                                                                                 | ПМ                                                                                 | →                                                                                  | Результат                                                                          |                                                                                    |
| ----------------------------------------- | ---------------------------------------------------------------------------------- | ---------------------------------------------------------------------------------- | ---------------------------------------------------------------------------------- | ---------------------------------------------------------------------------------- | ---------------------------------------------------------------------------------- | ---------------------------------------------------------------------------------- | ---------------------------------------------------------------------------------- | ---------------------------------------------------------------------------------- | ---------------------------------------------------------------------------------- | ---------------------------------------------------------------------------------- | ---------------------------------------------------------------------------------- | ---------------------------------------------------------------------------------- | ---------------------------------------------------------------------------------- | ---------------------------------------------------------------------------------- | ---------------------------------------------------------------------------------- | ---------------------------------------------------------------------------------- | ---------------------------------------------------------------------------------- |
| 1960                                      | не брала участі, оскільки УРСР була частиною СРСР і не мала збірної, визнаної ФІФА | не брала участі, оскільки УРСР була частиною СРСР і не мала збірної, визнаної ФІФА | не брала участі, оскільки УРСР була частиною СРСР і не мала збірної, визнаної ФІФА | не брала участі, оскільки УРСР була частиною СРСР і не мала збірної, визнаної ФІФА | не брала участі, оскільки УРСР була частиною СРСР і не мала збірної, визнаної ФІФА | не брала участі, оскільки УРСР була частиною СРСР і не мала збірної, визнаної ФІФА | не брала участі, оскільки УРСР була частиною СРСР і не мала збірної, визнаної ФІФА | не брала участі, оскільки УРСР була частиною СРСР і не мала збірної, визнаної ФІФА | не брала участі, оскільки УРСР була частиною СРСР і не мала збірної, визнаної ФІФА | не брала участі, оскільки УРСР була частиною СРСР і не мала збірної, визнаної ФІФА | не брала участі, оскільки УРСР була частиною СРСР і не мала збірної, визнаної ФІФА | не брала участі, оскільки УРСР була частиною СРСР і не мала збірної, визнаної ФІФА | не брала участі, оскільки УРСР була частиною СРСР і не мала збірної, визнаної ФІФА | не брала участі, оскільки УРСР була частиною СРСР і не мала збірної, визнаної ФІФА | не брала участі, оскільки УРСР була частиною СРСР і не мала збірної, визнаної ФІФА | не брала участі, оскільки УРСР була частиною СРСР і не мала збірної, визнаної ФІФА | не брала участі, оскільки УРСР була частиною СРСР і не мала збірної, визнаної ФІФА |
| 1964                                      | не брала участі, оскільки УРСР була частиною СРСР і не мала збірної, визнаної ФІФА | не брала участі, оскільки УРСР була частиною СРСР і не мала збірної, визнаної ФІФА | не брала участі, оскільки УРСР була частиною СРСР і не мала збірної, визнаної ФІФА | не брала участі, оскільки УРСР була частиною СРСР і не мала збірної, визнаної ФІФА | не брала участі, оскільки УРСР була частиною СРСР і не мала збірної, визнаної ФІФА | не брала участі, оскільки УРСР була частиною СРСР і не мала збірної, визнаної ФІФА | не брала участі, оскільки УРСР була частиною СРСР і не мала збірної, визнаної ФІФА | не брала участі, оскільки УРСР була частиною СРСР і не мала збірної, визнаної ФІФА | не брала участі, оскільки УРСР була частиною СРСР і не мала збірної, визнаної ФІФА | не брала участі, оскільки УРСР була частиною СРСР і не мала збірної, визнаної ФІФА | не брала участі, оскільки УРСР була частиною СРСР і не мала збірної, визнаної ФІФА | не брала участі, оскільки УРСР була частиною СРСР і не мала збірної, визнаної ФІФА | не брала участі, оскільки УРСР була частиною СРСР і не мала збірної, визнаної ФІФА | не брала участі, оскільки УРСР була частиною СРСР і не мала збірної, визнаної ФІФА | не брала участі, оскільки УРСР була частиною СРСР і не мала збірної, визнаної ФІФА | не брала участі, оскільки УРСР була частиною СРСР і не мала збірної, визнаної ФІФА | не брала участі, оскільки УРСР була частиною СРСР і не мала збірної, визнаної ФІФА |
| 1968                                      | не брала участі, оскільки УРСР була частиною СРСР і не мала збірної, визнаної ФІФА | не брала участі, оскільки УРСР була частиною СРСР і не мала збірної, визнаної ФІФА | не брала участі, оскільки УРСР була частиною СРСР і не мала збірної, визнаної ФІФА | не брала участі, оскільки УРСР була частиною СРСР і не мала збірної, визнаної ФІФА | не брала участі, оскільки УРСР була частиною СРСР і не мала збірної, визнаної ФІФА | не брала участі, оскільки УРСР була частиною СРСР і не мала збірної, визнаної ФІФА | не брала участі, оскільки УРСР була частиною СРСР і не мала збірної, визнаної ФІФА | не брала участі, оскільки УРСР була частиною СРСР і не мала збірної, визнаної ФІФА | не брала участі, оскільки УРСР була частиною СРСР і не мала збірної, визнаної ФІФА | не брала участі, оскільки УРСР була частиною СРСР і не мала збірної, визнаної ФІФА | не брала участі, оскільки УРСР була частиною СРСР і не мала збірної, визнаної ФІФА | не брала участі, оскільки УРСР була частиною СРСР і не мала збірної, визнаної ФІФА | не брала участі, оскільки УРСР була частиною СРСР і не мала збірної, визнаної ФІФА | не брала участі, оскільки УРСР була частиною СРСР і не мала збірної, визнаної ФІФА | не брала участі, оскільки УРСР була частиною СРСР і не мала збірної, визнаної ФІФА | не брала участі, оскільки УРСР була частиною СРСР і не мала збірної, визнаної ФІФА | не брала участі, оскільки УРСР була частиною СРСР і не мала збірної, визнаної ФІФА |
| 1972                                      | не брала участі, оскільки УРСР була частиною СРСР і не мала збірної, визнаної ФІФА | не брала участі, оскільки УРСР була частиною СРСР і не мала збірної, визнаної ФІФА | не брала участі, оскільки УРСР була частиною СРСР і не мала збірної, визнаної ФІФА | не брала участі, оскільки УРСР була частиною СРСР і не мала збірної, визнаної ФІФА | не брала участі, оскільки УРСР була частиною СРСР і не мала збірної, визнаної ФІФА | не брала участі, оскільки УРСР була частиною СРСР і не мала збірної, визнаної ФІФА | не брала участі, оскільки УРСР була частиною СРСР і не мала збірної, визнаної ФІФА | не брала участі, оскільки УРСР була частиною СРСР і не мала збірної, визнаної ФІФА | не брала участі, оскільки УРСР була частиною СРСР і не мала збірної, визнаної ФІФА | не брала участі, оскільки УРСР була частиною СРСР і не мала збірної, визнаної ФІФА | не брала участі, оскільки УРСР була частиною СРСР і не мала збірної, визнаної ФІФА | не брала участі, оскільки УРСР була частиною СРСР і не мала збірної, визнаної ФІФА | не брала участі, оскільки УРСР була частиною СРСР і не мала збірної, визнаної ФІФА | не брала участі, оскільки УРСР була частиною СРСР і не мала збірної, визнаної ФІФА | не брала участі, оскільки УРСР була частиною СРСР і не мала збірної, визнаної ФІФА | не брала участі, оскільки УРСР була частиною СРСР і не мала збірної, визнаної ФІФА | не брала участі, оскільки УРСР була частиною СРСР і не мала збірної, визнаної ФІФА |
| 1976                                      | не брала участі, оскільки УРСР була частиною СРСР і не мала збірної, визнаної ФІФА | не брала участі, оскільки УРСР була частиною СРСР і не мала збірної, визнаної ФІФА | не брала участі, оскільки УРСР була частиною СРСР і не мала збірної, визнаної ФІФА | не брала участі, оскільки УРСР була частиною СРСР і не мала збірної, визнаної ФІФА | не брала участі, оскільки УРСР була частиною СРСР і не мала збірної, визнаної ФІФА | не брала участі, оскільки УРСР була частиною СРСР і не мала збірної, визнаної ФІФА | не брала участі, оскільки УРСР була частиною СРСР і не мала збірної, визнаної ФІФА | не брала участі, оскільки УРСР була частиною СРСР і не мала збірної, визнаної ФІФА | не брала участі, оскільки УРСР була частиною СРСР і не мала збірної, визнаної ФІФА | не брала участі, оскільки УРСР була частиною СРСР і не мала збірної, визнаної ФІФА | не брала участі, оскільки УРСР була частиною СРСР і не мала збірної, визнаної ФІФА | не брала участі, оскільки УРСР була частиною СРСР і не мала збірної, визнаної ФІФА | не брала участі, оскільки УРСР була частиною СРСР і не мала збірної, визнаної ФІФА | не брала участі, оскільки УРСР була частиною СРСР і не мала збірної, визнаної ФІФА | не брала участі, оскільки УРСР була частиною СРСР і не мала збірної, визнаної ФІФА | не брала участі, оскільки УРСР була частиною СРСР і не мала збірної, визнаної ФІФА | не брала участі, оскільки УРСР була частиною СРСР і не мала збірної, визнаної ФІФА |
| 1980                                      | не брала участі, оскільки УРСР була частиною СРСР і не мала збірної, визнаної ФІФА | не брала участі, оскільки УРСР була частиною СРСР і не мала збірної, визнаної ФІФА | не брала участі, оскільки УРСР була частиною СРСР і не мала збірної, визнаної ФІФА | не брала участі, оскільки УРСР була частиною СРСР і не мала збірної, визнаної ФІФА | не брала участі, оскільки УРСР була частиною СРСР і не мала збірної, визнаної ФІФА | не брала участі, оскільки УРСР була частиною СРСР і не мала збірної, визнаної ФІФА | не брала участі, оскільки УРСР була частиною СРСР і не мала збірної, визнаної ФІФА | не брала участі, оскільки УРСР була частиною СРСР і не мала збірної, визнаної ФІФА | не брала участі, оскільки УРСР була частиною СРСР і не мала збірної, визнаної ФІФА | не брала участі, оскільки УРСР була частиною СРСР і не мала збірної, визнаної ФІФА | не брала участі, оскільки УРСР була частиною СРСР і не мала збірної, визнаної ФІФА | не брала участі, оскільки УРСР була частиною СРСР і не мала збірної, визнаної ФІФА | не брала участі, оскільки УРСР була частиною СРСР і не мала збірної, визнаної ФІФА | не брала участі, оскільки УРСР була частиною СРСР і не мала збірної, визнаної ФІФА | не брала участі, оскільки УРСР була частиною СРСР і не мала збірної, визнаної ФІФА | не брала участі, оскільки УРСР була частиною СРСР і не мала збірної, визнаної ФІФА | не брала участі, оскільки УРСР була частиною СРСР і не мала збірної, визнаної ФІФА |
| 1984                                      | не брала участі, оскільки УРСР була частиною СРСР і не мала збірної, визнаної ФІФА | не брала участі, оскільки УРСР була частиною СРСР і не мала збірної, визнаної ФІФА | не брала участі, оскільки УРСР була частиною СРСР і не мала збірної, визнаної ФІФА | не брала участі, оскільки УРСР була частиною СРСР і не мала збірної, визнаної ФІФА | не брала участі, оскільки УРСР була частиною СРСР і не мала збірної, визнаної ФІФА | не брала участі, оскільки УРСР була частиною СРСР і не мала збірної, визнаної ФІФА | не брала участі, оскільки УРСР була частиною СРСР і не мала збірної, визнаної ФІФА | не брала участі, оскільки УРСР була частиною СРСР і не мала збірної, визнаної ФІФА | не брала участі, оскільки УРСР була частиною СРСР і не мала збірної, визнаної ФІФА | не брала участі, оскільки УРСР була частиною СРСР і не мала збірної, визнаної ФІФА | не брала участі, оскільки УРСР була частиною СРСР і не мала збірної, визнаної ФІФА | не брала участі, оскільки УРСР була частиною СРСР і не мала збірної, визнаної ФІФА | не брала участі, оскільки УРСР була частиною СРСР і не мала збірної, визнаної ФІФА | не брала участі, оскільки УРСР була частиною СРСР і не мала збірної, визнаної ФІФА | не брала участі, оскільки УРСР була частиною СРСР і не мала збірної, визнаної ФІФА | не брала участі, оскільки УРСР була частиною СРСР і не мала збірної, визнаної ФІФА | не брала участі, оскільки УРСР була частиною СРСР і не мала збірної, визнаної ФІФА |
| 1988                                      | не брала участі, оскільки УРСР була частиною СРСР і не мала збірної, визнаної ФІФА | не брала участі, оскільки УРСР була частиною СРСР і не мала збірної, визнаної ФІФА | не брала участі, оскільки УРСР була частиною СРСР і не мала збірної, визнаної ФІФА | не брала участі, оскільки УРСР була частиною СРСР і не мала збірної, визнаної ФІФА | не брала участі, оскільки УРСР була частиною СРСР і не мала збірної, визнаної ФІФА | не брала участі, оскільки УРСР була частиною СРСР і не мала збірної, визнаної ФІФА | не брала участі, оскільки УРСР була частиною СРСР і не мала збірної, визнаної ФІФА | не брала участі, оскільки УРСР була частиною СРСР і не мала збірної, визнаної ФІФА | не брала участі, оскільки УРСР була частиною СРСР і не мала збірної, визнаної ФІФА | не брала участі, оскільки УРСР була частиною СРСР і не мала збірної, визнаної ФІФА | не брала участі, оскільки УРСР була частиною СРСР і не мала збірної, визнаної ФІФА | не брала участі, оскільки УРСР була частиною СРСР і не мала збірної, визнаної ФІФА | не брала участі, оскільки УРСР була частиною СРСР і не мала збірної, визнаної ФІФА | не брала участі, оскільки УРСР була частиною СРСР і не мала збірної, визнаної ФІФА | не брала участі, оскільки УРСР була частиною СРСР і не мала збірної, визнаної ФІФА | не брала участі, оскільки УРСР була частиною СРСР і не мала збірної, визнаної ФІФА | не брала участі, оскільки УРСР була частиною СРСР і не мала збірної, визнаної ФІФА |
| 1992                                      | не брала участі, але була представлена збірною СНД                                 | не брала участі, але була представлена збірною СНД                                 | не брала участі, але була представлена збірною СНД                                 | не брала участі, але була представлена збірною СНД                                 | не брала участі, але була представлена збірною СНД                                 | не брала участі, але була представлена збірною СНД                                 | не брала участі, але була представлена збірною СНД                                 | не брала участі, але була представлена збірною СНД                                 | не брала участі, але була представлена збірною СНД                                 | не брала участі, але була представлена збірною СНД                                 | не брала участі, але була представлена збірною СНД                                 | не брала участі, але була представлена збірною СНД                                 | не брала участі, але була представлена збірною СНД                                 | не брала участі, але була представлена збірною СНД                                 | не брала участі, але була представлена збірною СНД                                 | не брала участі, але була представлена збірною СНД                                 | не брала участі, але була представлена збірною СНД                                 |
| 1996                                      | не пройшла кваліфікацію                                                            | не пройшла кваліфікацію                                                            | не пройшла кваліфікацію                                                            | не пройшла кваліфікацію                                                            | не пройшла кваліфікацію                                                            | не пройшла кваліфікацію                                                            | не пройшла кваліфікацію                                                            | не пройшла кваліфікацію                                                            |                                                                                    | 10                                                                                 | 4                                                                                  | 1                                                                                  | 5                                                                                  | 11                                                                                 | 15                                                                                 | 1996                                                                               | 4 місце в групі 4                                                                  |
| 2000                                      | не пройшла кваліфікацію                                                            | не пройшла кваліфікацію                                                            | не пройшла кваліфікацію                                                            | не пройшла кваліфікацію                                                            | не пройшла кваліфікацію                                                            | не пройшла кваліфікацію                                                            | не пройшла кваліфікацію                                                            | не пройшла кваліфікацію                                                            | 12                                                                                 | 5                                                                                  | 6                                                                                  | 1                                                                                  | 16                                                                                 | 7                                                                                  | 2000                                                                               | 2 місце в групі 4, програш Словенії в плей-оф                                      |                                                                                    |
| 2004                                      | не пройшла кваліфікацію                                                            | не пройшла кваліфікацію                                                            | не пройшла кваліфікацію                                                            | не пройшла кваліфікацію                                                            | не пройшла кваліфікацію                                                            | не пройшла кваліфікацію                                                            | не пройшла кваліфікацію                                                            | не пройшла кваліфікацію                                                            | 8                                                                                  | 2                                                                                  | 4                                                                                  | 2                                                                                  | 11                                                                                 | 10                                                                                 | 2004                                                                               | 3 місце в групі 6                                                                  |                                                                                    |
| 2008                                      | не пройшла кваліфікацію                                                            | не пройшла кваліфікацію                                                            | не пройшла кваліфікацію                                                            | не пройшла кваліфікацію                                                            | не пройшла кваліфікацію                                                            | не пройшла кваліфікацію                                                            | не пройшла кваліфікацію                                                            | не пройшла кваліфікацію                                                            | 12                                                                                 | 5                                                                                  | 2                                                                                  | 5                                                                                  | 18                                                                                 | 16                                                                                 | 2008                                                                               | 4 місце в групі B                                                                  |                                                                                    |
| 2012                                      | груповий етап                                                                      | 12                                                                                 | 3                                                                                  | 1                                                                                  | 0                                                                                  | 2                                                                                  | 2                                                                                  | 4                                                                                  | кваліфікувалася як країна-господар                                                 | кваліфікувалася як країна-господар                                                 | кваліфікувалася як країна-господар                                                 | кваліфікувалася як країна-господар                                                 | кваліфікувалася як країна-господар                                                 | кваліфікувалася як країна-господар                                                 | кваліфікувалася як країна-господар                                                 | кваліфікувалася як країна-господар                                                 |                                                                                    |
| 2016                                      | груповий етап                                                                      | 24                                                                                 | 3                                                                                  | 0                                                                                  | 0                                                                                  | 3                                                                                  | 0                                                                                  | 5                                                                                  | 12                                                                                 | 7                                                                                  | 2                                                                                  | 3                                                                                  | 17                                                                                 | 5                                                                                  | 2016                                                                               | 3 місце в групі C, виграш у Словенії в плей-оф                                     |                                                                                    |
| 2020                                      | 1/4 фіналу                                                                         | 8                                                                                  | 5                                                                                  | 2                                                                                  | 0                                                                                  | 3                                                                                  | 6                                                                                  | 10                                                                                 | 8                                                                                  | 6                                                                                  | 2                                                                                  | 0                                                                                  | 17                                                                                 | 4                                                                                  | 2020                                                                               | 1 місце в групі B                                                                  |                                                                                    |
| 2024                                      | груповий етап                                                                      | 17                                                                                 | 3                                                                                  | 1                                                                                  | 1                                                                                  | 1                                                                                  | 2                                                                                  | 4                                                                                  | 10                                                                                 | 6                                                                                  | 2                                                                                  | 2                                                                                  | 15                                                                                 | 10                                                                                 | 2024                                                                               | 3 місце в групі C, виграш в плей-оф                                                |                                                                                    |
| 2028                                      | кваліфікається не розпочиналася                                                    | кваліфікається не розпочиналася                                                    | кваліфікається не розпочиналася                                                    | кваліфікається не розпочиналася                                                    | кваліфікається не розпочиналася                                                    | кваліфікається не розпочиналася                                                    | кваліфікається не розпочиналася                                                    | кваліфікається не розпочиналася                                                    | кваліфікається не розпочиналася                                                    | кваліфікається не розпочиналася                                                    | кваліфікається не розпочиналася                                                    | кваліфікається не розпочиналася                                                    | кваліфікається не розпочиналася                                                    | кваліфікається не розпочиналася                                                    | кваліфікається не розпочиналася                                                    | кваліфікається не розпочиналася                                                    |                                                                                    |
| 2032                                      | кваліфікається не розпочиналася                                                    | кваліфікається не розпочиналася                                                    | кваліфікається не розпочиналася                                                    | кваліфікається не розпочиналася                                                    | кваліфікається не розпочиналася                                                    | кваліфікається не розпочиналася                                                    | кваліфікається не розпочиналася                                                    | кваліфікається не розпочиналася                                                    | кваліфікається не розпочиналася                                                    | кваліфікається не розпочиналася                                                    | кваліфікається не розпочиналася                                                    | кваліфікається не розпочиналася                                                    | кваліфікається не розпочиналася                                                    | кваліфікається не розпочиналася                                                    | кваліфікається не розпочиналася                                                    | кваліфікається не розпочиналася                                                    |                                                                                    |
| Усього                                    | 1/4 фіналу                                                                         | 4/8                                                                                | 14                                                                                 | 4                                                                                  | 1                                                                                  | 9                                                                                  | 10                                                                                 | 23                                                                                 | 72                                                                                 | 35                                                                                 | 19                                                                                 | 18                                                                                 | 105                                                                                | 67                                                                                 |                                                                                    |                                                                                    |                                                                                    |

- — країна-господар фінального турніру

### Ліга націй УЄФА
| Сезон   | Ліга   | Група  | МГ     | І  | В  | Н | П | ЗМ | ПМ | П/П           | МР |
| ------- | ------ | ------ | ------ | -- | -- | - | - | -- | -- | ------------- | -- |
| 2018–19 | B      | 1      | 1      | 4  | 3  | 0 | 1 | 5  | 5  | Rise          | 14 |
| 2020–21 | A      | 4      | 4      | 6  | 2  | 0 | 4 | 5  | 13 | Fall          | 13 |
| 2022–23 | B      | 1      | 2      | 6  | 3  | 2 | 1 | 10 | 4  | Same position | 22 |
| 2024–25 | B      | 1      | 2      | 8  | 3  | 2 | 3 | 11 | 12 | Same position | 24 |
| Усього  | Усього | Усього | Усього | 24 | 11 | 4 | 9 | 31 | 34 |               |    |

## Сезони збірної України з футболу
| Сезон | Матчів | Перемог | Нічиїх | Поразок | М'ячів  | Очок |
| ----- | ------ | ------- | ------ | ------- | ------- | ---- |
| 1992  | 4      | 0       | 2      | 2       | 3–6     | 2    |
| 1993  | 6      | 3       | 1      | 2       | 8–8     | 10   |
| 1994  | 9      | 2       | 3      | 4       | 8–9     | 9    |
| 1995  | 7      | 3       | 0      | 4       | 8–13    | 9    |
| 1996  | 6      | 3       | 1      | 2       | 12–9    | 10   |
| 1997  | 10     | 5       | 3      | 2       | 9–7     | 18   |
| 1998  | 5      | 4       | 0      | 1       | 12–4    | 12   |
| 1999  | 11     | 3       | 7      | 1       | 11–6    | 16   |
| 2000  | 5      | 3       | 0      | 2       | 6–7     | 9    |
| 2001  | 13     | 3       | 7      | 3       | 14–13   | 16   |
| 2002  | 10     | 3       | 3      | 4       | 10–12   | 12   |
| 2003  | 10     | 2       | 4      | 4       | 8–11    | 10   |
| 2004  | 10     | 3       | 4      | 3       | 11–10   | 13   |
| 2005  | 10     | 6       | 3      | 1       | 12–5    | 21   |
| 2006  | 14     | 8       | 3      | 3       | 26–11   | 27   |
| 2007  | 11     | 4       | 3      | 4       | 16–14   | 15   |
| 2008  | 9      | 6       | 2      | 1       | 10–5    | 20   |
| 2009  | 12     | 6       | 3      | 3       | 21–11   | 21   |
| 2010  | 9      | 4       | 4      | 1       | 16–11   | 16   |
| 2011  | 12     | 4       | 3      | 5       | 18–21   | 15   |
| 2012  | 12     | 4       | 3      | 5       | 13–13   | 15   |
| 2013  | 12     | 9       | 2      | 1       | 33–5    | 29   |
| 2014  | 8      | 6       | 1      | 1       | 11–2    | 19   |
| 2015  | 10     | 5       | 3      | 2       | 14–6    | 18   |
| 2016  | 12     | 7       | 2      | 3       | 18–12   | 23   |
| 2017  | 8      | 4       | 0      | 4       | 8–8     | 12   |
| 2018  | 10     | 5       | 4      | 1       | 13–9    | 19   |
| 2019  | 10     | 7       | 3      | 0       | 20–6    | 24   |
| 2020  | 8      | 2       | 0      | 6       | 6–22    | 6    |
| 2021  | 18     | 6       | 9      | 3       | 25–21   | 27   |
| 2022  | 8      | 4       | 2      | 2       | 13–6    | 14   |
| 2023  | 9      | 4       | 3      | 2       | 14–11   | 15   |
| 2024  | 14     | 6       | 4      | 4       | 19–17   | 22   |
| 2025  | 4      | 2       | 0      | 2       | 7–9     | 6    |
| Разом | 326    | 146     | 92     | 88      | 453–337 | 530  |

## Статистика домашніх матчів збірної
Станом на 20 листопада 2024 року
| #     | Місто     | І   | В  | Н  | П  | М'ячі   | О   | %       |
| ----- | --------- | --- | -- | -- | -- | ------- | --- | ------- |
| 1     | Київ      | 80  | 39 | 27 | 14 | 119−64  | 144 | 60,00 % |
| 2     | Львів     | 20  | 17 | 3  | 0  | 47−11   | 54  | 90,00 % |
| 3     | Харків    | 11  | 7  | 2  | 2  | 19−5    | 23  | 69,70 % |
| 4     | Донецьк   | 7   | 0  | 2  | 5  | 2−11    | 2   | 9,52 %  |
| 5     | Одеса     | 6   | 4  | 2  | 0  | 7−3     | 14  | 77,78 % |
| 6     | Дніпро    | 5   | 3  | 2  | 0  | 7−4     | 11  | 73,33 % |
| 7     | Запоріжжя | 1   | 1  | 0  | 0  | 1−0     | 3   | 100 %   |
| 8     | Ужгород   | 1   | 0  | 0  | 1  | 1−3     | 0   | 0 %     |
| Разом | Разом     | 131 | 71 | 38 | 22 | 203−101 | 251 | 63,87 % |

| #  | Стадіон            | Місто     | І  | В  | Н  | П  | М'ячі | О   | %       |
| -- | ------------------ | --------- | -- | -- | -- | -- | ----- | --- | ------- |
| 1  | НСК «Олімпійський» | Київ      | 60 | 26 | 22 | 12 | 81−49 | 100 | 55,56 % |
| 2  | «Динамо»           | Київ      | 20 | 13 | 5  | 2  | 38−15 | 44  | 73,33 % |
| 3  | «Арена Львів»      | Львів     | 14 | 11 | 3  | 0  | 33−6  | 36  | 85,71 % |
| 4  | «Металіст»         | Харків    | 11 | 7  | 2  | 2  | 19−5  | 23  | 69,70 % |
| 5  | «Україна»          | Львів     | 6  | 6  | 0  | 0  | 14−5  | 18  | 100 %   |
| 6  | «Чорноморець»      | Одеса     | 6  | 4  | 2  | 0  | 7−3   | 14  | 77,78 % |
| 7  | «Донбас Арена»     | Донецьк   | 5  | 0  | 1  | 4  | 2−9   | 1   | 6,67 %  |
| 8  | «Дніпро-Арена»     | Дніпро    | 4  | 3  | 1  | 0  | 5−2   | 10  | 83,33 % |
| 9  | «Шахтар»           | Донецьк   | 2  | 0  | 1  | 1  | 0−2   | 1   | 16,67 % |
| 10 | «Славутич-Арена»   | Запоріжжя | 1  | 1  | 0  | 0  | 1−0   | 3   | 100 %   |
| 11 | «Метеор»           | Дніпро    | 1  | 0  | 1  | 0  | 2−2   | 1   | 33,33 % |
| 12 | «Авангард»         | Ужгород   | 1  | 0  | 0  | 1  | 1−3   | 0   | 0 %     |

## Найвідвідуваніші домашні матчі збірної України з футболу
Станом на 20 листопада 2024 року
| #  | Дата              | Турнір | Суперник          | Рахунок | Глядачі |
| -- | ----------------- | ------ | ----------------- | ------- | ------- |
| 1  | 2 квітня 1997     | ВідЧС  | Північна Ірландія | 2:1     | 85000   |
| 2  | 29 березня 2003   | ВідЧЄ  | Іспанія           | 2:2     | 83400   |
| 3  | 10 листопада 2001 | ВідЧС  | Німеччина         | 1:1     | 83000   |
| 4  | 5 вересня 1998    | ВідЧЄ  | Росія             | 3:2     | 80000   |
| 5  | 4 вересня 1999    | ВідЧЄ  | Франція           | 0:0     | 78000   |
| 6  | 15 листопада 1997 | ВідЧС  | Хорватія          | 1:1     | 77500   |
| 7  | 24 березня 2001   | ВідЧС  | Білорусь          | 0:0     | 75000   |
| 8  | 10 вересня 2013   | ВідЧС  | Англія            | 0:0     | 69890   |
| 9  | 11 листопада 2011 | ТМ     | Німеччина         | 3:3     | 69720   |
| 10 | 15 листопада 2013 | ВідЧС  | Франція           | 2:0     | 67732   |

Усі матчі відбулися на НСК «Олімпійський».

## Форма
| Рік           | Виробник |
| ------------- | -------- |
| 1992 — 1997   | Umbro    |
| 1997 — 2002   | Puma     |
| 2002 — 2008   | Lotto    |
| 2009 — 2016   | Adidas   |
| 2017 — 2024   | Joma     |
| 2024 — донині | Adidas   |

### Домашня
|  | (Перший матч), · 1992 —1994 |  | 1994 —1995 | 1995 — 1997 | 1998 —2001 | 2002 — 2003 | 2004 — 2005 |

| ЧС-2006, 2006 — 2007 | 2008 | 2009 | 2010 — 2011 | Євро-2012, 2011 — 2014 | 2014 — 2015 |

| Євро-2016 | 2017 — 2018 | 2018 — 2019 | 2020 — 2021 | Євро-2020, · Євро-2024, · 2021 — 2024 | 2024 — |

### Гостьова
|  | 1994 · (матч проти Білорусі) |  | 1994 — 1995 | 1995 — 1997 | 1998 —2001 | 2002 — 2003 | 2004 — 2005 |

| ЧС-2006, 2006 — 2007 | 2008 | 2009 | 2010 — 2011 | Євро-2012, 2011 — 2014 | 2014 — 2015 |

| Євро-2016 | 2017 — 2018 | 2018 — 2019 | 2020 — 2021 | Євро-2020, · Євро-2024, · 2021 — 2024 | 2024 — |

### Третя
|  | 2018 — 2019 | 2020 — 2021 | Євро-2020, · Євро-2024, · 2021 — 2024 |

### Цікаві факти
На новій домашній та гостьовій формі від виробника Joma, яку 4 вересня 2018 року представила УАФ для збірної України з футболу, позаду над прізвищем футболіста присутній напис «Слава Україні!». Також вперше в історії випущений третій комплект форми білого кольору.
6 червня 2021 року була презентована нова форма, в якій збірна буде грати на Чемпіонаті Європи з футболу. Особливостями форми стали мапа України, включно з Кримом, та написи «Слава Україні» і «Героям слава». Головний атрибут нової форми — мапа України з Кримом і тимчасово окупованими районами Донбасу — викликала негативну реакцію в Росії, оскільки карта України включає в себе і Кримський півострів, на що в УЄФА заявили, що форма затверджена відповідно до застосованих правил щодо екіпіровки.

## Гравці-рекордсмени
Напівжирним шрифтом виділені гравці, які на цей час виступають за збірну
| #   | Ім'я                  | Період виступів | Ігри | Голи   |
| --- | --------------------- | --------------- | ---- | ------ |
|     | Анатолій Тимощук      | 2000 — 2016     | 144  | 4      |
| 1   | Андрій Ярмоленко      | 2009 — донині   | 124  | 46     |
| 2   | Андрій Шевченко       | 1995 — 2012     | 111  | 48     |
| 3   | Андрій Пятов          | 2007 — 2022     | 102  | 83 (п) |
| 4   | Руслан Ротань         | 2003 — 2018     | 100  | 8      |
| 5   | Олег Гусєв            | 2003 — 2016     | 98   | 13     |
| 6   | Олександр Шовковський | 1994 — 2012     | 92   | 76 (п) |
| 7−8 | Євген Коноплянка      | 2010 — 2023     | 87   | 21     |
| 7−8 | Тарас Степаненко      | 2010 — донині   | 87   | 4      |
| 9   | Сергій Ребров         | 1992 — 2006     | 75   | 15     |
| 10  | Андрій Воронін        | 2002 — 2012     | 74   | 8      |

| #    | Гравець          | Період виступів | Голи (ігри) | За гру |
| ---- | ---------------- | --------------- | ----------- | ------ |
| 1    | Андрій Шевченко  | 1995 — 2012     | 48 (111)    | 0.43   |
| 2    | Андрій Ярмоленко | 2009 — донині   | 46 (124)    | 0.37   |
| 3    | Євген Коноплянка | 2010 — 2023     | 21 (87)     | 0.24   |
| 4    | Роман Яремчук    | 2018 — донині   | 17 (59)     | 0.29   |
| 5    | Сергій Ребров    | 1992 — 2006     | 15 (75)     | 0.2    |
| 6−7  | Віктор Циганков  | 2016 — донині   | 13 (57)     | 0.23   |
| 6−7  | Олег Гусєв       | 2003 — 2016     | 13 (98)     | 0.13   |
| 8    | Сергій Назаренко | 2003 — 2012     | 12 (56)     | 0.21   |
| 9−10 | Артем Довбик     | 2021 — донині   | 11 (35)     | 0.31   |
| 9−10 | Євген Селезньов  | 2008 — 2018     | 11 (58)     | 0.19   |

| #   | Ім'я             | Період виступів | Ігри | Гольові передачі |
| --- | ---------------- | --------------- | ---- | ---------------- |
| 1   | Андрій Ярмоленко | 2009 — донині   | 99   | 22               |
| 2−4 | Андрій Воронін   | 2002 — 2012     | 74   | 13               |
| 2−4 | Руслан Ротань    | 2003 — 2018     | 100  | 13               |
| 2−4 | Андрій Шевченко  | 1995 — 2012     | 111  | 13               |
| 5   | Євген Коноплянка | 2010 — донині   | 86   | 12               |
| 6   | Олег Гусєв       | 2003 — 2016     | 98   | 11               |

| #   | Гравець          | Період виступів | Ігри | Гол+пас (загалом) |
| --- | ---------------- | --------------- | ---- | ----------------- |
| 1   | Андрій Ярмоленко | 2009 — донині   | 99   | 42+22 (64)        |
| 2   | Андрій Шевченко  | 1995 — 2012     | 111  | 48+13 (61)        |
| 3   | Євген Коноплянка | 2010 — донині   | 86   | 21+12 (33)        |
| 4   | Олег Гусєв       | 2003 — 2016     | 98   | 13+11 (24)        |
| 5   | Сергій Ребров    | 1992 — 2006     | 75   | 15+7 (22)         |
| 6−7 | Андрій Воронін   | 2002 — 2012     | 74   | 8+13 (21)         |
| 6−7 | Руслан Ротань    | 2003 — 2018     | 100  | 8+13 (21)         |

| #  | Ім'я               | Дата народження | Дебют за збірну | Вік                           |
| -- | ------------------ | --------------- | --------------- | ----------------------------- |
| 1  | Сергій Ребров      | 03.06.1974      | 27.06.1992      | 18 років, 0 місяців, 24 дні   |
| 2  | Ілля Забарний      | 01.09.2002      | 07.10.2020      | 18 років, 1 місяць, 6 днів    |
| 3  | Андрій Шевченко    | 29.09.1976      | 25.03.1995      | 18 років, 5 місяців, 25 днів  |
| 4  | Георгій Судаков    | 01.09.2002      | 23.05.2021      | 18 років, 8 місяців, 22 дні   |
| 5  | Олександр Зінченко | 15.12.1996      | 12.10.2015      | 18 років, 9 місяців, 27 днів  |
| 6  | Віталій Лисицький  | 16.04.1982      | 14.02.2001      | 18 років, 9 місяців, 29 днів  |
| 7  | Віктор Циганков    | 15.11.1997      | 12.11.2016      | 18 років, 11 місяців, 28 днів |
| 8  | Геннадій Зубов     | 12.09.1977      | 05.10.1996      | 19 років, 0 місяців, 23 дні   |
| 9  | Андрій Лунін       | 11.02.1999      | 23.03.2018      | 19 років, 1 місяць, 12 днів   |
| 10 | Віталій Миколенко  | 29.05.1999      | 20.11.2018      | 19 років, 5 місяців, 22 дні   |

| # | Ім'я                  | Дата народження | Остання гра за збірну | Вік                           |
| - | --------------------- | --------------- | --------------------- | ----------------------------- |
| 1 | Андрій Пятов          | 28.06.1984      | 11.06.2022            | 37 років, 11 місяців, 14 днів |
|   | Анатолій Тимощук      | 30.03.1979      | 21.06.2016            | 37 років, 2 місяці, 22 дні    |
| 2 | Олександр Шовковський | 02.01.1975      | 29.02.2012            | 37 років, 1 місяць, 27 днів   |
| 3 | В'ячеслав Шевчук      | 13.05.1979      | 16.06.2016            | 37 років, 1 місяць, 3 дні     |
| 4 | Олександр Горяїнов    | 29.06.1975      | 01.06.2012            | 36 років, 11 місяців, 3 дні   |
| 5 | Руслан Ротань         | 29.10.1981      | 27.03.2018            | 36 років, 4 місяці, 26 днів   |
| 6 | Андрій Шевченко       | 29.09.1976      | 19.06.2012            | 35 років, 8 місяців, 21 день  |
| 7 | Андрій Ярмоленко      | 23.10.1989      | 23.03.2025            | 35 років, 5 місяців           |
| 8 | Тарас Степаненко      | 08.08.1989      | 14.10.2024            | 35 роки, 2 місяці, 6 днів     |
| 9 | Олег Лужний           | 05.08.1968      | 10.09.2003            | 35 років, 1 місяць, 5 днів    |

### Наймолодші автори голів
Станом на 20 листопада 2024 року
| #   | Ім'я               | Дата       | Матч                       | Вік                 |
| --- | ------------------ | ---------- | -------------------------- | ------------------- |
| 1   | Олександр Зінченко | 29.05.2016 | Румунія — 4:3 (ТМ)         | 19 років і 166 днів |
| 2   | Андрій Шевченко    | 01.05.1996 | Туреччина — 2:3 (ТМ)       | 19 років і 215 днів |
| 3   | Дмитро Михайленко  | 18.05.1993 | Литва — 2:1 (ТМ)           | 19 років і 309 днів |
| 4   | Андрій Ярмоленко   | 05.09.2009 | Андорра — 5:0 (ВЧС-2010)   | 19 років і 317 днів |
| 5   | Олександр Гладкий  | 22.08.2007 | Узбекистан — 2:1 (ТМ)      | 19 років і 363 дні  |
| 6   | Ярослав Ракицький  | 14.09.2009 | Андорра — 6:0 (ВЧС-2010)   | 20 років і 72 дні   |
| 7   | Данило Сікан       | 01.09.2021 | Казахстан — 2:2 (ВЧС-2022) | 20 років і 138 днів |
| 8−9 | Андрій Гусін       | 26.06.1993 | Хорватія — 1:3 (ТМ)        | 20 років і 197 днів |
| 8−9 | Роман Зозуля       | 02.06.2010 | Норвегія — 1:0 (ТМ)        | 20 років і 197 днів |
| 10  | Адріан Пуканич     | 18.02.2004 | Лівія — 1:1 (ТМ)           | 20 років і 241 день |

### Ювілейні голи
- 1-й — Іван Гецько. ТМ, 29 квітня 1992 року. Україна — Угорщина — 1:3.
- 50-й — Сергій Ребров. ТМ, 19 серпня 1998 року. Україна — Грузія — 4:0 (1-й гол).
- 100-й — Андрій Воронін. Відб.матч до ЄВРО-2004, 12 жовтня 2002 року. Україна — Греція — 2:0.
- 150-й — Руслан Ротань. ТМ, 15 серпня 2006 року. Україна — Азербайджан — 6:0.
- 200-й — Андрій Шевченко. Відб. матч до ЧС-2010, 14 жовтня 2009 року. Андорра — Україна — 0:6.
- 250-й — Андрій Шевченко. ЄВРО-2012, 11 червня 2012 року. Україна — Швеція — 2:1 (2-й гол).
- 300-й — Артем Кравець. Відб.матч до ЄВРО-2016, 14 червня 2015 року. Україна — Люксембург — 3:0.
- 350-й — Віктор Циганков. Відб. матч до ЄВРО-2020, 25 березня 2019 року. Люксембург — Україна — 1:2.
- 400-й — Артем Довбик. Відб. матч до ЧС-2022, 16 листопада 2021 року. Боснія і Герцеговина — Україна — 0:2.

### Воротарі
Станом на 12 червня 2025 року
| Пропущені голи (Топ 10) | Пропущені голи (Топ 10) | Пропущені голи (Топ 10) | Пропущені голи (Топ 10) | Пропущені голи (Топ 10) | Пропущені голи (Топ 10) |
| #                       | Воротар                 | Період виступів         | Ігри                    | Пропущені голи          | Голів за гру            |
| ----------------------- | ----------------------- | ----------------------- | ----------------------- | ----------------------- | ----------------------- |
| 1                       | Андрій Пятов            | 2006—2022               | 102                     | 83                      | 0,81                    |
| 2                       | Олександр Шовковський   | 1994—2012               | 92                      | 76                      | 0,83                    |
| 3                       | Георгій Бущан           | 2020—2024               | 18                      | 30                      | 1,67                    |
| 4                       | Анатолій Трубін         | 2019 — донині           | 20                      | 25                      | 1,25                    |
| 5                       | Андрій Лунін            | 2018 — донині           | 16                      | 16                      | 1,00                    |
| 6                       | Олег Суслов             | 1994—1997               | 12                      | 15                      | 1,25                    |
| 7−8                     | Андрій Дикань           | 2010—2012               | 8                       | 11                      | 1,38                    |
| 7−8                     | Дмитро Тяпушкін         | 1994—1995               | 7                       | 11                      | 1,57                    |
| 9−10                    | Віталій Рева            | 2001—2003               | 9                       | 10                      | 1,11                    |
| 9−10                    | Максим Левицький        | 2000—2002               | 8                       | 10                      | 1,25                    |

| «Сухі матчі» (Топ 10) | «Сухі матчі» (Топ 10) | «Сухі матчі» (Топ 10) | «Сухі матчі» (Топ 10) | «Сухі матчі» (Топ 10) | «Сухі матчі» (Топ 10) |
| #                     | Воротар               | Період виступів       | Ігри                  | Сухі матчі            | % сухих матчів        |
| --------------------- | --------------------- | --------------------- | --------------------- | --------------------- | --------------------- |
| 1                     | Андрій Пятов          | 2006—2022             | 102                   | 47                    | 46 %                  |
| 2                     | Олександр Шовковський | 1994—2012             | 92                    | 46                    | 50 %                  |
| 3                     | Андрій Лунін          | 2018 — донині         | 16                    | 6                     | 37 %                  |
| 4                     | Анатолій Трубін       | 2020 — донині         | 20                    | 6                     | 30 %                  |
| 5−7                   | Валерій Воробйов      | 1994—1999             | 6                     | 4                     | 66 %                  |
| 5−7                   | Максим Левицький      | 2000—2002             | 8                     | 4                     | 50 %                  |
| 5−7                   | Олег Суслов           | 1994—1997             | 12                    | 4                     | 33 %                  |
| 8−12                  | Богдан Шуст           | 2006—2007             | 4                     | 3                     | 75 %                  |
| 8−12                  | Дмитро Шутков         | 1993—2003             | 5                     | 3                     | 60 %                  |
| 8−12                  | Денис Бойко           | 2014—2021             | 7                     | 3                     | 43 %                  |
| 8−12                  | Віталій Рева          | 2001—2003             | 13                    | 3                     | 23 %                  |
| 8−12                  | Георгій Бущан         | 2020—2024             | 18                    | 3                     | 17 %                  |

## Капітани

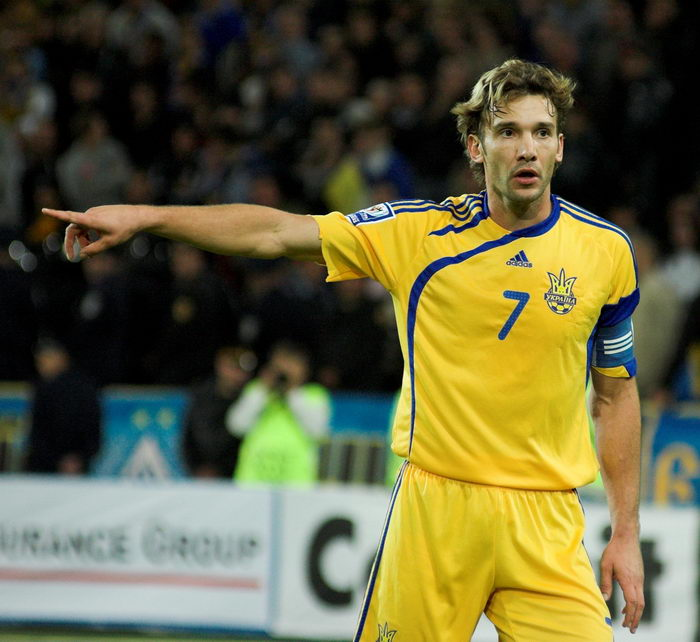
Андрій Шевченко з капітанською пов'зкою під час матчу Україна — Англія (1:0) 11 жовтня 2009 року

Станом на 10 червня 2025 року
| #     | Гравець               | Період виступів | Капітан (ігри) |
| ----- | --------------------- | --------------- | -------------- |
| 1     | Андрій Шевченко       | 1995—2012       | 58 (111)       |
|       | Анатолій Тимощук      | 2000—2016       | 41 (144)       |
| 2     | Олег Лужний           | 1992—2003       | 39 (52)        |
| 3     | Андрій Ярмоленко      | 2009 — донині   | 29 (124)       |
| 4−5   | Руслан Ротань         | 2003—2018       | 24 (100)       |
| 4−5   | Андрій Пятов          | 2006—2022       | 24 (102)       |
| 6−7   | Юрій Калитвинцев      | 1995—1999       | 13 (22)        |
| 6−7   | Олександр Головко     | 1995—2004       | 13 (58)        |
| 8     | Олександр Шовковський | 1994—2012       | 12 (92)        |
| 9−11  | Олександр Кучер       | 2006—2017       | 8 (57)         |
| 9-11  | Микола Матвієнко      | 2017 — донині   | 8 (77)         |
| 9−11  | Тарас Степаненко      | 2010 — донині   | 8 (87)         |
| 12    | Олександр Зінченко    | 2015 — донині   | 6 (73)         |
| 13    | Євген Коноплянка      | 2010—2023       | 5 (87)         |
| 14−16 | Геннадій Литовченко   | 1993—1994       | 4 (4)          |
| 13−16 | Юрій Максимов         | 1992—2002       | 4 (27)         |
| 13−16 | В'ячеслав Шевчук      | 2003—2016       | 4 (56)         |
| 17−18 | Сергій Дірявка        | 1992—1995       | 3 (9)          |
| 17−18 | Андрій Гусін          | 1993—2006       | 3 (71)         |
| 19−22 | Андрій Полунін        | 1992—1995       | 2 (9)          |
| 19−22 | Андрій Русол          | 2004—2010       | 2 (49)         |
| 19−22 | Сергій Сидорчук       | 2014 — донині   | 2 (62)         |
| 19−22 | Владислав Ващук       | 1996—2007       | 2 (63)         |
| 23−32 | Юрій Шелепницький     | 1992            | 1 (1)          |
| 23−32 | Євген Драгунов        | 1992            | 1 (2)          |
| 23−32 | Сергій Третяк         | 1992            | 1 (2)          |
| 23−32 | Олексій Михайличенко  | 1992—1994       | 1 (2)          |
| 23−32 | Ігор Петров           | 1994            | 1 (3)          |
| 23−32 | Сергій Ковалець       | 1992—1994       | 1 (10)         |
| 23−32 | Сергій Беженар        | 1992—1997       | 1 (23)         |
| 23−32 | Ілля Забарний         | 2020 — донині   | 1 (49)         |
| 23−32 | Артем Федецький       | 2010—2016       | 1 (53)         |
| 23−32 | Сергій Ребров         | 1992—2006       | 1 (75)         |

## Всі тренери збірної
Станом 20 листопада 2024 року
| Тренер                   | Період роботи        | Ігри | Перемоги | Нічиї | Поразки | ЗГ | ПГ | % набраних очок |
| ------------------------ | -------------------- | ---- | -------- | ----- | ------- | -- | -- | --------------- |
| Віктор Прокопенко        | 1992                 | 3    | 0        | 1     | 2       | 2  | 5  | 11,11 %         |
| Микола Павлов            | 1992, 1994           | 3    | 0        | 1     | 2       | 1  | 4  | 11,11 %         |
| Олег Базилевич           | 1993—1994            | 11   | 4        | 3     | 4       | 13 | 14 | 45,46 %         |
| Йожеф Сабо               | 1994, 1996—1999      | 34   | 16       | 12    | 6       | 47 | 26 | 58,82 %         |
| Анатолій Коньков         | 1995                 | 7    | 3        | 0     | 4       | 8  | 13 | 42,86 %         |
| Валерій Лобановський     | 2000—2001            | 18   | 6        | 7     | 5       | 20 | 20 | 46,3 %          |
| Леонід Буряк             | 2002—2003            | 19   | 5        | 6     | 8       | 18 | 23 | 36,84 %         |
| Олег Блохін              | 2003—2007, 2011—2012 | 64   | 28       | 17    | 19      | 92 | 68 | 56,2 %          |
| Олексій Михайличенко     | 2008—2009            | 21   | 12       | 5     | 4       | 31 | 16 | 65,08 %         |
| Мирон Маркевич           | 2010                 | 4    | 3        | 1     | 0       | 9  | 3  | 83,33 %         |
| Юрій Калитвинцев (в.о.)  | 2010—2011            | 8    | 1        | 5     | 2       | 10 | 13 | 33,33 %         |
| Андрій Баль (в.о.)       | 2012                 | 2    | 0        | 1     | 1       | 0  | 1  | 16,67 %         |
| Олександр Заваров (в.о.) | 2012                 | 1    | 1        | 0     | 0       | 1  | 0  | 100 %           |
| Михайло Фоменко          | 2013—2016            | 37   | 24       | 6     | 7       | 67 | 22 | 70,27 %         |
| Андрій Шевченко          | 2016—2021            | 51   | 25       | 13    | 13      | 71 | 59 | 56,41 %         |
| Олександр Петраков       | 2021—2022            | 15   | 6        | 7     | 2       | 23 | 13 | 55,56 %         |
| Руслан Ротань (в.о.)     | 2023                 | 1    | 0        | 0     | 1       | 0  | 2  | 0 %             |
| Сергій Ребров            | 2023 — т. ч.         | 22   | 10       | 7     | 5       | 33 | 26 | 56,06 %         |

## Галерея

### Збірна

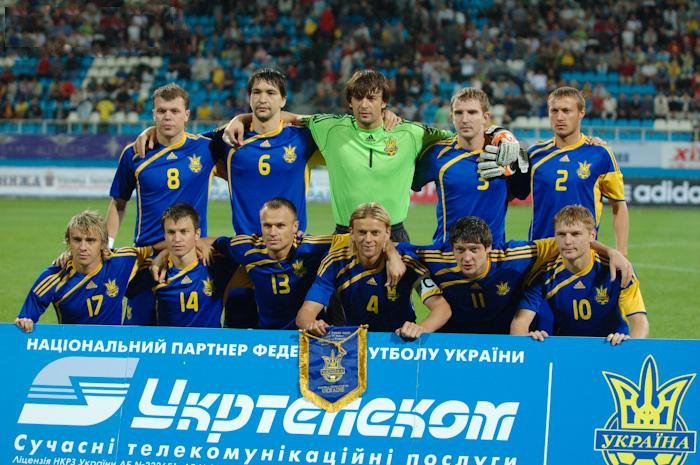
Гравці збірної України перед товариським матчем проти збірної Туреччини, 12.08.2009.
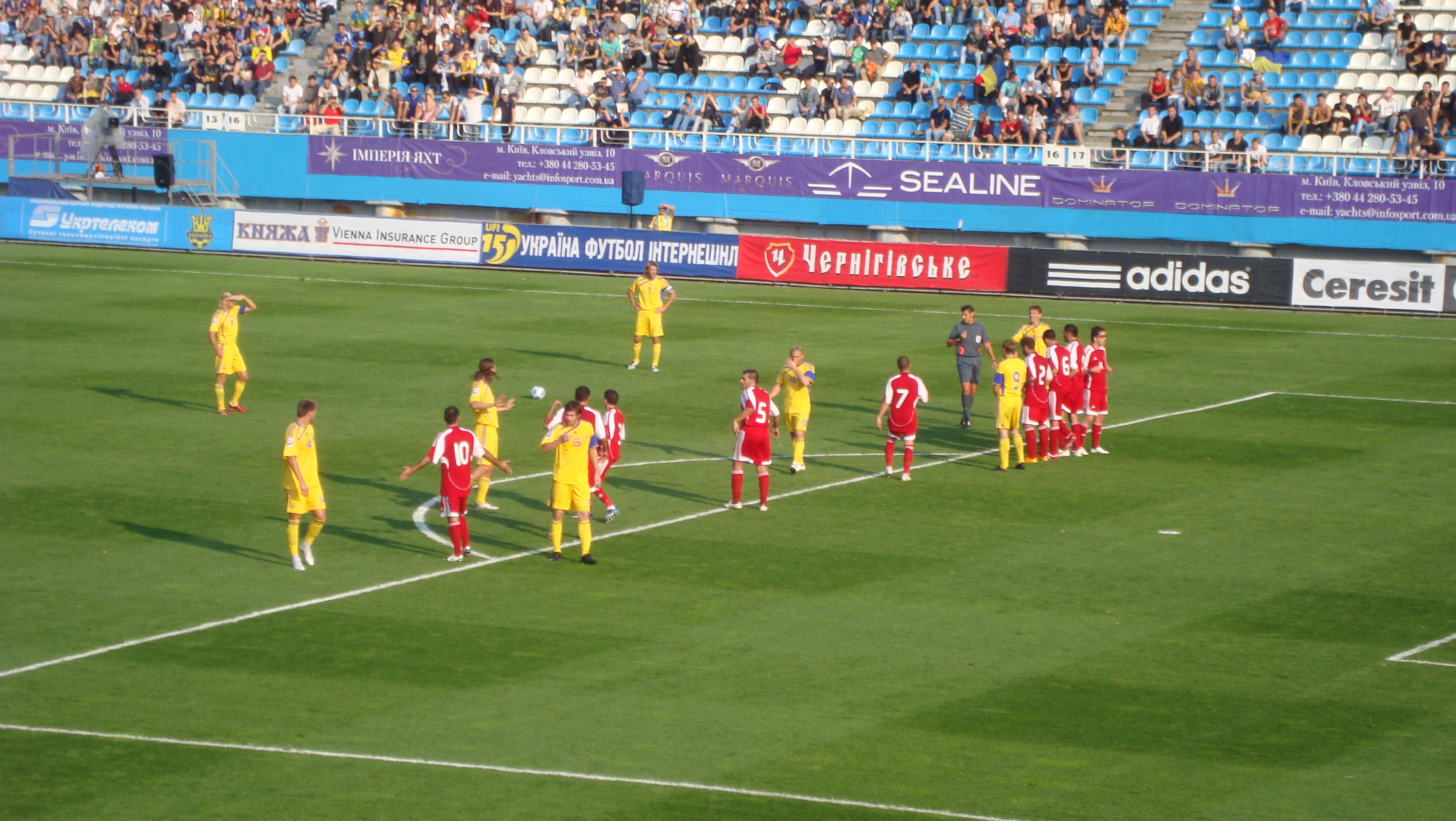
Відбірковий матч ЧС-2010 Україна — Андорра, 05.09.2009.
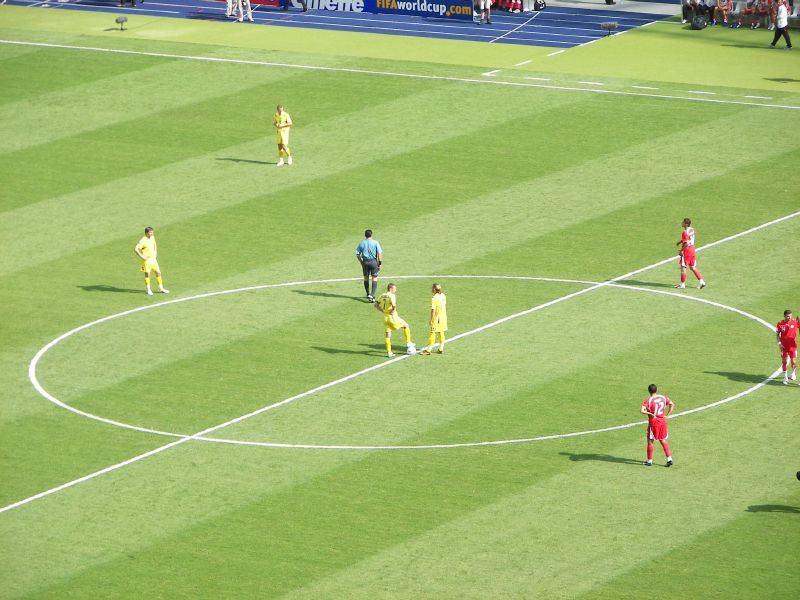
Матч Україна — Туніс на ЧС-2006, 23.06.2006.
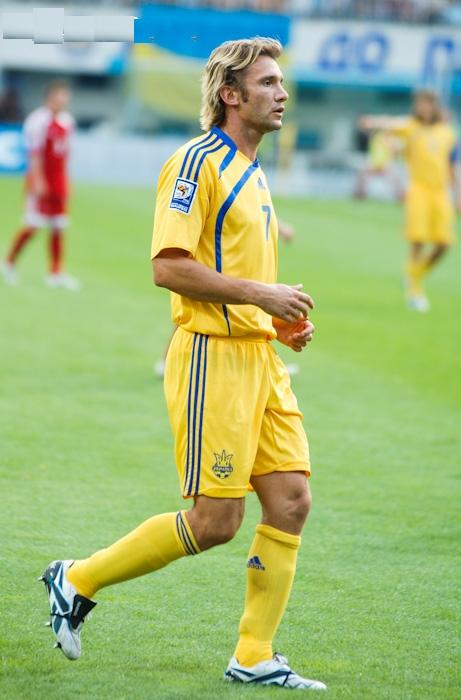
Андрій Шевченко у складі збірної України у матчі проти збірної Туреччини, 12.08.2009.
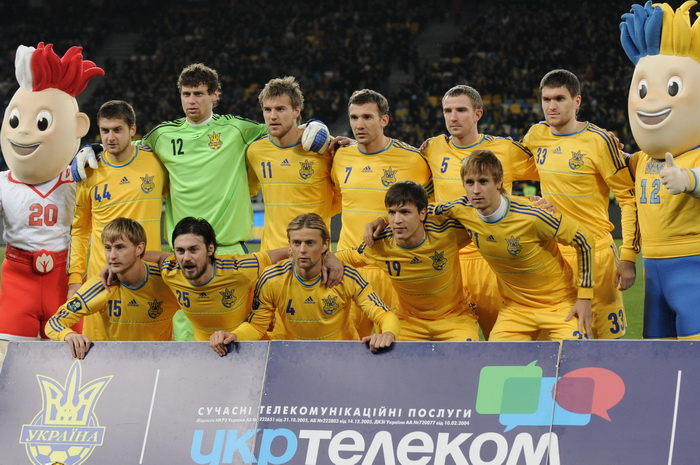
Гравці збірної України перед товариським матчем проти збірної Німеччини, 11.11.2011.
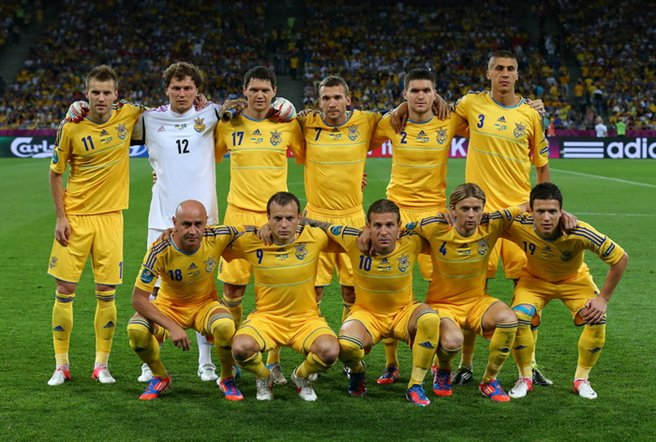
Перед грою зі Швецією на чемпіонаті Європи 2012, 11.06.2012.
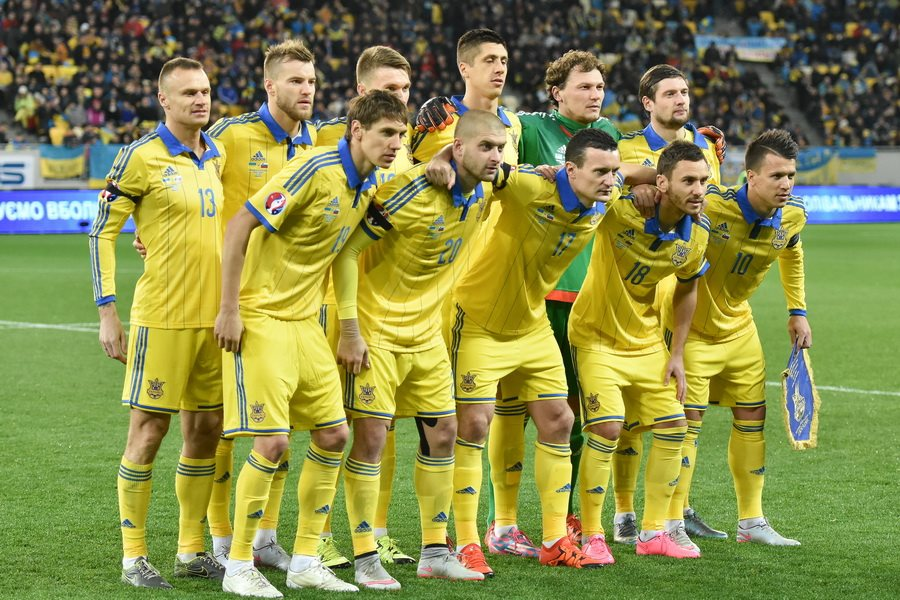
Перед грою зі Словенією у плей-оф відборі на чемпіонат Європи 2016, 14.11.2015.

### Поштові марки

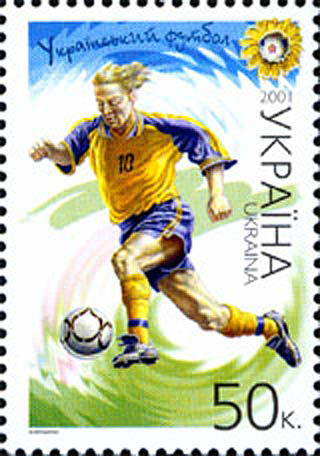
Поштова марка «Український футбол», 2001.
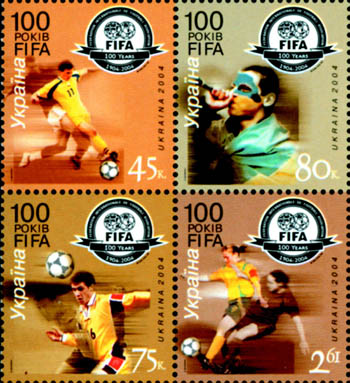
Поштова марка «100 років FIFA», 2004.
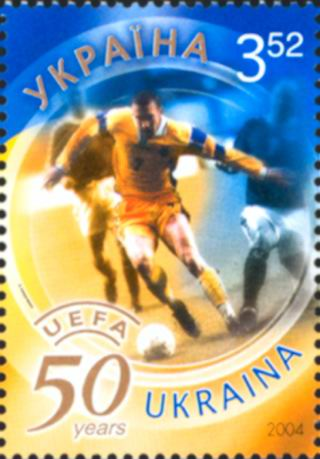
Поштова марка «50 років UEFA», 2004.
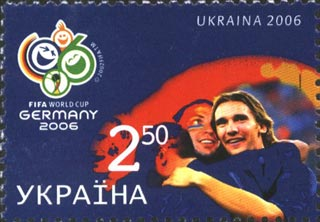
Поштова марка «Чемпіонат світу з футболу. Німеччина-2006», 2006.
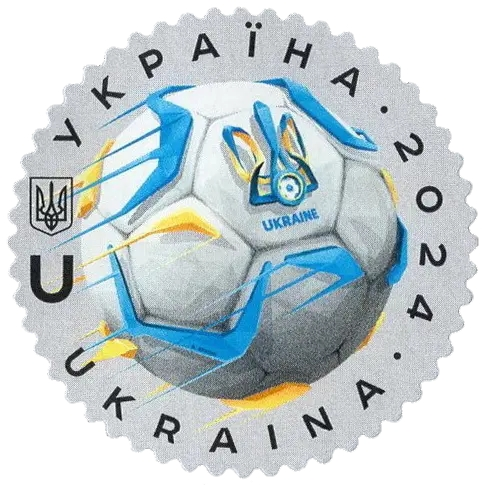
Поштова марка «Україно, вперед!», 2024.